# Economía de la Unión Soviética
La economía de la Unión Soviética y su sistema económico se basaban en la propiedad estatal de los medios de producción, dentro de la teoría general marxista-leninista.
El Estado, sobre la base de la red de sóviets, determinaba una planificación y control global de la economía soviética de forma centralizada con el objetivo de satisfacer las necesidades básicas de la población. El máximo órgano planificador era el Comité Estatal de Planificación, conocido como Gosplán. En su proceso para determinar el desarrollo futuro recibía las directrices del Consejo de Ministros de la URSS y los Gosplan de las repúblicas federadas, elaboraba el plan y lo aprobaba tras someterlo al Sóviet Supremo.
En sus primeros años, las consecuencias de la Primera Guerra Mundial y la guerra civil rusa obligaron al nuevo país a adoptar un nuevo tipo de economía, el llamado comunismo de guerra; tras el final de la guerra civil el gobierno de Lenin impuso la Nueva Política Económica (NEP) que combinaba elementos socialistas y capitalistas, pero que no fue capaz de impulsar y restablecer la economía, por lo que desde 1928 con Iósif Stalin se impusieron los Planes Quinquenales.
A partir de los programas de planificación la Unión Soviética conoció un periodo de gran desarrollo económico que se vio brevemente interrumpido por la invasión de la Alemania nazi durante la Segunda Guerra Mundial.
Tras la victoria en la guerra y a pesar de las graves pérdidas humanas y materiales, la Unión se convirtió junto a Estados Unidos en una superpotencia, tanto económica como militar, consiguiendo grandes hitos históricos como la puesta en órbita del primer satélite artificial, el lanzamiento del primer ser humano al espacio y una gran influencia mundial. Este brillante periodo comenzó su descenso en 1973, coincidiendo con el final de la  Edad de oro del capitalismo.
El alargamiento de la Guerra fría y la carrera armamentística que esta imponía, sumadas a errores estratégicos y demoras burocráticas, llevaron a partir de entonces a una progresiva desaceleración económica que motivó conflictos e hizo florecer movimientos nacionalistas e independentistas, que sumados a medidas que tendían a una vuelta paulatina hacia el capitalismo, acabaron por hacer desaparecer a la Unión Soviética en 1991.
Se estima que la Unión comenzó con un PIB per cápita de $974 USD y una población de 152 millones de habitantes (est. 1922). Producto de las revoluciones y de las bases que tenía la economía del Imperio Ruso, este país empezó con un PIB per cápita de los más bajos del mundo en su época, estando muy lejos de equiparar economías referentes de esos años como las de Estados Unidos ($10.010 USD), Reino Unido ($7.391 USD), Suecia ($4.868 USD), Alemania ($5.310 USD) o Italia ($3.928). En ese tiempo, varios países latinoamericanos como Argentina ($5.796), Chile ($3.814) y México ($2.562) superaban varias veces la riqueza per cápita de la naciente Unión Soviética.
Su punto más alto de poder fue en el año 1989, justo dos años antes de su disolución, con un PIB per cápita de $11.336 USD y una población de 286 millones de habitantes.

## Contexto histórico
Antes de la instauración de la Unión Soviética, el antiguo Imperio Ruso era un régimen autocrático bajo el reinado zarista. En el siglo XIX mientras una parte de Europa vivía la Revolución Industrial, el zar Alejandro II promulgaba la abolición de la servidumbre, una muestra de la debilidad del régimen feudal aún existente.
No fue hasta finales del siglo XIX cuando la industria rusa comenzó su desarrollo. Pero mientras la industria, las ciudades, la cultura y la clase obrera crecían y evolucionaban, el antiguo orden social y político seguía estancado.
En 1905 tuvo lugar la primera intentona revolucionaria tras la derrota rusa ante Japón. Las protestas y huelgas fueron duramente reprimidas por el Zar, así como los órganos de poder independientes creados por trabajadores y campesinos: los sóviets y, especialmente, el Sóviet de San Petersburgo, aun así, el zar tuvo que aceptar la creación de la primera Duma (parlamento) y una constitución. Esta dura reacción marcó la ruptura entre el antiguo régimen y las nuevas clases sociales nacidas de la industrialización.
En 1914, al comienzo de la Primera Guerra Mundial, la economía e instituciones rusas eran arcaicas. Su producción industrial en 1913 era un tercio que la de Francia y solo un 7% que la de Estados Unidos. En muchos lugares de Rusia las técnicas agrícolas se mantenían a niveles del siglo XVII y los deficientes transportes impedían cualquier industrialización a gran escala. La escasez de capital llevaba al país a estar en la práctica dominado por manos extranjeras, poseyendo más de la mitad de las acciones de todas las empresas rusas.
Las continuas y duras represiones del régimen provocaban constantes revueltas urbanas, insurrecciones campesinas y ataques terroristas. La entrada del país en la Primera Guerra Mundial y las constantes derrotas, con la pérdida de millones de soldados rusos, no hicieron sino empeorar la situación del país. Tras tres años de guerra la situación para campesinos, obreros y soldados era crítica, produciéndose la denominada Revolución de febrero de 1917, que derrocó al régimen zarista e instauró una democracia burguesa. Con la caída de la monarquía se abrió en Rusia un periodo de euforia y optimismo, descrito por el historiador francés Marc Ferro de esta forma:

En Moscú, los trabajadores obligan a su patrón a aprender las bases del futuro derecho obrero; en Odesa, los estudiantes dictaban a su profesor el nuevo programa de historia de las civilizaciones; en Petrogrado, los actores sustituyeron a su director de teatro y escogieron el próximo espectáculo; en el ejército, los soldados invitaban al capellán a sus reuniones para que este diera sentido a sus vidas. Incluso los niños menores de catorce años reivindicaban el derecho de aprender boxeo para hacerse escuchar ante los mayores. Era el mundo al revés.

Pero pronto la lentitud del Gobierno Provisional Ruso y su negativa a finalizar la guerra provocaría la alineación de la población con los sóviets revolucionarios al grito de: ¡Todo el poder a los sóviets!
En octubre de 1917, en la llamada Revolución de Octubre los bolcheviques se adueñaron unilateralmente del poder, instaurando el primer régimen autodenominado socialista de la historia. Rápidamente se firmó la Paz de Brest-Litovsk que supuso la salida del país de la Primera Guerra Mundial. Harold Laski describiría en los años 30 al nuevo régimen de la siguiente forma:

Si el liberalismo económico y político retrocede en los países capitalistas, desaparece completamente en la sexta parte de la tierra, donde la revolución rusa (...) es la primera etapa de una transformación fundamental de los principios sociales de la civilización occidental.

La instauración del nuevo gobierno bolchevique representó una gran esperanza de cambio para millones de obreros europeos pero también la reacción de la antigua clase dirigente y sus antiguos países aliados, que desencadenó la guerra civil rusa y la intervención extranjera en Rusia.
Económicamente hablando, el Imperio Ruso que precedía la Unión Soviética entre los años 1885-1916, años donde se tienen datos disponibles, era una economía completamente estancada, que en 31 años, de los cuales 15 años fueron de crecimiento negativo, solo aumentó su PIB per cápita de $1.379 USD a $1.969.

## Comunismo de guerra

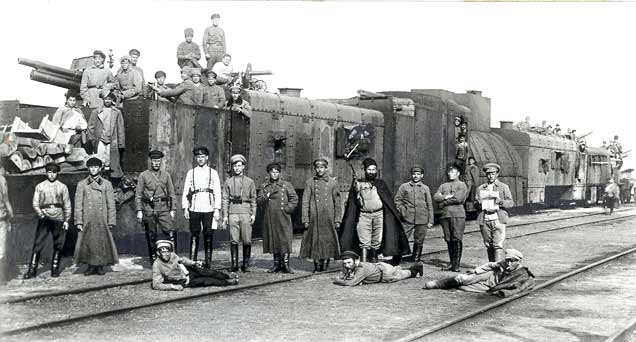
El tren blindado Trueno (Grom) del Ejército Rojo en 1919

La finalidad de esta nueva doctrina —desarrollada entre 1918 y 1921— consistió en una estricta reglamentación del consumo y la producción en una nueva nación sitiada por sus enemigos, lo cual supuso unas transformaciones económicas que nunca volvieron a ser discutidas. Se nacionalizaron todas las empresas que empleaban a un mínimo de 5 obreros y tuvieran maquinaria y de 10 en el caso contrario. Por tanto toda la gran industria rusa fue expropiada, así como la mayor parte de las medianas empresas. En un principio se había previsto el control efectivo de las industrias por parte de los obreros, pero en vez de esto, las empresas pasaron directamente a estar bajo la total gestión obrera. La dirección de cada empresa correspondía a un patrón elegido por los sindicatos que a su vez tenía que rendir cuentas a un consejo obrero elegido.
La producción de cada rama industrial era regulada por una dirección central. En el campo se optó por la creación de un monopolio estatal de cereales con la formación de los llamados comités de campesinos pobres, encargados de mantener a raya a los propietarios acomodados y grandes terratenientes, foco constante de resistencia anticomunista. Estos comités también tenían la misión de confiscar cereales a los campesinos ricos, la distribución de los recursos agrícolas y la fijación y control de precios, salarios, cooperativas y mercados. En 1920 se empezó la organización y asentamiento de las primeras granjas colectivizadas, que aún promovidas por el nuevo gobierno tenían un lento avance, pues apenas representaban el 1% de las explotaciones agrícolas en 1921.
| Producción en millones de toneladas | 1913  | 1921 | Porcentaje |
| ----------------------------------- | ----- | ---- | ---------- |
| Carbón                              | 29    | 8,9  | -64%       |
| Acero                               | 4,3   | 0,2  | -95%       |
| Transporte ferroviario              | 132,4 | 39,4 | -70%       |
| Cereales                            | 80,1  | 37,6 | -53%       |

Tras seis años de guerra, los más ricos territorios agrícolas, ubicados en Ucrania, habían quedado arruinados. Se hizo necesaria la toma de medidas de extraordinaria virulencia como la requisa de los excedentes de producción a campesinos acomodados e incluso pobres y la rebaja de las provisiones familiares. Esto condujo a alzamientos campesinos y un gran descontento de las masas; fue entonces cuando la población se limitó a producir tan solo lo necesario para subsistir. Aun así el desabastecimiento de productos básicos como petróleo o jabón fue constante. 1920 fue un año especialmente duro, pues las superficies sembradas disminuyeron un 33% y la cosecha fue prácticamente la mitad que la de 1913.

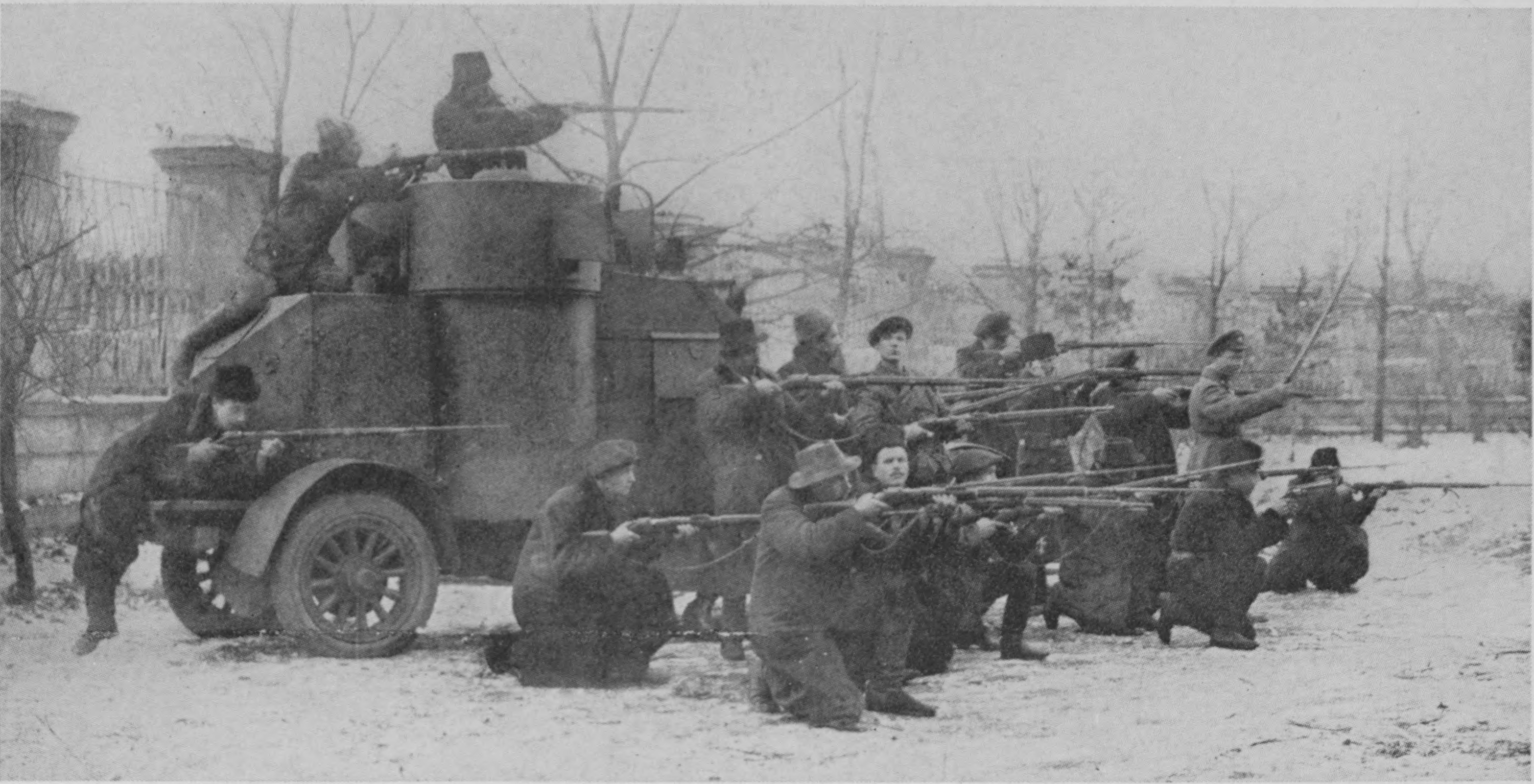
Destacamento del Ejército Rojo en 1918

Con la guerra finalizada y libres de perder sus tierras, los campesinos se volvieron hostiles hacia el nuevo gobierno. La inflación fue tal que el propio gobierno se esforzaba en limitar el papel de la moneda, organizando entre los trabajadores un sistema de equivalencia gratuita de servicios representados por vales. Pero estos auténticos sistemas de trueque no detuvieron el alza de los precios ni el hundimiento del valor del dinero.
Por su parte, la producción industrial había retrocedido espectacularmente: en 1920 la producción de fundición era solo un 2,4% de la de 1913; la del acero un 4%, y otras como el algodón o el azúcar no superaban el 5% de la producción de 1914. Las manufacturas de consumo habían perdido el 88,5% de su valor en relación con 1912. El número de obreros había disminuido en un 24%, siendo este descenso más agudo en los ferrocarriles o en la construcción, donde se registraron unos descensos del 34 y el 37% respectivamente. Este descenso se debió al alistamiento masivo de obreros en el ejército y la emigración de muchos otros al campo, lugar que no hace mucho acababan de abandonar.

## Final de la guerra y transición económica
Con el establecimiento definitivo del nuevo régimen, los jefes bolcheviques comprendieron la necesidad de un periodo de transición que permitiera cerrar las heridas causadas por la guerra civil y la Primera Guerra Mundial y preparar a la población para el socialismo. Durante la guerra y la revolución, las medidas adoptadas habían ido dirigidas a la satisfacción de los deseos de campesinos, soldados y obreros pero ninguna de estas medidas era de corte socialista, ni mucho menos comunista, sino que la mayoría ya habían sido concebidas por los burgueses radicales. Por tanto, Lenin no pretendía la inmediata implantación del modelo socialista ni la abolición del capitalismo (principalmente porque Rusia venía de un sistema económico predominantemente feudal, no capitalista, por lo que no había ningún sistema capitalista propiamente dicho que abolir), sino la vigilancia de este último por parte del Estado. Aun así, sí se nacionalizaron sectores considerados estratégicos como bancos, compañías de seguros, industrias pesadas y extractivas o monopolios. Se obligó a patrones y comerciantes a unirse a sindicatos y a renunciar al secreto comercial a la vez que se intentaba estimular el consumo de la población. De este modo se creó un sistema mixto con la esperanza de que una revolución por toda Europa pudiera cimentar definitivamente un sistema de transición que condujera al socialismo.
Estas nuevas políticas, que se alejaban de la practicadas durante la guerra, supusieron la reincorporación a la vida económica de propietarios desposeídos, técnicos burgueses y funcionarios del Antiguo Régimen. El problema radicaba en que la mayor parte de esta intelligentsia se había convertido en el mayor enemigo del nuevo régimen a partir de las normas promulgadas en el Código de Trabajo de 1918.
La guerra había causado un gran deterioro en el estado de los transportes y el utillaje industrial, por lo que una explotación racional y ordenada se antojaba muy difícil. A esta situación había que sumar el que la mayoría de los propietarios de las empresas fomentaban los movimientos antibolcheviques, excitando el recelo de los obreros, que los acusaban de sabotaje. La población de las grandes ciudades había disminuido en gran cantidad: en más de la mitad en Petrogrado; Moscú había perdido al 45% de sus ciudadanos y las capitales de todas las provincias rusas habían perdido una media de un 30% de población. La partición de las grandes fincas había provocado un serio desabastecimiento urbano, ya que antes los excedentes de las grandes fincas alimentaban a la población urbana. Con la partición de estas, el trigo en el mercado se redujo en 3/4 del volumen anterior a la guerra. Llegados a este punto el gobierno solo podía asegurar el abastecimiento de la población urbana con requisas en el campo mediante el empleo de unidades militares.

## Nueva Política Económica (NEP)

Rublos soviéticos de 1924

Al terminar la guerra civil y tras el abandono del comunismo de guerra, se apela a la iniciativa privada para la reconstrucción de la economía (1921-1928). Se dejan atrás las incautaciones, que se sustituyen por nuevos impuestos y se favorece el renacimiento de una pequeña industria para que los campesinos puedan volver a producir, con lo cual en cierto modo se restablece el capitalismo. Esta política está destinada a ser temporal, pues varios puntos del comunismo de guerra han sido modificados para pasar a ser la base de los futuros planes quinquenales —nacionalización, control de la industria, el comercio y el trabajo—, aunque otros puntos no volverán a ser puestos en marcha y serán definitivamente abandonados. Se instituye un sistema de economía mixta, en la que el Estado controla los sectores de mayor importancia como los transportes, el crédito, el comercio exterior y las mayores y más valiosas industrias. Estas empresas estatales emplean al 84% de la mano de obra, que produce el 92,4% de la riqueza total. En cambio, el 16% restante de la mano de obra asalariada produce solo un 7,6% del volumen total. Estos asalariados del sector privado se concentran en cooperativas y empresas que se dedican fundamentalmente a la alimentación y a la producción de cuero y cuyo valor en el suministro de mercancías representa un 4,9% del valor total. Por tanto el sector industrial que permanece libre es muy reducido.
La Nueva Política Económica o NEP que entra en vigor en marzo de 1921, es esencialmente una concesión a los campesinos y a los obreros, a quienes se quiere involucrar en la producción. Se bajan los impuestos y se deja al campesino que tras el pago de sus respectivos impuestos pueda vender libremente en el mercado el resto de su cosecha. La moneda se fortalece y vuelve a ser importante en la vida económica. Los trueques finalizan y al igual que a los campesinos, se deja a los artesanos vender sus productos libremente. El Banco del Estado —creado en octubre de 1921— permite de nuevo la creación de cuentas corrientes, a la vez que se suprime la limitación de poseer dinero. Se permite que las tierras puedan ser heredadas y aunque se prohíbe la venta de terrenos, estos pueden arrendarse. También se autoriza, aunque con restricciones, el empleo de trabajadores asalariados. En 1924 se instituye de nuevo el impuesto en metálico y la inflación se detiene y comienza a descender con la emisión de una nueva moneda: el chervonets.

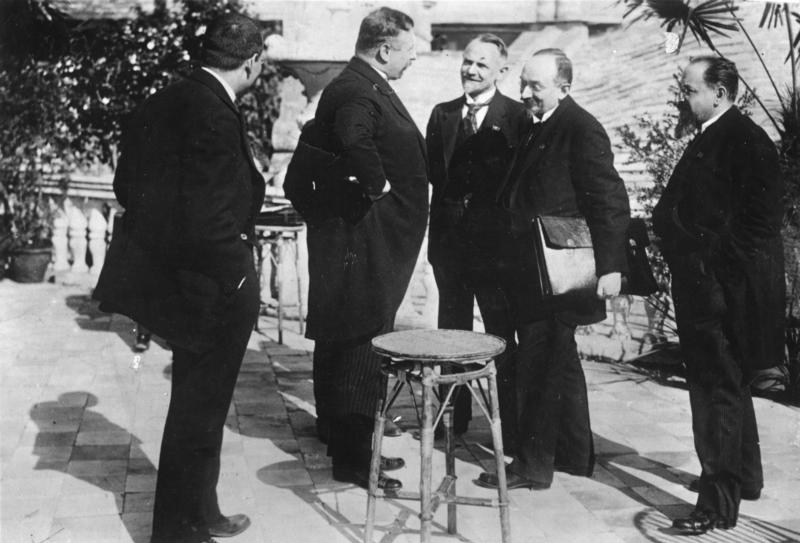
Representantes de la URSS y la República de Weimar firmando el Tratado de Rapallo en Italia, 1922

En 1922 se promulga el Código de Trabajo, que de acuerdo a las nuevas políticas de la NEP, ya no se funda en la obligación de trabajar —aunque la Constitución de 1925 volverá a la situación anterior— pues la deja en suspenso para una mayoría de la población, por lo que uno de los pilares fundamentales del periodo precedente es abolido. Se llegan a reconocer como válidas algunas concepciones del capitalismo, como el contrato de trabajo, que se ve alterado. El trabajo se define como la venta de la energía del trabajador. Los salarios son fijados entre los sindicatos y patronos; a pesar de estas medidas, el código fija un salario mínimo y da nuevos derechos y protecciones al obrero.
Una de las mayores innovaciones que incorpora la NEP es el esfuerzo que pone para el desarrollo de la producción de bienes de consumo y la independencia e iniciativa de las empresas estatales, de manera que estas sean responsables de su propia gestión. También se proyecta la unión de las empresas en trusts, que funcionan de la misma manera; el trusts estatal se convertirá, pues, en la principal forma de organización de las industrias y empresas soviéticas. El modelo crece con rapidez y a finales de 1922 existen 421 trusts, algunos de los cuales agrupan a decenas de miles de obreros. Existen 21 trusts que agrupan a más de 10 000 obreros, como las industrias textiles de Ivanovo-Vosnesensk que agrupan a 54 000 obreros. Además existen otros 380 trusts en las industrias carboníferas y petroleras que reúnen a otros 840 000 obreros.

### Resultados
Con los constantes estímulos la agricultura experimenta un rápido aumento. Una gran sequía frustra la mayor parte de las cosechas de 1921 en Ucrania y el Volga, lo que provoca numerosas hambrunas. Aun así las superficies cultivadas pasan entre 1922 y 1923 de 63 a 82 millones de hectáreas. Estas aumentaran a 87 en 1924 y en 1927 ya suman 94,5 millones. Ya en 1923, con la abundante cosecha, la producción agrícola iguala en volumen a las anteriores a la Gran Guerra de 1914. Esta rápida recuperación puede explicarse por el carácter primitivo de la agricultura rusa; ante un sector desprovisto de maquinaria o capitales solo fue necesaria una vuelta del campesino soviético —mujik— a sus anteriores labores. Esta vuelta es provocada por la recuperación de la economía privada, la libertad de venta, el control de la inflación y las nuevas leyes que aseguran la posesión de sus tierras. La magnífica cosecha de 1922 permite incluso una pequeña exportación.

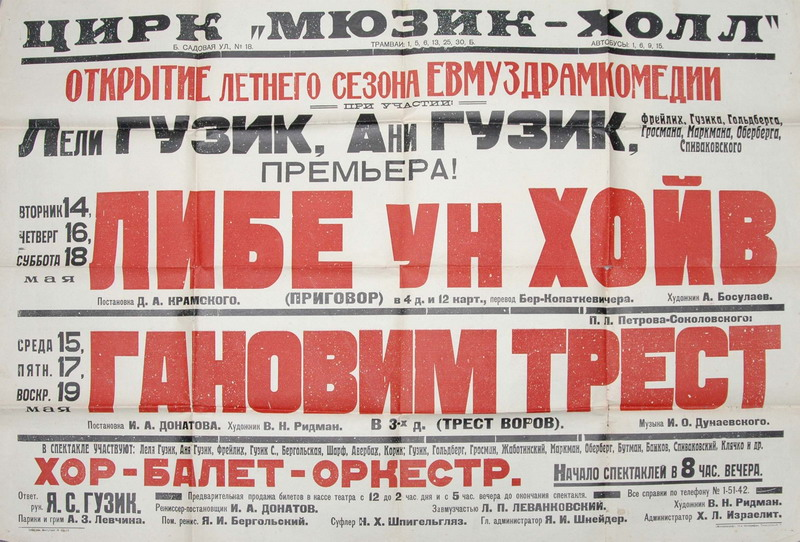
Cartel anunciando la temporada de verano de un teatro en Moscú, en los años 1920

En el sector industrial no era posible una recuperación tan rápida. Una gran cantidad de fábricas y gran parte de la maquinaria se habían perdido. La guerra civil y el hambre habían dispersado a una gran cantidad de obreros, principal baluarte de los bolcheviques y elementos más socialmente conscientes de la clase obrera. Estos obreros o bien habían muerto en la guerra o se habían enrolado en la nueva administración. Además, muchos otros habían vuelto al mundo rural. Se produce una fuerte demanda de bienes de consumo y se tiende a una vuelta del comercio privado y del capitalismo en sí, los cuales estimulan la producción de este tipo de bienes. Por el contrario la metalurgia y la siderurgia permanecen paralizadas. La producción, aunque aumenta, aún está lejos del nivel de antes de la guerra. Las industrias rurales producen la mitad que en 1914, la fabricación de tejidos alcanza un 72% del nivel de 1914, la de lana un 55% y la producción de algodón —cuya materia prima se traía de Turquestán— solo llega a un 15% del nivel de 1914. En las industrias extractivas la producción llega a un 36% de la de 1914 y en la industria petrolera un 39%. La metalurgia, sector clave para la industrialización del país, solo produce un 7% del volumen de 1912. Por tanto, en 1923 la industria trabaja a un escaso 25% de su capacidad productiva, mientras que la agricultura ha alcanzado ya las 3/4 partes de su producción de antes de la guerra.
Esta situación se debe a que la NEP no daba al obrero unos beneficios comparables a los que concedía al campesino. Las nuevas políticas de impuestos que recaen sobre las industrias, sumadas a la obligación de las empresas estatales de autorregularse y autofinanciarse les privan de los créditos del Estado. De este modo en 1921 la situación es crítica y las empresas se ven obligadas a liquidar sus reservas a precios muy por debajo de su valor real para poder pagar el salario a los obreros. Para solucionar esta situación las empresas se ven forzadas a despedir a grandes masas de trabajadores, es entonces cuando el paro se multiplica: en octubre de 1921 tan solo había 150 000 obreros en paro, en enero, esa cifra se dispara a 650 000 y en 1924 la cifra se sitúa en 1 240 000 obreros. El paro afecta fundamentalmente a Moscú y Petrogrado; debido a este fenómeno, los efectivos de los sindicatos se reducen considerablemente: de 8 400 000 afiliados en 1921 se pasa a 4 500 000 a finales de 1922, y no es hasta finales de 1923 cuando empieza a ascender y situarse en 5 500 000.
A pesar de todo, la prosperidad de la que la agricultura goza no hace más que beneficiar a los campesinos ricos y acelera la desigualdad entre ricos y pobres. Son muchos los campesinos que caen de nuevo en la pobreza y al no poder ser independientes se subordinan a campesinos ricos alquilando sus tierras o trabajando para ellos. En 1923, 400 000 campesinos acomodados emplean a 600 000 campesinos pobres. Esta situación ya había sido prevista por Lenin en 1921:

Si hablamos de comercio libre damos nuevas fuerzas a los kulaks, y la sustitución de las contribuciones en especie por los impuestos significa que la clase de los kulaks será más poderosa e importante que nunca.

En 1927 son casi 6 millones los jornaleros y campesinos pobres desposeídos, produciéndose emigraciones masivas hacia Siberia o los Urales, donde también el número de parados no hace más que aumentar.
En las industrias se produce una situación similar y las antiguas clases dirigentes copan de nuevo la dirección de las empresas debido a la necesidad de una mayor eficiencia. De esta manera, estos antiguos especialistas, pasan a controlar nuevamente los contratos, salarios y despidos. El comercio interior es llevado a cabo por los trusts y cooperativas a los que el Estado asigna una cantidad de productos y materias primas para la fabricación de manufacturas. Con la nueva libertad económica que trae la NEP, vuelven elementos propios del capitalismo como los hombres de negocios, la especulación o las empresas privadas. En este tiempo se amasan grandes fortunas individuales que en su mayor parte son depositadas en países extranjeros.

### Crisis de la tijera

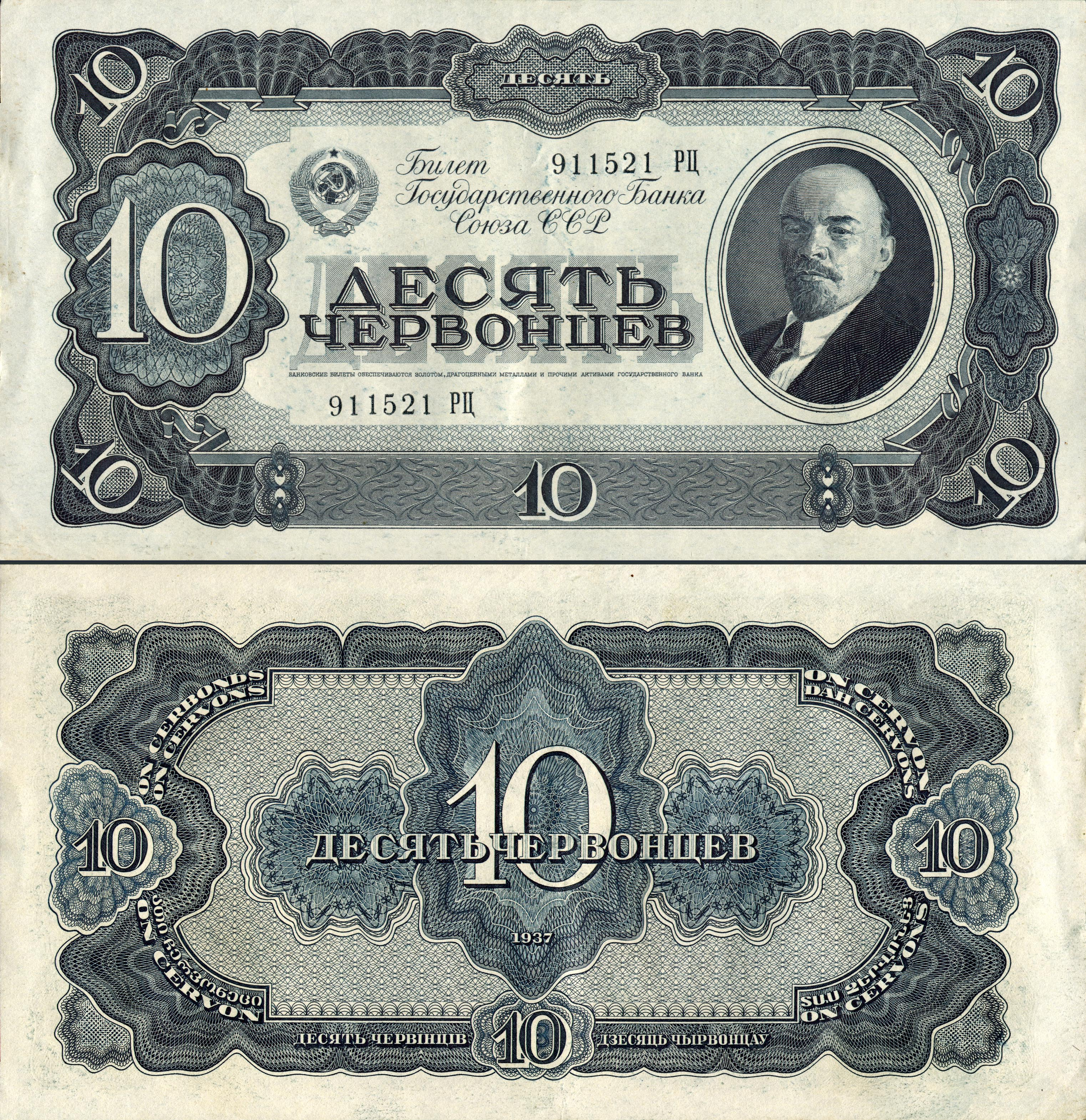
Billete de 10 chervonets

Finalmente se produce una crisis entre la industria y la agricultura. A finales de 1923 comienza una crisis que Lenin denominó de la tijera. La razón se encuentra en las abultadas diferencias entre los precios de los productos agrícolas y los productos industriales. En octubre de 1923, cuando la crisis se empieza a hacer visible, los productos industriales son un 180% más caros que en 1914, mientras que los precios de los productos agrícolas entre un 49 y un 58%. Al contrario que en las anteriores crisis, que se habían producido por la escasez de productos, en el momento en que esta crisis acontece los almacenes están completos y las cosechas han sido excelentes, produciéndose un fuerte excedente, por lo que la razón de esta crisis no es la escasez sino la imposibilidad de realizar intercambios entre productos agrícolas e industriales por la disparidad de precios. El alto precio de los productos industriales tampoco permite a los campesinos comprar manufacturas. Las huelgas de obreros empiezan a afectar severamente al sector industrial, sobre todo a la industria pesada, por lo que es preciso un restablecimiento de los precios, que en ese momento eran totalmente libres debido a que estaban sometidos al comercio privado y a una disminución del número de intermediarios. A principios de 1924 la crisis se atenúa. A mediados de ese año otra excelente cosecha permite una importante exportación, que eleva los precios agrícolas justo en el momento en el que la intervención del Estado ha conseguido reducir los precios industriales y la contracción del crédito debido al control de precios. A pesar de todo, 1923 ha sido el peor año desde la revolución; la producción industrial es solo el doble de la de 1920 y uno de los sectores más importantes como es el de la industria pesada, alcanza tan solo el 34% del índice de 1914.
Con el paso de los años, la agricultura sigue progresando y su producción en 1927 se sitúa en 720 millones de quintales, cifra todavía ligeramente inferior a la registrada en 1914 —760 millones —. El mayor problema en este campo radica en que mientras la producción apenas se sitúa en el nivel de 13 años atrás, la población ha aumentado en 10 millones de individuos y se incrementa en 3 millones cada año. No es hasta 1929 cuando la producción superará a la anterior a la guerra.
El abastecimiento de las ciudades empeora a causa de la escasez de cereales existentes en el mercado —un 11% en 1928 frente al 25% en 1914—. La NEP se muestra incapaz de enmendar la situación y el país se encuentra al borde del hambre. Las desigualdades sociales aumentan y los campesinos acomodados arriendan cada vez más tierras y trabajadores. En 1927 el 6% de las explotaciones disponen del 58% de los cereales y las explotaciones pobres tienden a desaparecer. De este modo aparece una burguesía rural que constituye una amenaza para el régimen por sus distintas tendencias ideológicas y económicas.

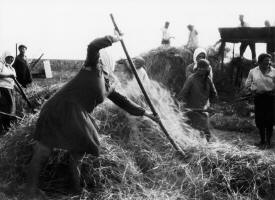
Durante la década de 1930 la agricultura se mecanizó y modernizó a todos los efectos

La industria solo había obtenido resultados mediocres y el pilar de toda ella, la industria pesada, se encontraba especialmente retrasada. La única industria que progresaba era la energía.
La situación financiera también era preocupante: el Estado no podía realizar las inversiones necesarias y se veía obligado a solicitar créditos a los kuláks y a emitir billetes que devaluaban el rublo. Tampoco se pueden obtener capitales extranjeros. Mientras se esperaba el éxito de las revoluciones proletarias en Europa, Lenin se daba cuenta de que no se podía transformar Rusia mientras se sostenía una guerra internacional. Por ello la NEP optó por la diplomacia: en 1922 se firmaba el Tratado de Rapallo, que rompió con numerosos países el bloqueo económico impuesto a la Unión, especialmente con Alemania. Una década más tarde, en 1934, la Unión Soviética se convertiría en miembro permanente de la Sociedad de Naciones.

### El fin de la NEP
Uno de los objetivos prioritarios de la NEP era reconciliar a los campesinos con el nuevo gobierno bolchevique y desarrollar la industria. Estos objetivos se cumplieron parcialmente, pero a costa de ello se reconstituyó una clase acomodada, cuyo papel en la economía tendía a ser fundamental. No solo no se había cimentado el socialismo, sino que las renacidas clases acomodadas propias del Antiguo Régimen amenazaban con una reaparición del capitalismo. En 1928 la situación es casi desesperada; en estas circunstancias, el XV Congreso del Partido Comunista de la Unión Soviética declara la aplicación urgente del Primer plan quinquenal.
| Año  | PIB (USD 2011)  | Variación | Población   | PIB per cápita (USD 2011) | Variación |
| ---- | --------------- | --------- | ----------- | ------------------------- | --------- |
| 1921 | 12.807 millones | -10,58%   | 152.836.000 | $838 USD                  | -8,62%    |
| 1922 | 14.844 millones | 15,90%    | 152.403.000 | $974 USD                  | 16,23%    |
| 1923 | 17.172 millones | 15,69%    | 153.055.000 | $1.122 USD                | 15.20%    |
| 1924 | 22.092 millones | 28,65%    | 155.581.000 | $1.420 USD                | 26,56%    |
| 1925 | 28.235 millones | 27,81%    | 158.983.000 | $1.776 USD                | 25,07%    |
| 1926 | 32.426 millones | 14,84%    | 162.621.000 | $1.994 USD                | 12,27%    |
| 1927 | 34.502 millones | 6,40%     | 166.117.000 | $2.077 USD                | 4,16%     |
| 1928 | 36.968 millones | 7,15%     | 169.269.000 | $2.184 USD                | 5,15%     |

## Planes Quinquenales
Múltiples razones fueron las que impusieron la realización de los planes quinquenales, única solución que se presenta al gobierno soviético. La NEP se había mostrado ineficiente para impulsar la economía. La solución a esto se encontrará en las grandes explotaciones agrícolas del Estado, un nuevo y moderno equipamiento tanto agrícola como industrial e imponer el desarrollo de una poderosa industria metalúrgica y siderúrgica, indispensables para la industrialización e independencia del país (autonomía económica). Sus objetivos fundamentales fueron el pleno empleo, el crecimiento económico y un gran aumento del nivel de vida.
La industrialización más rápida y espectacular de los tiempos modernos, centrada en el gigantismo de los trusts industriales y los combinats, acababa de empezar.

### Primer plan quinquenal

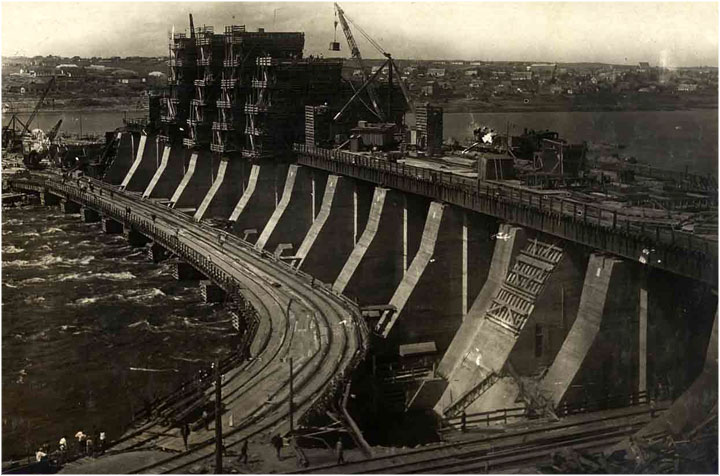
La Estación Hidroeléctrica Dniéper en construcción a principios de 1930, símbolo de la industrialización soviética

Este primer plan desarrollado entre 1928 y 1933 no fue, como podía parecer, una idea nacida de la simple improvisación. Pues este fue fruto de minuciosos estudios que se fueron gestando a lo largo de siete años. El plan preveía en rasgos generales duplicar la economía nacional. Tiende fundamentalmente a la industrialización del país y al desarrollo masivo de la industria pesada. La industria soviética, que está valorada en 8600 millones de rublos en 1928 debe incrementarse a 25 800 millones, o lo que es lo mismo, triplicarse. La industria energética debe aumentar su valor de 1000 a 5300 millones. Por el contrario, en agricultura solo se prevé un aumento del 36%.
Cada rama de la economía tiene estipulado el progreso que debe realizar: los medios de producción deben incrementarse en un 330% y el de la industria de bienes de servicio en un 200%. La metalurgia debe incrementar su producción en un 300% y la industria química quintuplicarla. La construcción crecer un 360% y la industria de combustibles sólidos un 260%. El número de obreros industriales debe incrementarse casi un 50%, pasando de 11 a 16 millones de efectivos. Los capitales necesarios para el cumplimiento de estos planes provendrán de las plusvalías del trabajo nacional y se necesitaran inversiones por valor de 80 000 millones de rublos.
Esta industrialización a gran escala se verá realizada a través de grandes unidades económicas. Las nuevas fábricas tendrán unas dimensiones y capacidad similares a las más grandes fábricas estadounidenses, como bien atestiguan los gigantescos complejos metalúrgicos que se levantaran en lugares como la Cuenca de Kuznetsk o Magnitogorsk, las grandes estaciones hidroeléctricas como la del Dnieper o los nuevos grandes núcleos industriales alrededor de ciudades como Stalingrado —fábricas de automóviles y tractores—, Rostov —maquinaria agrícola— o Karagandá.
| Año  | PIB (USD 2011)  | Variación | Población   | PIB per cápita (USD 2011) | Variación |
| ---- | --------------- | --------- | ----------- | ------------------------- | --------- |
| 1928 | 36.968 millones | 7,15%     | 169.269.000 | 2.184 USD                 | 5,15%     |
| 1929 | 37.998 millones | 2,79%     | 172.017.000 | 2.209 USD                 | 1,14%     |
| 1930 | 40.208 millones | 5,81%     | 174.212.000 | 2.308 USD                 | 4,48%     |
| 1931 | 41.004 millones | 1,98%     | 175.987.000 | 2.330 USD                 | 0,95%     |
| 1932 | 40.559 millones | -1,09%    | 176.807.000 | 2.294 USD                 | -1,55%    |
| 1933 | 42.221 millones | 4,10%     | 177.401.000 | 2.380 USD                 | 3,75%     |

La realización de este plan fue desigual e incompleto, caracterizado por retrocesos y dificultades imprevistas. Los resultados del primer año, superiores a lo previsto, provocaron tal optimismo que se pensó realizar el plan con un año de antelación. El segundo año numerosos factores como la Gran Depresión en los países capitalistas —que frenó las exportaciones previstas— y una mala cosecha hizo que el optimismo del primer año se viniera abajo. El tercer año del plan (1931) consiguió equilibrar los déficits arrastrados del año anterior en sectores clave como el del carbón, el acero o la fundición mediante la puesta en marcha de grandes fábricas y el aumento de la producción agrícola gracias a su mecanización, facilitando el abastecimiento. El resultado final, aunque satisfactorio, presentó muchas desigualdades: el plan de construcción de maquinaria casi dobló el desarrollo previsto, realizándose en un 181%, el de electrificación en un 136%, el de la producción petrolera en un 102%. En cambio el plan de extracción de carbón no logró completarse y obtuvo el 86% del volumen previsto, el del acero un 57%, el de la fundición un 62%, el de las lanas un 34% y del azúcar un 32%. En cuanto a las inversiones, en cifras absolutas se logró desarrollarlo en un 100%.

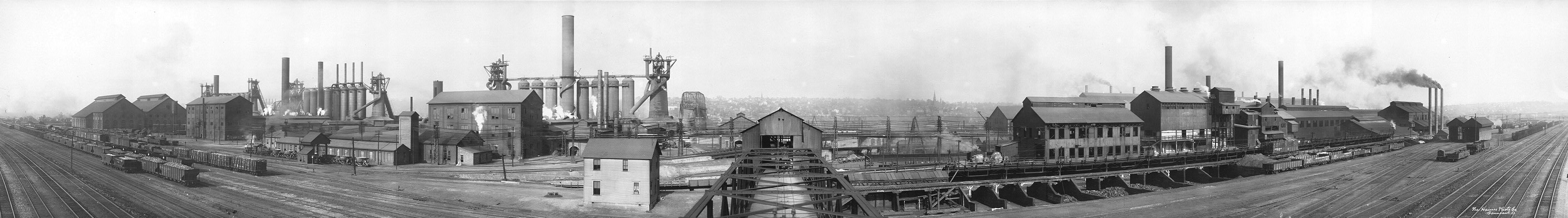
La planificación aspiraba a crear grandes complejos industriales semejantes a los de Estados Unidos o Europa Occidental. En la imagen, acería estadounidense de Carnegie Steel Co. en Ohio, 1910

#### Efectos de la Gran Depresión
Mientras el hundimiento económico e industrial de los países capitalistas rompía niveles nunca antes visto, la pujanza económica soviética alcanzó logros notables. La planificación y socialización de la economía, unidas a un considerable aislamiento a nivel internacional del país, evitó a la nación males propios de las crisis como el paro, la caída de los precios y la superproducción.
Durante los años que coinciden con la Gran Depresión en Occidente, la Unión elevó sus inversiones de capital y logró multiplicar su producción y población obrera. Así, su crecimiento anual rondó el 13-14%, triplicando y cuadruplicando el crecimiento que Estados Unidos y Europa occidental habían conseguido en los años de prosperidad de la década de 1920.
A pesar de todo la crisis mundial trastocó gravemente las previsiones del primer plan al frenar las exportaciones previstas. Debido a la pérdida de divisas por el frenazo de las exportaciones, el Estado se vio obligado a financiar la importación de material industrial indispensable con reservas de oro y divisas.

### Segundo plan quinquenal
Mientras que el primer plan lo «sacrificó todo» a los elementos más imprescindibles como la industria pesada, en este segundo plan, realizado entre 1933 y 1937, se prestó especial atención a otros elementos. Este plan se caracterizaba por ser más equitativo con todos los sectores económicos a pesar de seguir habiendo industrias que tenían prioridad sobre otras. Este plan fue mucho más sencillo de realizar por las altas y mayores inversiones. Se tendió a desarrollar sobre todo industrias productoras de bienes de consumo, transportes, etc.

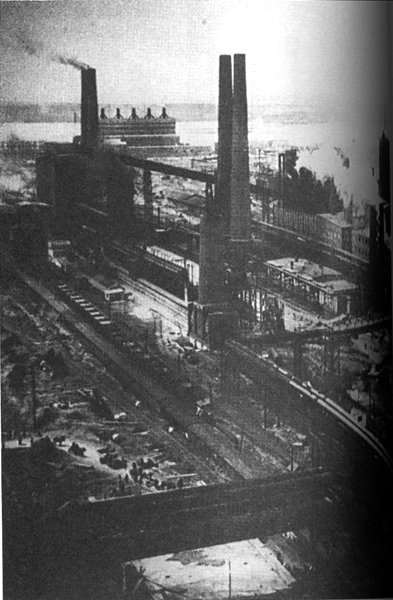
La gigantesca acería de Magnitogorsk en la década de 1930, poseía una capacidad de producción anual de 2 millones de toneladas de acero

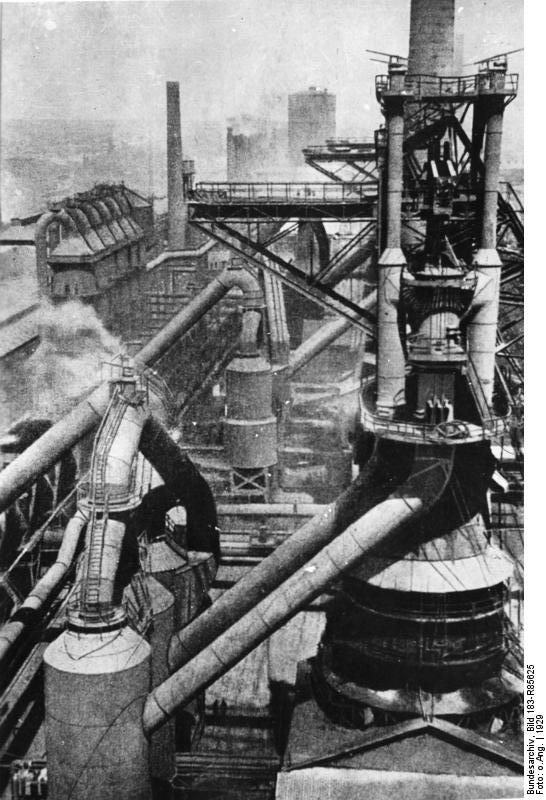
Combinat en Magnitogorsk, esta potente industria construida al pie de una montaña rica en hematita poseía hornos de coque, altos hornos, laminadoras, fábricas químicas, cementeras y sus propias centrales eléctricas

Al terminar en 1937 el segundo plan quinquenal y después de 10 años de economía planificada, la economía había tenido un gran crecimiento: desde 1928, la industria ligera cuadruplicó su valor y la metalurgia y la siderurgia crecieron un 690%. Este último plan sobrepasó todas las previsiones, realizándose en un 102%, pero con un reparto desigual: 104% en el azúcar y el acero, un 107% en el calzado, un 100% en el laminado, un 96% en la electrificación, un 90% tanto en la fundición como en la extracción de carbón, pero solo un 64 y un 46% respectivamente en el algodón y la lana.
Esta segunda etapa de economía planificada vio el auge del movimiento estajanovista, que propugnaba el aumento de la productividad laboral por iniciativa propia de los trabajadores. El movimiento comenzó de la mano del minero Alekséi Stajánov cuando el 31 de agosto de 1935 extrajo de su pozo de carbón en el Donetsk 102 toneladas de carbón en un turno, cuando lo normal eran 8. Pronto su acción fue emulada, dándose casos como las 607 toneladas extraídas por el también minero Nikita Izotov. La influencia de este movimiento hizo que la productividad durante el segundo plan quinquenal creciera un 82%.
| Año  | PIB (USD 2011)  | Variación | Población   | PIB per cápita (USD 2011) | Variación |
| ---- | --------------- | --------- | ----------- | ------------------------- | --------- |
| 1933 | 42.221 millones | 4,10%     | 177.401.000 | 2.380 USD                 | 3,75%     |
| 1934 | 46.362 millones | 9,81%     | 178.453.000 | 2.598 USD                 | 9,16%     |
| 1935 | 53.369 millones | 15,12%    | 179.636.000 | 2.971 USD                 | 14,36%    |
| 1936 | 57.608 millones | 7,94%     | 181.502.000 | 3.174 USD                 | 6,83%     |
| 1937 | 63.455 millones | 10,15%    | 184.626.000 | 3.437 USD                 | 8,29%     |

### Tercer plan quinquenal
Este plan tenía por meta el desarrollo de las industrias especializadas, especialmente la industria química. Se había proyectado un crecimiento mucho más rápido que sus precedentes. Las directrices contemplaban un cambio de modelo: el gigantismo industrial, centrado en lugares muy concretos de la geografía, ya no se antojaba como el mejor modelo de crecimiento a largo plazo, sino que se optaría por una descentralización industrial y una mayor equidad en su reparto, que daría lugar a enormes tasas de crecimiento demográfico e industrial en el Asia soviética y las zonas siberianas. Estas nuevas políticas verían la luz a todos los efectos a partir de la década de 1950. La Segunda Guerra Mundial interrumpió la ejecución del plan, que había conseguido alcanzar el 70% de las previsiones en 1941.

### Resultados en 1941

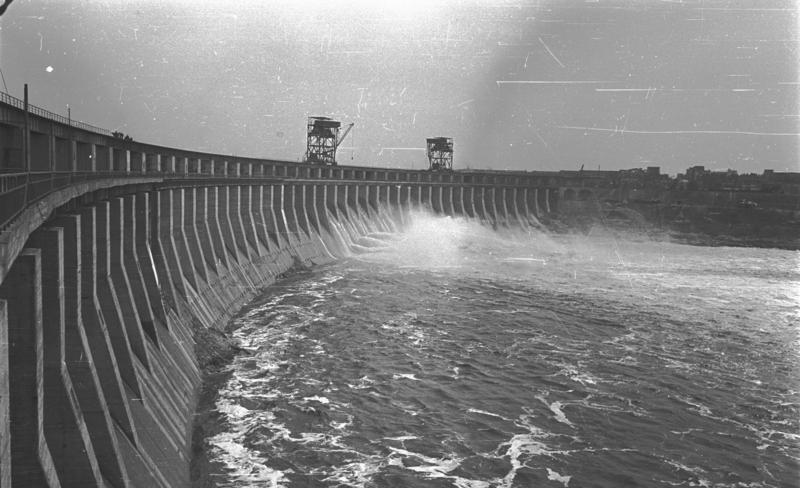
Fotografía de la Estación Hidroeléctrica Dniéper tomada por la Wehrmacht alemana durante la invasión de la Unión Soviética, 1942

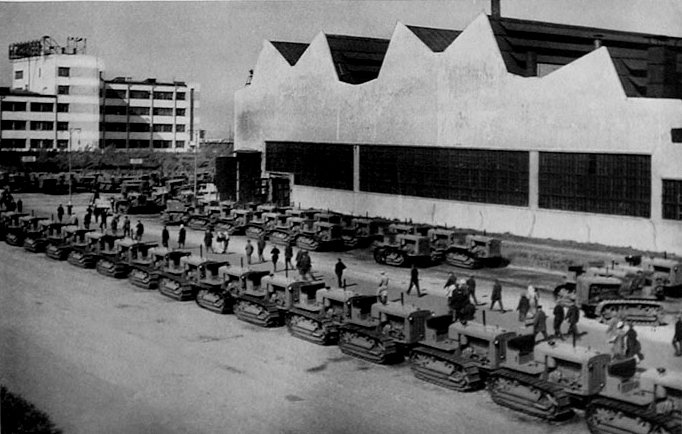
Fábrica de tractores de Cheliábinsk, años 30

En el momento en el que el ataque de la Alemania nazi arrastra a la Unión Soviética a la Segunda Guerra Mundial, la industrialización es un hecho consumado y la colectivización agraria está prácticamente finalizada. Las industrias y el comercio privado han sido eliminados y la Unión Soviética se ha convertido en una potencia económica. Durante la segunda mitad de la década de 1930 ya se disputa la posición de segunda potencia económica con Alemania, aún a gran distancia del liderazgo estadounidense, pero dejando muy atrás a Francia y Gran Bretaña. En 1940 la producción industrial soviética se estima en un 85% del total de una Alemania ya en guerra.
La producción agrícola, constantemente lastrada, consigue despegar y su volumen de producción supera en un 57% a la cosecha de 1913. La producción entre 1913 y 1940 de cereales se ve incrementada un 32%, la de remolacha un 98%, pero el aumento más espectacular se produce en el algodón, cuya producción se triplica. Aun así el sector primario tiende a reducirse en favor del sector industrial, cuyo desarrollo no deja de asombrar. Hasta entonces, todos los países que habían pasado de una economía arcaica a una desarrollada se habían industrializado muy lentamente y siempre dependiendo del capital y las políticas de países capitalistas avanzados. Pero la Unión Soviética, en apenas una década y sin haber comprometido su independencia, logra convertirse en tercera potencia mundial en 1940 tras apenas una década de industrialización, quemando las etapas de cualquier precedente de revolución industrial.
En 1941, la Unión ocupa el segundo lugar a nivel mundial en la producción de hierro, petróleo y oro. Es el tercero en producción eléctrica, fundición, acero y algodón. Y el cuarto en la producción de carbón y motores de automóvil. El ejemplo más espectacular de esta transformación puede encontrarse en la electrificación, que pasa de una producción de 2500 millones de kWh en 1928 a 40 000 millones en 1938, un aumento del 1600% en una década. Esta energía es suministrada por potentes centrales térmicas, pero también por grandes centrales hidroeléctricas. Lo mismo ocurre en otras industrias como el caucho (antes inexistente) que cubre la mitad de las necesidades utilizando plantas de látex aclimatadas, con lo que se fabrica caucho sintético. Este progreso no hubiera sido posible sin los más de 20 000 técnicos y especialistas extranjeros que llegaron a la Unión Soviética para supervisar o diseñar las grandes obras de ingeniería y la gran industria.
| Año  | Fundición | Acero | Electricidad |
| ---- | --------- | ----- | ------------ |
| 1913 | 4,6       | 4,9   | 2,04         |
| 1928 | 3,3       | 4,8   | 8,4          |
| 1940 | 14,9      | 18,3  | 48,31        |

| País         | 1890   | 1900   | 1913   | 1925   | 1938   |
| ------------ | ------ | ------ | ------ | ------ | ------ |
| Rusia/URSS   | 21 180 | 32 000 | 52 420 | 32 600 | 75 964 |
| Alemania     | 26 454 | 35 800 | 49 760 | 45 002 | 77 178 |
| Gran Bretaña | 29 441 | 36 273 | 44 074 | 43 700 | 56 103 |
| Francia      | 19 758 | 23 500 | 27 401 | 36 262 | 39 284 |

Los transportes fueron también muy mejorados. Durante la década de 1930 se construyó una completa red de canales, como el canal Mar Blanco-Báltico, abierto en 1933, y el canal Moscú-Volga que se terminó en 1937; estos canales convirtieron a Moscú en un importante puerto fluvial. Los ferrocarriles se convirtieron en el principal medio de transporte y sus líneas fueron ampliadas y modernizadas. El transiberiano triplicó sus líneas, el enlace Moscú-Leningrado dobló su capacidad y una infinidad de nuevas líneas fueron construidas, las cuales conducían a nuevos centros industriales y a los más recónditos territorios de la Unión Soviética — Urales-Kuznetsk, Moscú-Járkov o Karagandá-Baljash.
Industrias muy atrasadas tuvieron una impresionante expansión: la producción de remolacha se dobló con respecto a 1913, la del algodón se triplicó. La Unión volvió a tener un hueco en el comercio mundial y el 68% de sus exportaciones ya eran productos manufacturados en 1941. La producción de la Unión Soviética significaba el 12% de la producción mundial en 1941 —el peso de EE. UU era del 34,4%, y el de Alemania el 13,3%, sus principales competidores—.
| Año  | PIB (USD 2011)  | Variación | Población   | PIB per cápita (USD 2011) | Variación |
| ---- | --------------- | --------- | ----------- | ------------------------- | --------- |
| 1938 | 64.598 millones | 1,80%     | 188.498.000 | 3.427 USD                 | -0,29%    |
| 1939 | 68.602 millones | 6,20%     | 192.379.000 | 3.566 USD                 | 4,06%     |
| 1940 | 66.962 millones | -2,39%    | 195.970.000 | 3.417 USD                 | -4,18%    |

#### Colectivización agraria
Los campos se extienden hasta el infinito en todas direcciones sin demarcación alguna, han sustituido al antiguo mosaico de franjas de tierra rigurosamente delimitadas

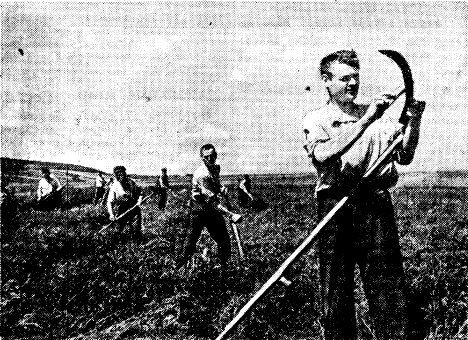
Trabajadores de un koljós en 1941

Los millones de fincas privadas, en su mayor parte minúsculas, que se extendían por todo el país fueron expropiadas y agrupadas en koljoses y sovjoses, de forma que las extensiones de cultivo se convirtieron en uniformes a lo largo de miles de hectáreas. Es a partir del XV Congreso del PCUS en diciembre de 1927 cuando se decreta la colectivización forzada, que en ese momento solo aglutinaba a 366 000 familias en 33 000 koljoses y a 600 000 trabajadores en 4000 sovjoses, representando apenas un 3% de la producción agrícola. Durante los dos primeros planes quinquenales la colectivización avanza a buen ritmo, no sin antes toparse con una fuerte resistencia de los kuláks, que se enfrentan al Estado, el cual, sumado a los sabotajes de los kuláks [cita requerida], lleva a cabo una dura represión que se salda con miles de deportados y numerosas hambrunas (Holodomor).
En 1940 la colectivización agraria está prácticamente finalizada y empresas estatales y colectivas ya aglutinan un 96,9% de la producción agrícola. La colectivización consiste en un contrato entre los campesinos y el Estado, donde el Estado asegura al campesinado la preferencia en sus compras. De esta manera, la forma más común de trabajo colectivo agrícola es a través de los koljoses.
Los koljoses eran granjas colectivas propietarias de las tierras, edificios, y ganado que trabajaban y explotaban. Las normas dentro del koljós eran determinadas por sus trabajadores a través de asambleas y la cosecha era puesta en común y distribuida en proporción al trabajo realizado por cada trabajador. Parte de la cosecha debía ser entregada al Estado en una cantidad y precio determinado por el propio gobierno. Esta tasa repercutía en parte en los koljoses, pues el Estado se encargaba de la compra de la siembra, la constitución de reservas de alimentos y del alquiler de la maquinaria y los tractores. El excedente, en caso de lo que lo hubiera, podía ser vendido libremente en el mercado o entre cooperativas. Además, los trabajadores recibían un salario en función de su trabajo.
Los sovjoses en cambio son empresas agrícolas pertenecientes al Estado. Por extensión son mucho mayores que el koljós, llegando a alcanzar superficies de 5000 a 8000 hectáreas en el caso de un sovjós de trigo o 20 000 hectáreas y varios miles de cabezas de ganado en el de un sovjós ganadero. Su funcionamiento es similar al de una industria pues cada sovjós está completamente mecanizado y especializado (algodón, trigo, etc) y agrupado en un trust según esa especialidad.

#### Costes del rearme

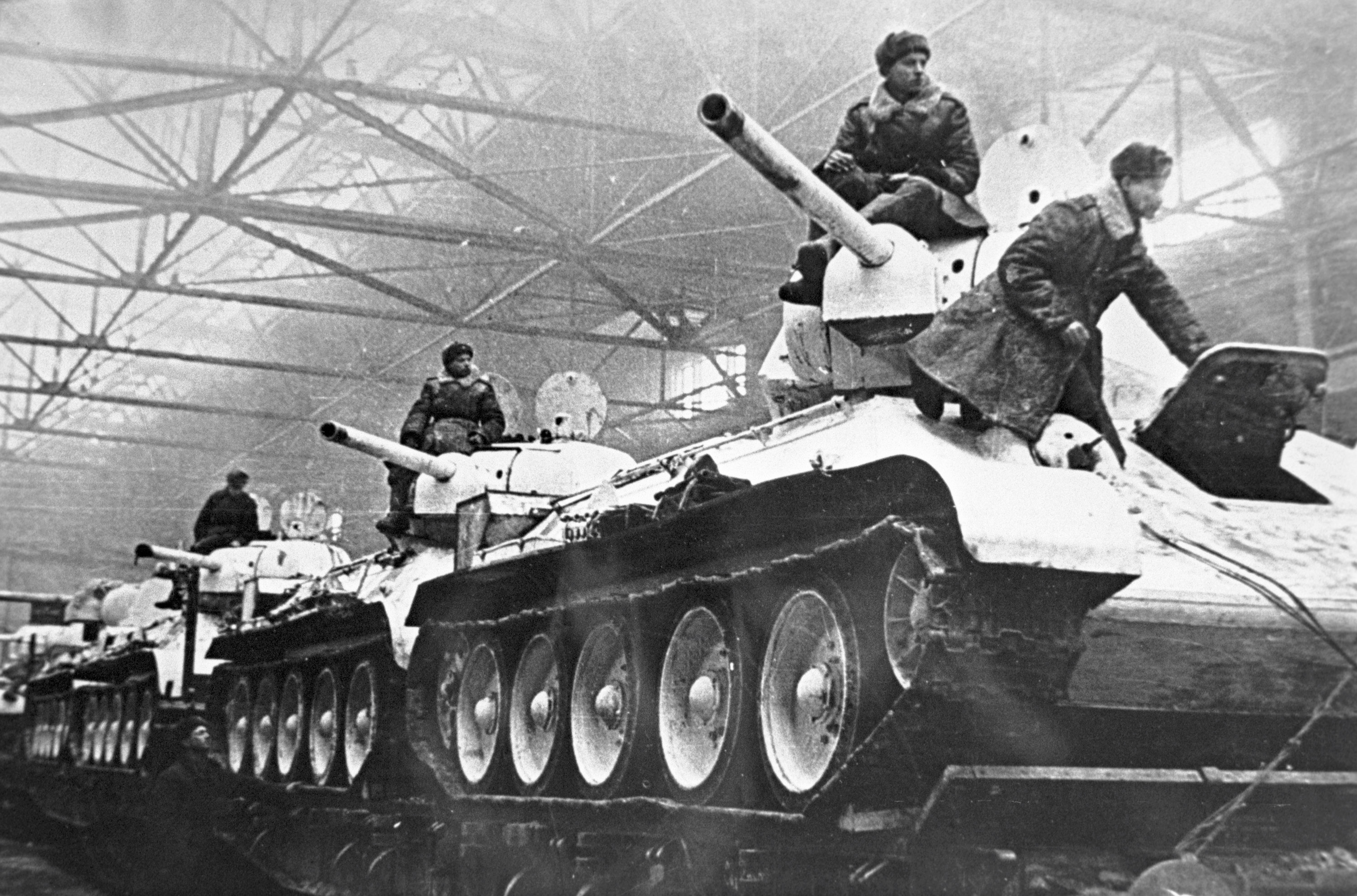
Planta de montaje de tanques en las instalaciones de Uralmash en los Urales, 1942

Con una crisis mundial, el agravamiento de la tensión internacional y la llegada del nazismo al poder en Alemania los mayores temores de la URSS se cumplen. La organización prácticamente bélica de la economía alemana obliga a los soviéticos a realizar un esfuerzo militar considerable. Al contrario que los países occidentales como Francia o Gran Bretaña, que muestran una gran lentitud y debilidad frente al rearme alemán, los gastos militares aumentan rápidamente. En 1935 equivalían ya a 2/3 del gasto armamentístico alemán y en 1940 al 84%. Este gran esfuerzo, casi similar al alemán, provoca demoras y dificultades en la ejecución de los planes, pues fue preciso redirigir inversiones a la industria bélica y constituir grandes reservas de alimentos, personal y materias primas. Las consecuencias son un retroceso en la producción textil y de bienes de consumo, a lo que hay que sumar una escasez crónica de mano de obra, pues millones de hombres fueron reclutados y sacados de la agricultura y la industria. Contrariamente a Hitler, que había conseguido fácilmente millones de hombres para el ejército de las grandes listas de desempleados, la URSS tuvo que buscarlos en un país en el que reinaba el pleno empleo.
La pérdida de empleados obligó a un endurecimiento temporal de las condiciones laborales en la industria, aumentando la jornada laboral de 6 horas a 8, reformando las vacaciones pagadas o bajando las prestaciones de los seguros sociales. La respuesta obrera no se hizo esperar y en junio de 1940 la industria se puso en pie de guerra, respuesta que no fue más allá por la llegada de la guerra al país.

### Cuarto plan quinquenal

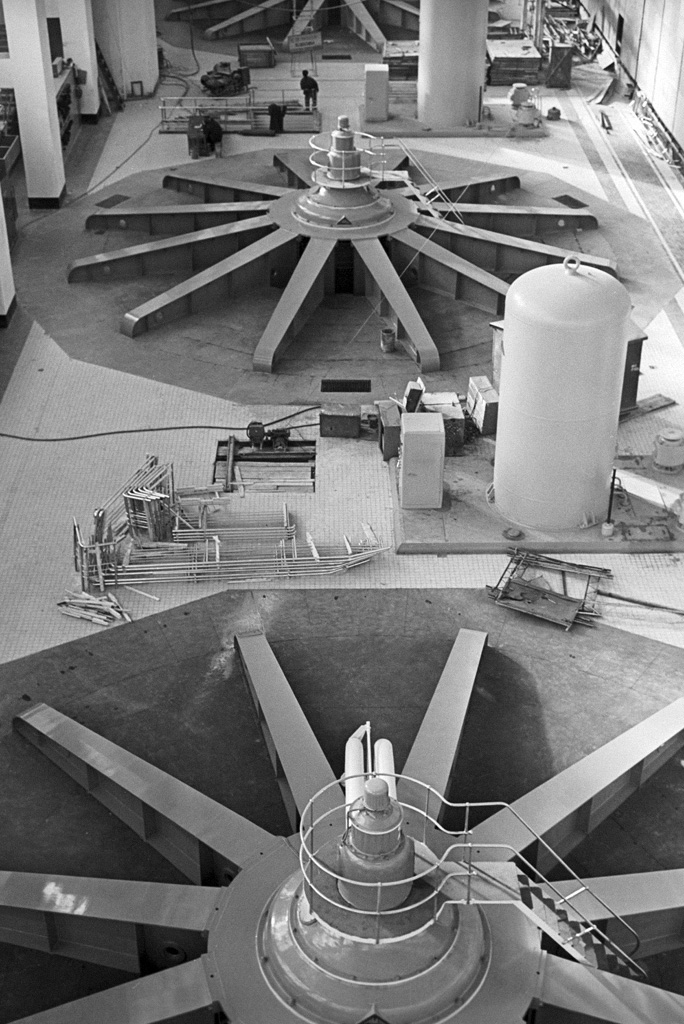
Instalación de las turbinas de la central hidroeléctrica de Volgogrado

Tras la Segunda Guerra Mundial se inicia la reconstrucción del país, que ha sido sin duda en términos materiales y humanos el más castigado por la guerra, pues más de 25 millones de civiles y soldados han muerto, 60 millones de metros cuadrados de viviendas han sido arrasados y millares de fábricas, minas y vías de comunicación han quedado destruidas.
En estas circunstancias, en 1945 se retoma la ejecución de los planes quinquenales.
Entre 1945 y 1950 se desarrolla el cuarto plan quinquenal. Cuando es finalizado la producción industrial del país es un 71% mayor a la de 1940. El plan tuvo por meta la reconstrucción de las zonas afectadas por la guerra, hasta el punto de que en 1950 la riqueza de la zona occidental del país es un 15% mayor a la de 1940. En cuanto a la riqueza total nacional, esta ha progresado en un 48% entre 1940 y 1950.

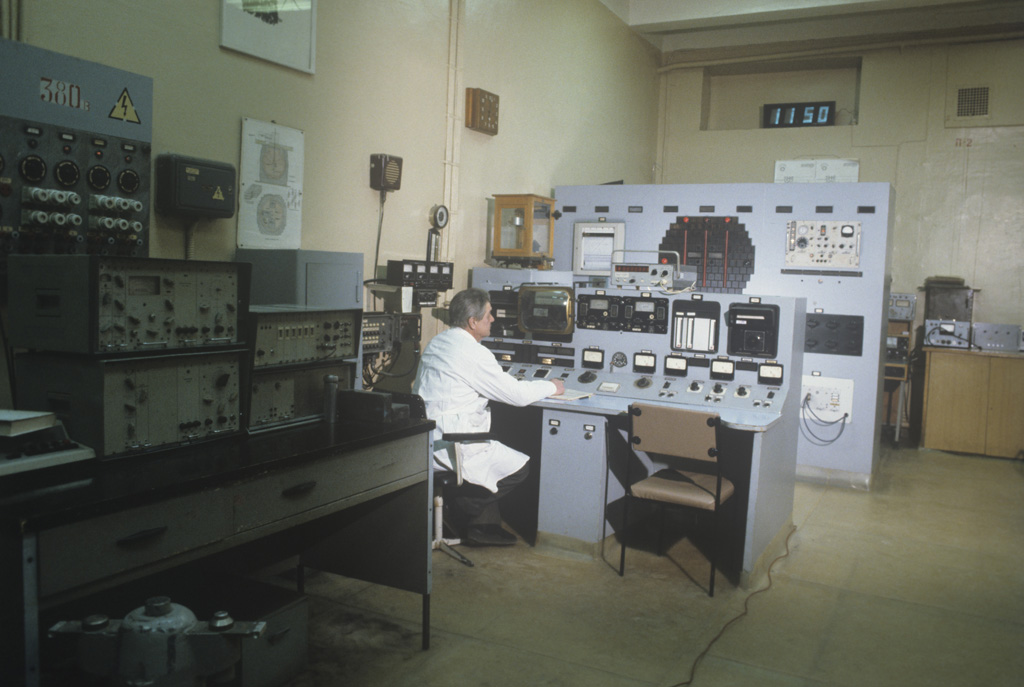
Imagen del panel de control del primer reactor nuclear construido en la Unión Soviética, puesto en marcha en diciembre de 1946, imagen de 1993

La producción de carbón se eleva hasta las 250 millones de toneladas y la de acero a 27 millones. La fabricación de maquinaria es un 60% superior a la de 1940 y la industria química ha experimentado un crecimiento del 80%. En cambio las industrias ligeras han visto rebajada su capacidad productiva, salvo en las industrias del algodón y la lana.
La descentralización industrial se acentúa en este periodo, construyéndose numerosos nuevos centros industriales en lugares remotos como Samarcanda o Taskent, repúblicas asiáticas y zonas siberianas. La instalación masiva de altos hornos, fundiciones e industrias de construcciones mecánicas contribuirán al aumento del peso económico del este soviético en la economía de la nación. De esta forma en 1950 la mitad del carbón y el acero se producen en Kazajistán y los Urales, en los que nace el llamado Segundo Bakú, una gran cuenca petrolera que se convertirá en la mayor proveedora de petróleo de la Unión Soviética a partir de 1952.
La población aumenta considerablemente, aumentando en más de 3 millones de personas cada año. En 1956, se superan los 200 millones de habitantes, concentrándose el crecimiento en los núcleos urbanos; Las ciudades de más de 500 000 personas pasan entre 1939 y 1950 de 11 a 21.
Durante este período también se elabora un plan para el aprovechamiento de bastas zonas forestales y la construcción de numerosas centrales hidroeléctricas, como la de Kúibishev, Volgogrado o Kajovka, que permitirán un ahorro de más de 50 millones de toneladas anuales de carbón.
| Año  | PIB (USD 2011)  | Variación                      | Población   | PIB per cápita (USD 2011) | Variación                      |
| ---- | --------------- | ------------------------------ | ----------- | ------------------------- | ------------------------------ |
| 1946 | 53.022 millones | -20,82% (en relación con 1940) | 173.900.000 | 3.049 USD                 | -10,77% (en relación con 1940) |
| 1947 | 58.968 millones | 11,22%                         | 174.000.000 | 3.389 USD                 | 11,15%                         |
| 1948 | 67.045 millones | 13,70%                         | 175.100.000 | 3.829 USD                 | 12,98%                         |
| 1949 | 74.212 millones | 10,69%                         | 177.500.000 | 4.181 USD                 | 9,19%                          |
| 1950 | 81.327 millones | 9,59%                          | 179.571.000 | 4.529 USD                 | 8,32%                          |

### Quinto plan quinquenal

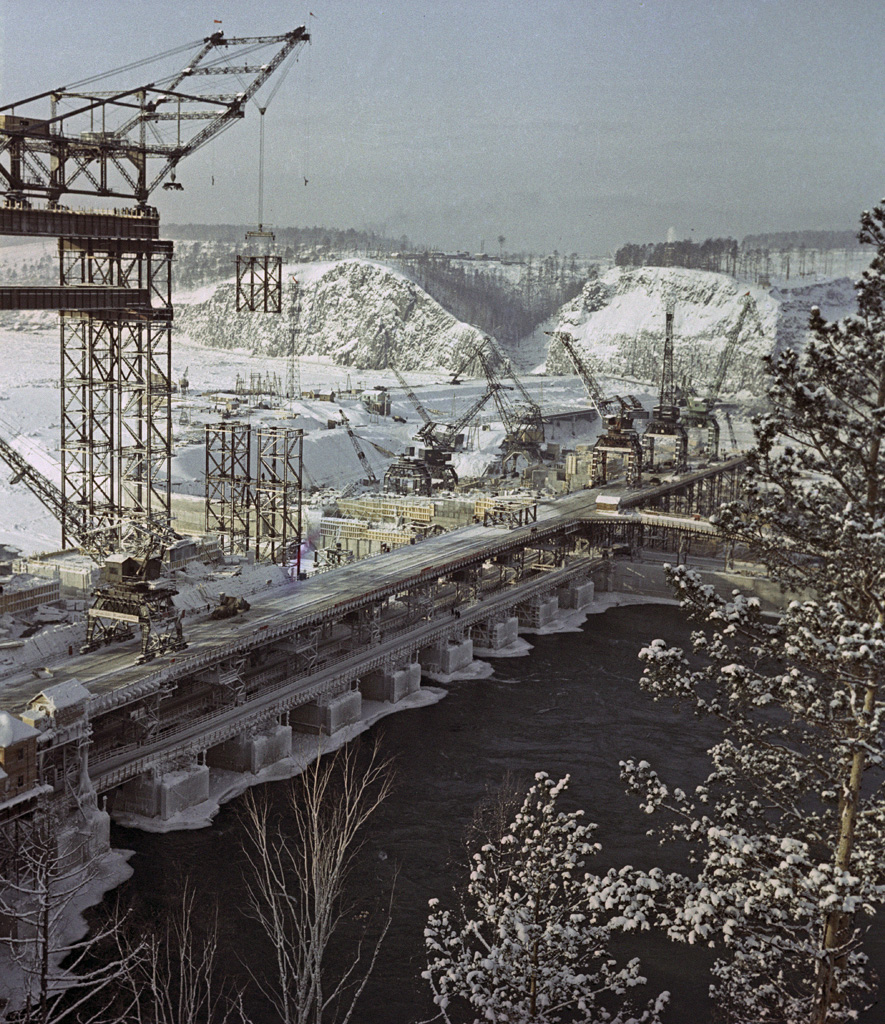
Construcción de la Hidroeléctrica Bratsk en 1960

Este quinto plan quinquenal, desarrollado entre 1951 y 1955, finalizó con una realización extraordinaria del 103%. El plan se centraba en la elevación de la producción industrial en un 70%, con un crecimiento anual del 12% para la metalurgia, la industria petrolera y eléctrica y de un 11% para bienes de consumo. Al igual que lo ocurrido en el cuarto plan no se cumplieron las expectativas de crecimiento ni en la industria de bienes de consumo ni en la agricultura, fruto en este caso de la guerra de Corea y el Embargo, que disminuyen la entrada de materias primas y capitales. Por ello en 1952 el plan es modificado para acelerar y mejorar el desarrollo de las industrias de bienes de consumo.
Comparando a la Unión Soviética con las potencias capitalistas durante el cuarto y quinto plan quinquenal el crecimiento económico anual ha sido para la URSS de un 15% hasta 1947, de un extraordinario 23% entre 1948 y 1951 y de un 10% a partir de 1952; contra este crecimiento, Estados Unidos presenta un 4% y otros como Francia un 2%; sin embargo el PIB estadounidense aún se estima entre 3 y 4 veces más grande que el soviético.
El sexto plan, aplicable al periodo 1956-1960, concedía prioridad a la industria pesada. Preveía un aumento del 70% en la metalurgia y un 60% en las industrias de producción de bienes de consumo; la producción de carbón y acero debía aumentar en un 150% y la del petróleo y la energía eléctrica en un 100%, además de la carne, leche y patatas. El salario real debía aumentar en un 35% y la productividad de la industria debía elevarse un 50%. Este plan nunca llegó a realizarse, pero hay que tener en cuenta que por primera vez se prestaba una especial atención a la investigación científica y la automoción.
| Año  | PIB (USD 2011)   | Variación | Población   | PIB per cápita (USD 2011) | Variación |
| ---- | ---------------- | --------- | ----------- | ------------------------- | --------- |
| 1951 | 81.711 millones  | 0,47%     | 182.677.000 | 4.473 USD                 | -1,24%    |
| 1952 | 87.017 millones  | 6,49%     | 185.856.000 | 4.682 USD                 | 4,67%     |
| 1953 | 90.757 millones  | 4,30%     | 188.961.000 | 4.803 USD                 | 2,58%     |
| 1954 | 95.143 millones  | 4,83%     | 192.171.000 | 4.951 USD                 | 3,08%     |
| 1955 | 103.303 millones | 8,58%     | 195.613.000 | 5.281 USD                 | 6,67%     |
| 1956 | 113.170 millones | 9,55%     | 199.103.000 | 5.684 USD                 | 7,63%     |
| 1957 | 115.484 millones | 2,04%     | 202.604.000 | 5.700 USD                 | 0,28%     |
| 1958 | 124.133 millones | 7,49%     | 206.201.000 | 6.020 USD                 | 5,61%     |

### Plan Septenal
Tras la muerte de Stalin durante la vigencia del quinto plan quinquenal, se abre una nueva etapa que tenderá a favorecer medidas liberalizadoras en el ámbito económico, aunque manteniéndose fiel a los principios planificadores soviéticos. Con el ascenso de Jrushchov al poder y los sucesivos XX, XXI y XXII Congresos del PCUS se empieza a desarrollar una economía marcada por la desburocratización y la regionalización de las decisiones y la actividad industrial en beneficio de las distintas repúblicas federadas. En el ámbito laboral, la evolución económica del país permite satisfacer ciertas reivindicaciones de la población, dándose mayor importancia a los bienes de consumo que a la potencia de la industria pesada. La jornada de trabajo se reduce y normaliza a 7 horas diarias, 6 días a la semana se elevan en un 33% los salarios más bajos, se acelera la construcción de viviendas y redes de centros escolares, además de reorganizarse el sistema de pensiones. En el medio rural se implantan medidas para elevar el nivel de vida a través de la reducción de impuestos sobre la renta y la subida de los precios en los productos que los koljoses deben entregar de manera obligatoria al Estado.

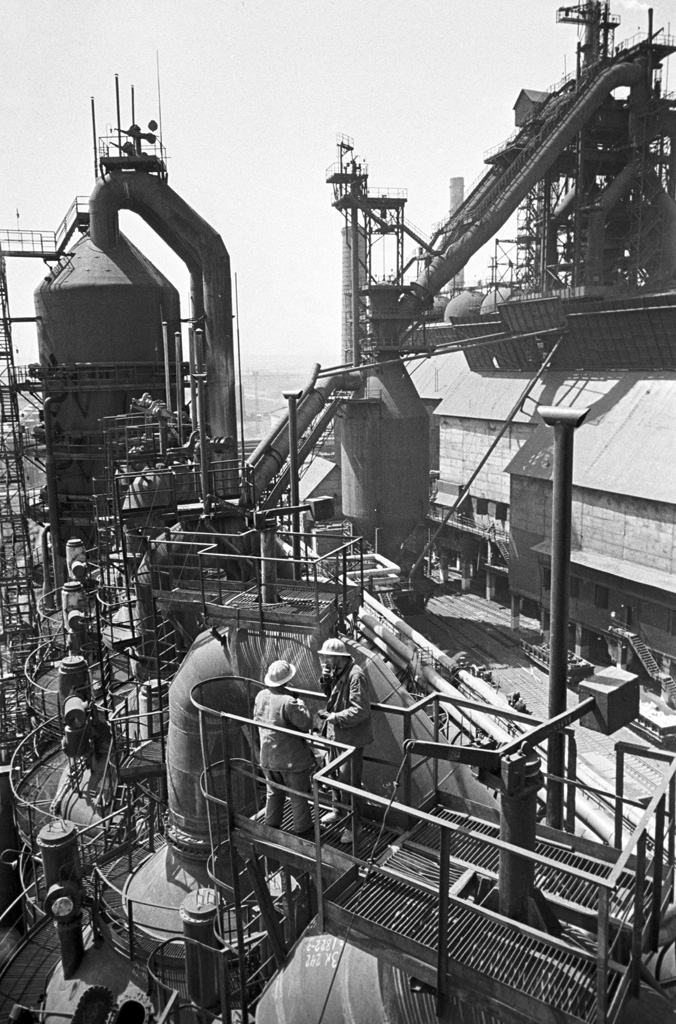
Altos hornos de la planta metalúrgica de Západno-Sibirski en Novokuznetsk en 1967

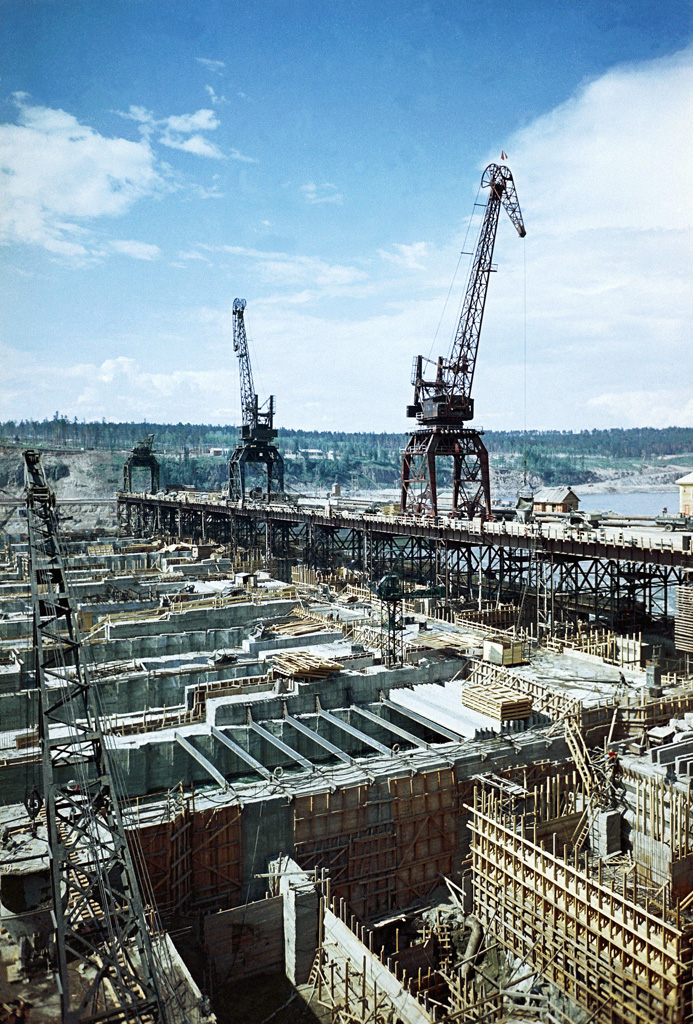
Construcción de un dique en la central hidroeléctrica de Bratsk en 1958

Las reformas implican una serie de transformaciones de la misma estructura económica. Los comités sindicales en las empresas elegidos por los trabajadores ganan poder y adquieren la capacidad de exponer su criterio en la elección de directivos, además, ningún trabajador puede ser despedido sin el visto bueno de los sindicatos. En este sentido se extienden las asambleas periódicas en el seno de las empresas donde los obreros ponen en común los problemas y sus reivindicaciones.
Se ataca la burocratización formada a lo largo de los treinta años de planificación con la supresión de la mayoría de los ministerios industriales en 1957, favoreciendo la descentralización y una mejor coordinación y especialización de las empresas. El Sovnarjoz, bajo la tutela del Gosplán, será el órgano encargado de coordinar y armonizar la planificación entre las repúblicas y las distintas regiones. En el transcurso del plan se formará una nueva escuela de economistas, muy diversos en sus planteamientos como Vadim Trapéznikov, Anushaván Arzumanián u Ovsiy Libermán, quien apoya la revalorización de las nociones de beneficio y rentabilidad empresarial sumados a la importancia de la formación de precios.

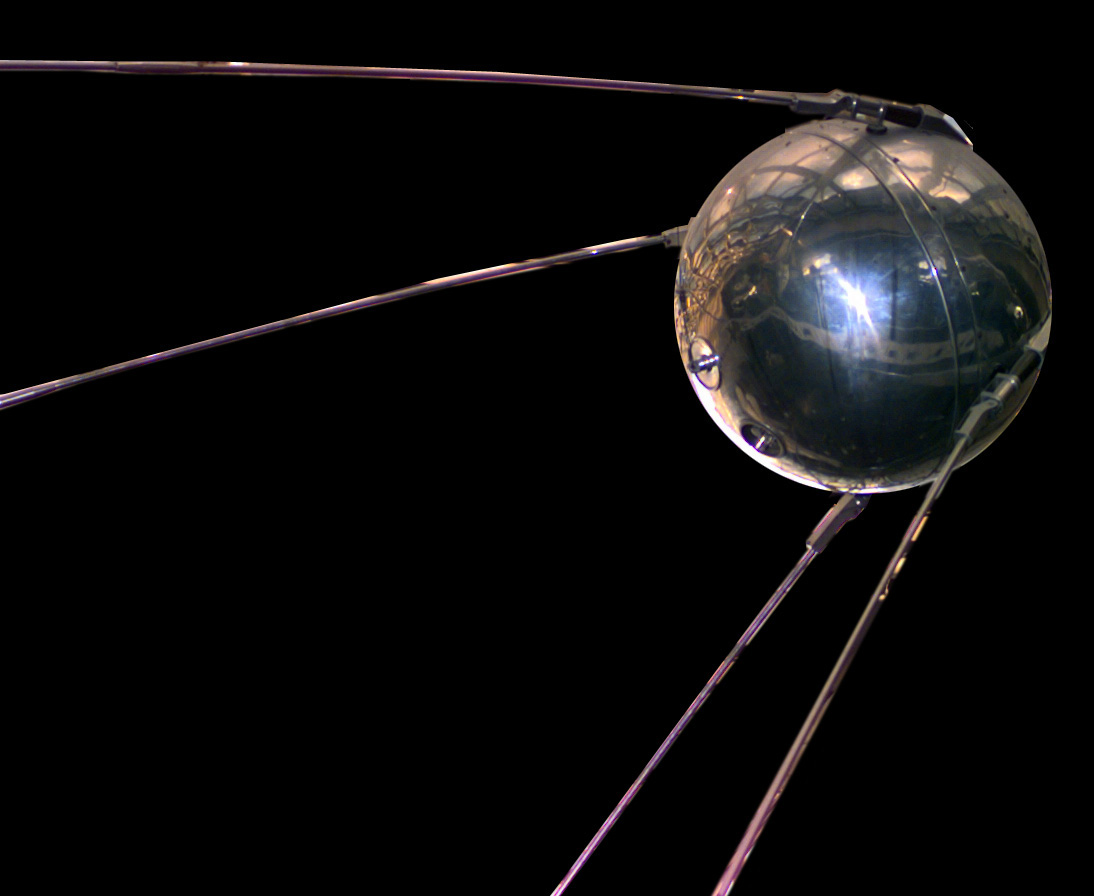
Réplica del satélite Spútnik 1, primer satélite artificial de la historia y puesto en órbita por la Unión Soviética en 1957. La industria aeroespacial tendría un gran desarrollo en los años 60

Con el abandono del VI plan quinquenal en 1957 y la suavización general de los métodos de planificación, los planes quinquenales se sustituyen por un plan septenal desarrollado entre 1959 y 1965. El nuevo plan prevé un menor control sobre las empresas —de los 5000 productos la planificación centralizada solo controla 300—. Aunque fundándose en los mismos principios que sus predecesores, prevé un ritmo de crecimiento más lento —7% en vez de un 10%— propio de una economía en expansión pero en una etapa ya desarrollada. Se presta especial atención al progreso de la industria química, los ferrocarriles, la producción de cemento y la extracción de gas, petróleo y metales no ferrosos. Con el objetivo de poner fin a la escasez crónica de mano de obra se trata de elevar la productividad —que aumenta un 8% solo en 1959— con la incorporación de los llamados grupos inútiles al mercado laboral. Las regiones más orientales son las principales beneficiarias de estas medidas, duplicándose las inversiones en regiones como Siberia o Kazajistán. La apertura de nuevos y poderosos ejes industriales como Kostanái, Pavlodar-Ekibastuz, Bratsk-Taishet o Áchinsk-Krasnoyarsk solo son la confirmación de la deslocalización industrial iniciada años atrás. Así, en 1965 la mitad del carbón, acero, cemento y energía eléctrica proceden del este soviético.
La industria sigue creciendo a ritmos elevados pero su crecimiento es menor desde 1960 y nunca volverá a alcanzar las anteriores tasas, por encima del 10% anual. En 1964 su crecimiento se cifra en un 7,01% mientras que Europa occidental crece en este apartado a un 4-5% y Gran Bretaña a un 2%.
La agricultura, que había conseguido avanzar un 50% entre 1953 y 1958, sigue siendo el principal motivo de preocupación. Si bien algunos cultivos como el del algodón constituyen auténticos éxitos, otros sectores tradicionales como el cerealista o la ganadería solo han conseguido resultados mediocres. La productividad sigue siendo muy baja en un sector que aún emplea al 38% de la población y está totalmente mecanizada. Mientras, la erosión, el clima desfavorable o la falta de agua impiden el avance del terreno dedicado a esta labor. El intento de aumentar la producción mediante la expansión de la superficie destinada al cultivo se muestra en la mayoría de los casos inútil y en 1962 aún se estima que un agricultor soviético produce por hectárea hasta ocho veces menos que un farmer estadounidense. En cambio los proyectos de irrigación y otras obras hidráulicas sí alcanzan buenos resultados tras el aumento de las inversiones en un 50% entre 1963 y 1965. (Para más información véase Política agrícola durante el mandato de Nikita Jrushchov)
| Año  | PIB (USD 2011)   | Variación | Población   | PIB per cápita (USD 2011) | Variación |
| ---- | ---------------- | --------- | ----------- | ------------------------- | --------- |
| 1959 | 122.756 millones | -1,10%    | 209.928.000 | 5.848 USD                 | -2,86%    |
| 1960 | 134.424 millones | 9,50%     | 213.780.000 | 6.288 USD                 | 7,52%     |
| 1961 | 142.148 millones | 5,75%     | 217.618.000 | 6.532 USD                 | 3,88%     |
| 1962 | 145.987 millones | 2,70%     | 221.227.000 | 6.599 USD                 | 1,03%     |
| 1963 | 142.656 millones | -2,28%    | 224.585.000 | 6.352 USD                 | -3,74%    |
| 1964 | 161.119 millones | 12,94%    | 227.698.000 | 7.076 USD                 | 11,40%    |
| 1965 | 179.279 millones | 5,69%     | 230.513.000 | 7.387 USD                 | 4,40%     |

### Octavo plan quinquenal

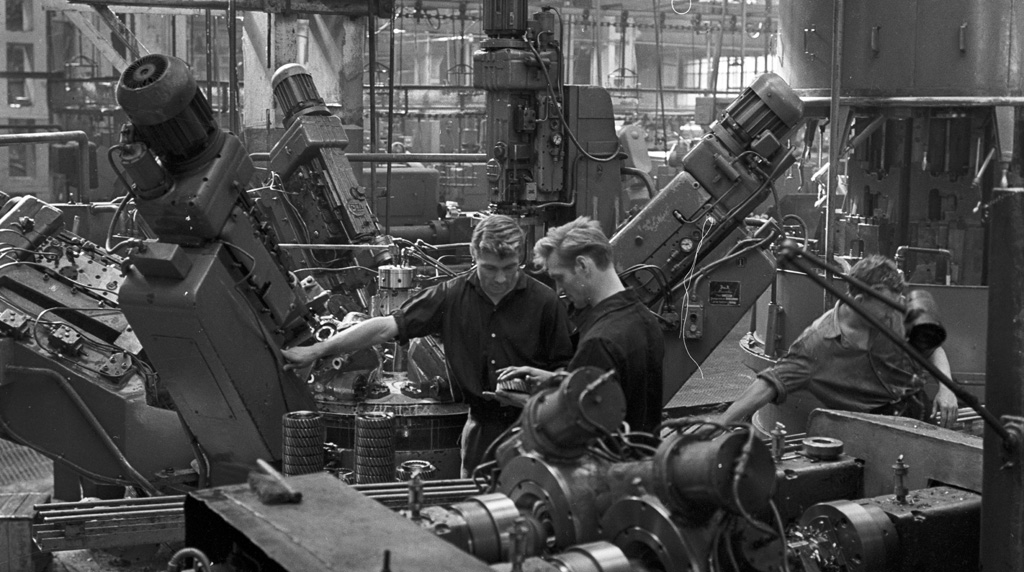
Trabajadores de la planta automotriz Likhachev de Moscú en 1963

Tras finalizarse el plan septenal y ser Nikita Jrushchov apartado del poder, en 1966 se pone en marcha el que será llamado VIII plan quinquenal y desarrollado entre 1966 y 1970. El plan tenía por objetivos el incremento de entre un 38% y un 41% de la renta nacional y un crecimiento per cápita del 30%. En este plan, al igual que en el plan septenal, se empezaba a tener cada vez más en consideración el progreso de la industria de bienes de consumo en detrimento de la industria pesada, con el objetivo de aumentar el nivel de vida de la población en general, prestando especial atención a reducir las diferencias entre el mundo urbano y el rural. Otro objetivo consistía en un amplio crecimiento de la productividad laboral mediante la racionalización del trabajo, la elevación del nivel técnico y cultural de la población, una mejor organización económica a nivel regional y un uso más eficiente de los bienes de capital. Para una mejor planificación se fomentó el uso de computadoras electrónicas en sectores como el transporte, el comercio o la investigación científica, sector muy favorecido en este plan. El ritmo de crecimiento agrícola debía de ser un 25% superior en relación con el aumento registrado en el periodo 1960-1965 y la producción industrial crecer en un 50%. El nuevo líder soviético Leonid Brézhnev fue responsable durante este plan de una nueva centralización económica con la abolición de los consejos regionales económicos creados durante el mandato de Jrushchov, aunque a pesar de ello se favoreció la independencia de las empresas estatales.

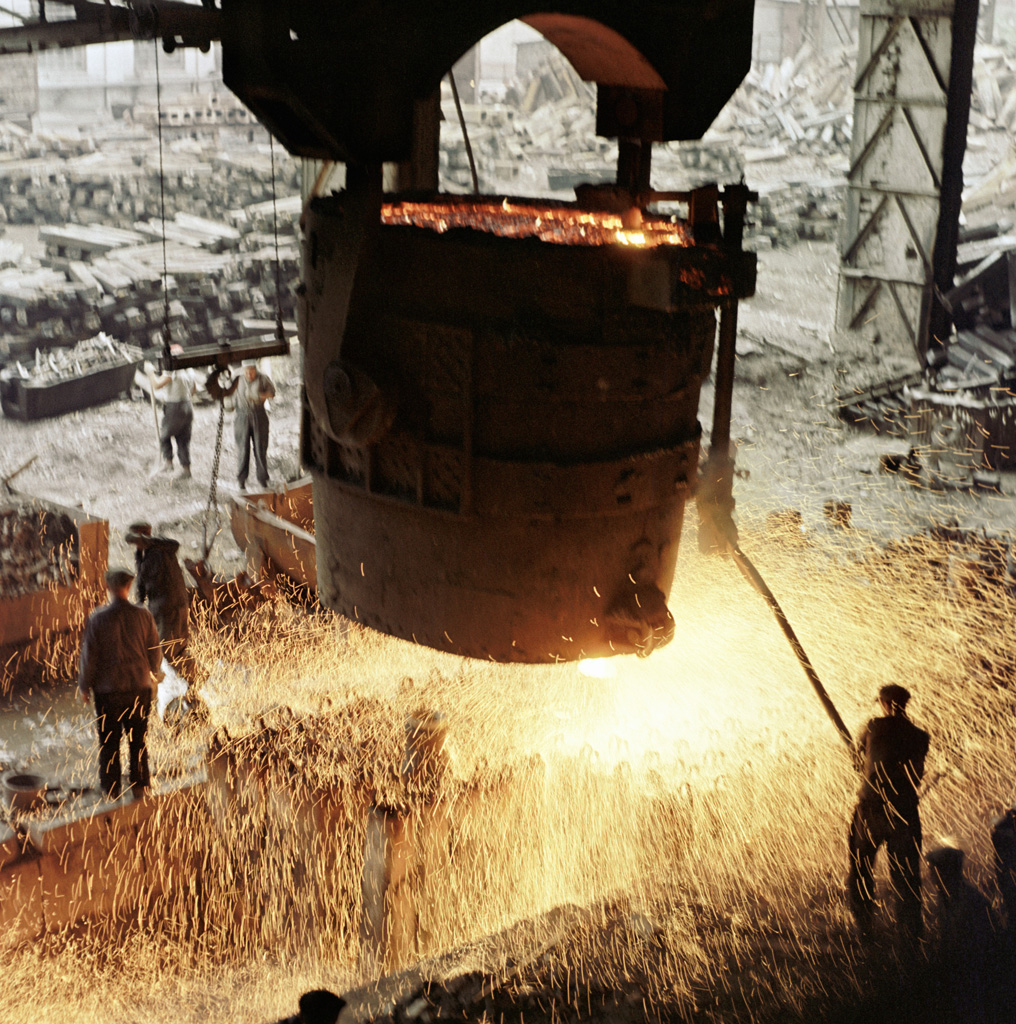
Altos hornos en la siderúrgica Kuibyshev en Kramatorsk, 1968

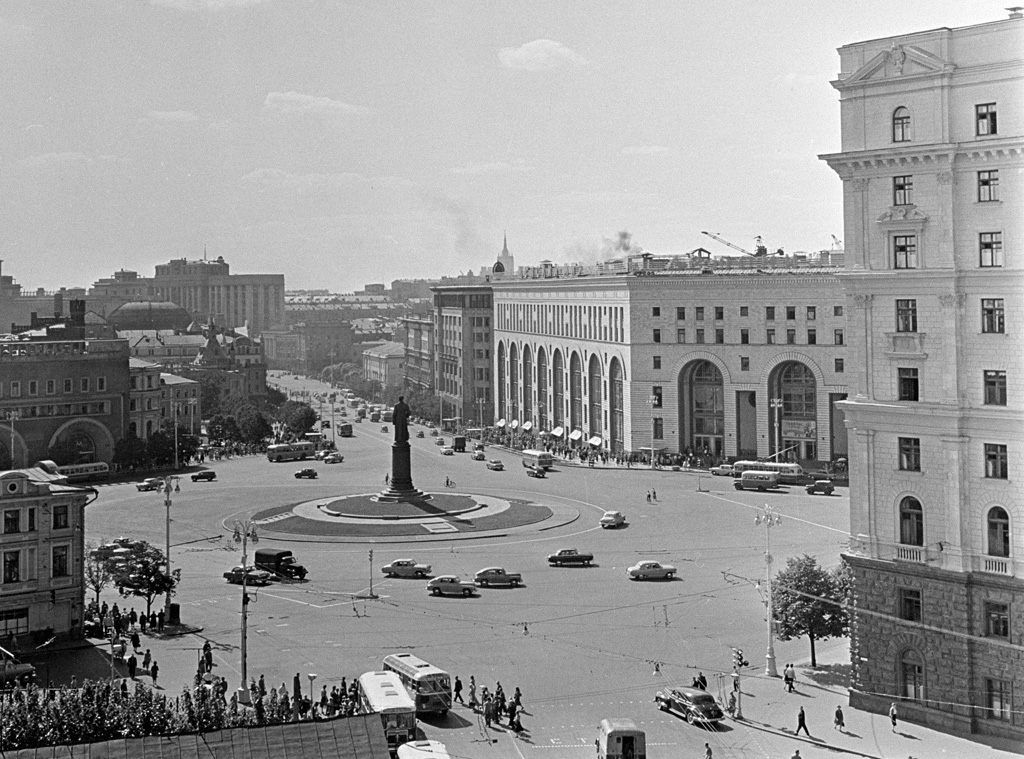
Plaza Dzerzhinsky de Moscú fotografiada en agosto de 1966

Al finalizar el plan quinquenal en 1970, la Unión Soviética se había convertido en la mayor potencia industrial del mundo, produciendo más acero, hierro, cemento y tractores que cualquier otro país. Entre 1960 y 1970 la industria y minería soviéticas se habían expandido en un 138% mientras que la agricultura solo había conseguido avanzar a un ritmo del 3% anual. De esta manera entre 1965 y 1970 la producción soviética de gas natural se incrementó en un 74%; la de acero en un 36%, hasta alcanzar las 124 millones de toneladas, la fabricación de automóviles se duplicó, alcanzando 1 360 000 de unidades al año, así como la producción de tractores que se incrementó en un 69%. Las fuertes inversiones en la industria ligera estimularon la fabricación de bienes de consumo, incrementos en algunos casos por encima de la industria pesada.
Así, la producción de televisores se duplicó, alcanzando las 7,5 millones de unidades anuales; la fabricación de radios creció en un 44% y otros bienes hogareños como las neveras triplicaron su producción hasta las 5 millones de unidades. En contraste, los productos provenientes de la agricultura tuvieron alzas mucho más moderadas durante la década: incremento del 39% en producción láctea y un 23% para la de carne, entre otros.
El comienzo de la década de 1970, coincidente con el fin del VIII plan quinquenal supuso el mayor momento de esplendor económico a nivel internacional de la Unión Soviética. Desde 1928 y hasta 1973 la Unión Soviética creció a un ritmo suficiente como para alcanzar a Europa occidental y a Estados Unidos. En 1970 el PIB soviético se situaba en torno al 60% del PIB estadounidense. La CIA, que consiguió monitorizar la economía soviética entre 1970 y 1990, lo situaba en torno a un 57%. En 1973 la renta per cápita soviética se situó en un 50% de la de Europa occidental y en un tercio de la estadounidense. Todos estos grandes logros soviéticos que iban acercando a la Unión cada vez más con Occidente terminaron súbitamente en 1973, coincidiendo con la Crisis del petróleo en Europa y EE. UU. y el fin de la llamada Edad de oro del capitalismo. 1973 es considerado por muchos analistas como el inicio de la era de estancamiento.
| Año  | PIB (USD 2011)   | Variación | Población   | PIB per cápita (USD 2011) | Variación |
| ---- | ---------------- | --------- | ----------- | ------------------------- | --------- |
| 1966 | 178.514 millones | 4,84%     | 233.139.000 | 7.657 USD                 | 3,66%     |
| 1967 | 186.406 millones | 4,42%     | 235.630.000 | 7.911 USD                 | 3,32%     |
| 1968 | 197.335 millones | 5,86%     | 237.983.000 | 8.292 USD                 | 4,82%     |
| 1969 | 200.106 millones | 1,40%     | 240.253.000 | 8.329 USD                 | 0,45%     |
| 1970 | 215.465 millones | 7,68%     | 242.478.000 | 8.886 USD                 | 6,69%     |
| 1971 | 221.206 millones | 2,66%     | 244.887.000 | 9.033 USD                 | 1,65%     |
| 1972 | 222.485 millones | 0,58%     | 247.343.000 | 8.995 USD                 | -0,42%    |
| 1973 | 241.171 millones | 8,40%     | 249.712.000 | 9.658 USD                 | 7,37%     |

### Era de estancamiento
| Período    | PIB (según datos de la CIA ) | PMN (según la Unión Soviética ) |
| ---------- | ---------------------------- | ------------------------------- |
| 1960–1965  | 4.8                          | 6.5                             |
| 1965–1970  | 4.9                          | 7.7                             |
| 1970–1975  | 3.0                          | 5.7                             |
| 1975–1980  | 1.9                          | 4.2                             |
| 1980–1985  | 1.8                          | 3.5                             |
| [ nota 7 ] |                              |                                 |

La Era de estancamiento, también llamada Estancamiento brezhneviano es un término empleado por diversos analistas para designar al periodo en que la economía soviética sufrió una fuerte y prolongada desaceleración. Al tratarse de una definición muy general, el periodo que abarca varía según el punto de vista de cada analista. Un punto en común es señalar su coincidencia con la mayor parte del mandato de Leonid Brézhnev y los efímeros gobiernos de Yuri Andrópov y Konstantin Chernenko. De esta forma unas fechas aproximadas de su duración serían de 1973 a 1985, aunque otros autores lo amplían al espacio de entre 1965 y 1985 e incluso hasta 1990. Coincidió en el tiempo con cuatro planes quinquenales, el final del octavo y el noveno, décimo y undécimo al completo.
El periodo del estancamiento básicamente estuvo caracterizado por estos tres puntos:
- La aparente desaceleración de indicadores macroeconómicos, aunque el PIB per cápita creció durante este periodo (1964-1982) a un 3,24% anual promedio.[94]

- El considerable aumento de acceso en bienes de consumo por parte de la población.[95] Entre 1950 y 1970, el consumo per cápita de alimentos se había duplicado en la Unión Soviética, los ingresos disponibles se habían cuadruplicado, el consumo de productos perecederos se habían triplicado y las compras de bienes duraderos se habían multiplicado por doce veces.[96] Por esta razón, el periodo de Brezhnev es recordado por los rusos como un periodo próspero.[97]

- Una renovada carrera armamentista contra los Estados Unidos, en particular referido al equiparamiento de la cantidad de ojivas (warheads) nucleares estratégicas ICBMs con ese país (logrado hacia 1975), aunque el período en general estuviese enmarcado en una relativa distensión, détente o coexistencia pacífica con Occidente (antes de la invasión soviética de Afganistán en 1979, que naturalmente contribuiría a "recalentar" la Guerra Fría). Este excesivo gasto militar, a su vez, contribuía a restarles recursos al oficialmente vituperado sector de los bienes de consumo y de los servicios dentro de la URSS.

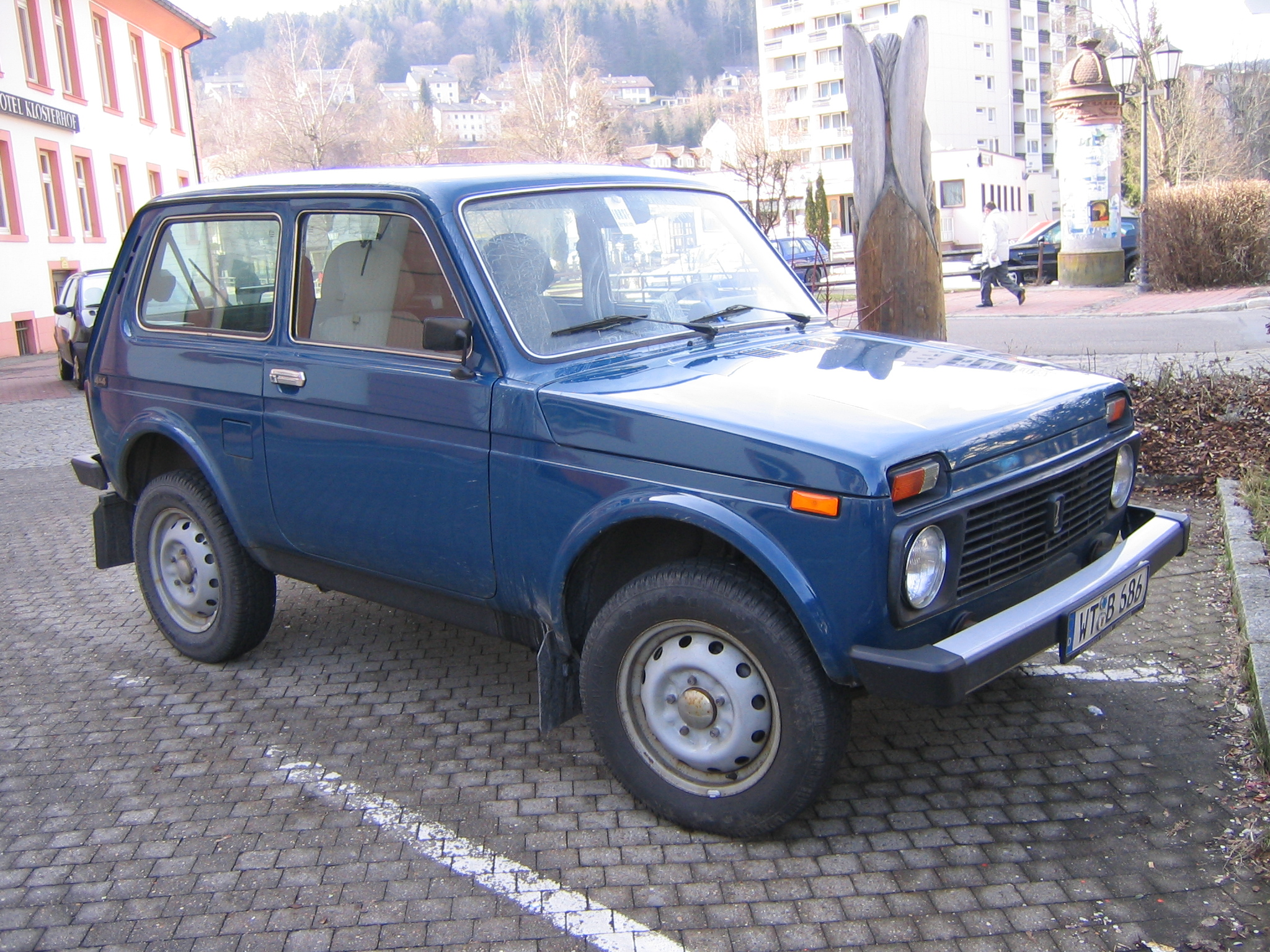
Un todoterreno Lada Niva (VAZ-2121), fabricado por la Unión Soviética en 1981

En el momento en que comienza el estancamiento, las indicadores económicos soviéticos se encontraban en plena alza, a pesar de copar en muchos casos las primeras posiciones mundiales. En agricultura, la URSS contaba en 1974 con 17 300 sovjoses y 31 500 koljoses, disponiendo de 2 200 000 tractores y 470 000 cosechadoras, lo suponía un alto grado de mecanización. La producción de algunos cultivos de cereales estaba a la cabeza mundial, como la de trigo (85 millones de toneladas), cebada (36,8) o centeno (9,6). La agricultura de regadío también había experimentado un alto crecimiento y en 1975 la superficie dedicada al regadío ascendía a más de 12 millones de hectáreas. En algunos cultivos como el de la vid, la producción ascendió en 1975 a 4,5 millones de toneladas de uva y 29,4 millones de hectolitros de vino. En cultivos de corte industrial como la industria tabacalera la producción fue de 240 000 toneladas en 1975. Las grandes masas forestales, con predominio de coníferas y abedul, proporcionaban una fuerte producción maderera que alimentaba una creciente industria papelera y fábricas de muebles. En 1972 la ganadería contaba con más de 139 millones de cabezas de ganado ovino (con el predominio de 41 millones de vacas lecheras), 102 de bovino, 71 millones de cabezas porcinas y unas 682 millones de animales de corral, que proporcionaban 13,7 millones de toneladas de carne, 82,6 de leche o 550 000 de queso.
En 1981 la URSS tenía un consumo de carne superior a países como Noruega, aunque inferior a otros países como Checoslovaquia. En ese mismo año la URSS consumía 2,25 veces más pescado que Estados Unidos y la mitad de carne que Estados Unidos.
| Países         | Carne | Pescado | Huevos | Azúcar | Patatas | Pan y cereales |
| URSS           | 138   | 53      | 18     | 14     | 44      | 105            |
| Estados Unidos | 68    | 110     | 8      | 15     | 36      | 35             |
| Noruega        | 80    | 50      | 37     | 11     | 35      | 70             |
| Italia         | 127   | 77      | –      | 11     | 31      | 41             |
| España         | 76    | 75      | –      | 18     | 27      | 113            |
| Checoslovaquia | 109   | 87      | 5      | 19     | 37      | 79             |

En industria y minería se disponía en 1972 de una potencia instalada de 186 239 000 kW, de ellos 34 846 000 procedentes de centrales hidroeléctricas (19%) y 2 621 000 de centrales nucleares (1,4%). En 1973 la producción de acero estaba en el primer puesto mundial con 131 millones de toneladas, seguida de una producción de 91,4 millones de toneladas de laminado de acero o 95,9 millones de toneladas de fundición de hierro. Entre otros productos mineros cabe destacar el millón de toneladas de fundido de cobre o las 460 000 toneladas de plomo.
Todo este complejo metalúrgico era movido por los ingentes recursos minerales disponibles, siendo el país en 1973 el segundo mayor productor de petróleo del mundo y el primero en producción de carbón (421 millones de toneladas y 668 respectivamente para 1973). De la industria automovilística y mecánica de la Unión Soviética salieron en 1973 917 000 turismos, 685 000 vehículos comerciales, 4,8 millones de bicicletas, 932 000 motocicletas, 500 000 tractores, 85 000 cosechadoras, 48 100 vagones o 1400 locomotoras diésel (1968). En electrónica se produjeron 8,6 millones de radios, 6,3 millones de televisores, 5,4 millones de frigoríficos o 3 millones de lavadoras.
En 1971 con el comienzo del nuevo plan quinquenal, ya el noveno, se dio una situación no vista anteriormente: la producción de bienes de consumo sería superior a la de bienes industriales de capital. Aun así las mayores inversiones estatales seguían destinadas a los bienes industriales. Esta nueva política, impulsada por Leonid Brézhnev, el nuevo líder del país y basada en la fabricación masiva de productos de consumo destinados a aumentar el nivel de vida de la población soviética, no fue bien recibida por los funcionarios soviéticos, sobre todo por los más veteranos.

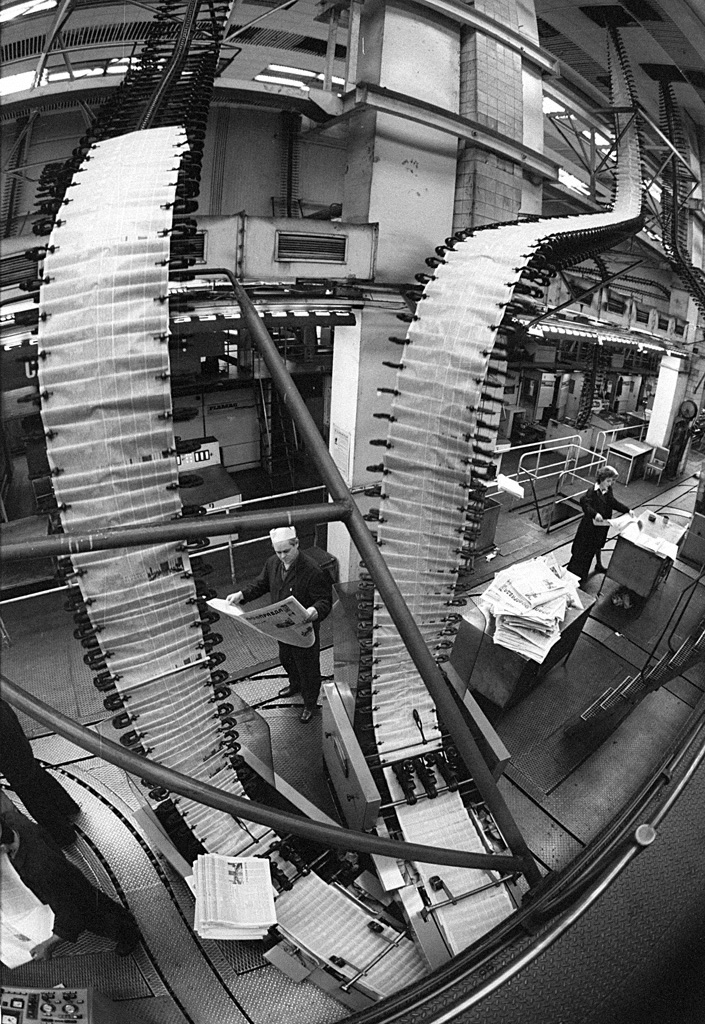
Rotativa del diario Pravda en enero de 1982

En la vida social, por un lado, este período se caracterizó por la paz y la estabilidad, garantizadas por un Estado bastante benefactor. Las grandes masas de población tenían acceso a modestos ingresos, y se dio un gran aumento de los bienes de consumo. En 1981, el 78% de los hogares urbanos tenían una lavadora, frente a apenas un tercio en 1965, para 1985, tanto en las zonas urbanas como rurales, un 72% de las familias tenían lavadora. En 1965, un 11% de las familias soviéticas tenían una aspiradora, y un 4% una grabadora, para 1981, esta cifra aumentó a un 39% y a un 33% respectivamente.

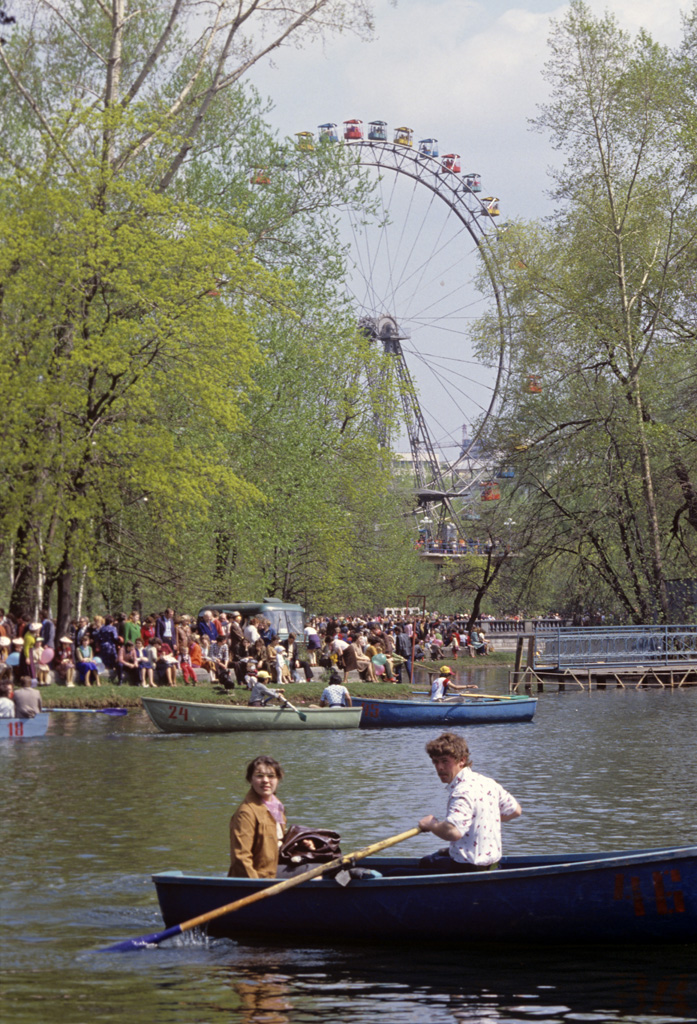
Ciudadanos soviéticos en el Gorky Central Park, lugar de ocio y cultura en Moscú, julio de 1982

A partir de este punto la economía soviética empezó a enfrentar dificultades cada vez mayores. Las razones pueden encontrarse en primer lugar en la agricultura, pues aunque la producción agrícola continuó creciendo hasta la década de 1980 no lo hizo en cantidad suficiente como para afrontar un eventual crecimiento del nivel de vida de la población y el consiguiente crecimiento del consumo y de la población.
Estos problemas se remontan a Jrushchov, debido a la reforma económica de 1965 que fue iniciada por Kosygin. Reforma económica que el Comité Central y Brézhnev no estaban dispuestos a llevar a cabo. Brézhnev fue capaz de criticar a Kosyguin contrastándole con Lenin, quien según Brézhnev estuvo más interesado en mejorar las condiciones de la agricultura soviética que en mejorar la calidad de los productos industriales ligeros. Sin embargo, Brézhnev no tenía una mayoría en el Politburó y podía contar con solo cuatro votos. Kosyguin podía contar con el voto de Mázurov, y cuando él y Podgorni no estaban peleándose entre sí el de este, en realidad tenían una mayoría en el Politburó sobre Brézhnev. Aunque las medidas de Kosyguin eran descentralizadoras, Brézhnev no pudo hacer nada ya que no tenía la mayoría para echar a Kosyguin. Esta reforma acarreó con la paulatina descentralización de la economía soviética.
Tabla: Inversión centralizada estatal planificada, por fondos de origen
|                                                                                    | 1965 | 1966 | 1967 | 1968 | 1969 | 1970 | 1971 | 1972 | 1973 | 1974 | 1975 | 1976 |
| inversión centralizada de                                                          | 38,7 | 40,6 | 41,3 | 43,6 | 52,5 | 54,4 | 64   | 67   | 70,5 | 78   | 85,4 | 88,3 |
| Presupuesto                                                                        | 23,5 | 22,8 | 22,2 | 23,1 | 25,5 | 25,8 | 30,3 | 31,5 | 33,7 | 37,2 | 40,5 | 43,6 |
| Beneficio                                                                          | 4,4  | 3,8  | na   | 6,4  | 12,4 | 12   | 12,7 | 13   | 11,3 | 13,1 | 13,8 | 13,2 |
| Amortización                                                                       | 9,2  | 10,4 | na   | 11,6 | 11,5 | 12,1 | 12,9 | 14,4 | 16,1 | 17   | 22,7 | 24,4 |
| Otros                                                                              | 1,6  | 3,6  | na   | 2,5  | 3,1  | 4,5  | 8,1  | 8,1  | 9,4  | 10,7 | 8,4  | 7,1  |
| (%) de la participación de la inversión centralizada financiada por el presupuesto | 61   | 56   | 54   | 53   | 49   | 47   | 47   | 47   | 48   | 48   | 47   | 49   |

La creciente corrupción y la burocratización de la vida económica produjeron desabastecimiento, lentitud y serios problemas de productividad o disciplina. La falta de productividad estimuló la contratación, lo que a su vez impulsó la demanda de trabajadores poco cualificados. Por otro lado la Unión se estaba quedando atrás en distintos sectores tecnológicos que proliferaban en Occidente. Entre tanto los gastos militares que imponía la carrera armamentística de la Guerra Fría continuaron aumentando, absorbiendo muchos recursos, el personal más cualificado y la mayor parte de los gastos en nueva tecnología. Tras el undécimo plan quinquenal, finalizado en 1985, se llegó a una situación crítica: en 5 años de plan el crecimiento económico solo había sido de un 4-5% y ya eran varias las economías del Bloque del Este que tenían mayores PIB per cápita, IDH y un menor Coeficiente de Gini.
En el plano social los primeros años de estancamiento no fueron tan negativos para la población en general. La apuesta de Brehvnev por mejorar el nivel de vida de la población pareció dar sus frutos, el nivel de vida y la calidad de la vivienda en la Unión aumentaron considerablemente, además de otros beneficios sociales. Sin embargo, la desaceleración de la economía acabó afectando a la población. Los servicios públicos, la sanidad y otras instituciones se fueron deteriorando. Por primera vez las enfermedades aumentaron, la nutrición y el consumo de alimentos comenzó a disminuir, dándose casos de racionamiento. Mientras la economía caía en el estancamiento, la sociedad se volvió cada vez más estática. Los trabajadores cualificados, que tenían salarios bien remunerados, se aferraban a sus puestos de trabajo y con el deterioro de la economía, los trabajadores menos cualificados no tenían posibilidad de acceso (al contrario que años atrás, cuando ascender socialmente era relativamente fácil), lo que disparó los casos de indisciplina y pereza, la incompetencia no fue considerada como una buena razón para despedir a nadie. Robert Service, especializado en historia de Rusia, calificó a los trabajadores y administradores soviéticos como «una fuerza de trabajo perezosa». Para solucionar estas carencias el gobierno incentivó las actividades de ocio y las vacaciones, mientras que los sindicatos recompensaban a los trabajadores más productivos y a sus familias con vacaciones pagadas en Crimea o Georgia.
| Año  | PIB (USD 2011)   | Variación | Población   | PIB per cápita (USD 2011) | Variación |
| ---- | ---------------- | --------- | ----------- | ------------------------- | --------- |
| 1974 | 248.178 millones | 2,91%     | 252.111.000 | $9.844 USD                | 1,93%     |
| 1975 | 248.894 millones | 0,29%     | 254.519.000 | $9.779 USD                | -0,66%    |
| 1976 | 260.556 millones | 4,69%     | 256.883.000 | $10.143 USD               | 3,72%     |
| 1977 | 266.690 millones | 2,35%     | 259.225.000 | $10.288 USD               | 1,43%     |
| 1978 | 273.424 millones | 2,52%     | 261.525.000 | $10.455 USD               | 1,62%     |
| 1979 | 272.085 millones | -0,49%    | 263.751.000 | $10.316 USD               | -1,33%    |
| 1980 | 272.441 millones | 0,13%     | 265.926.000 | $10.245 USD               | -0,69%    |
| 1981 | 274.933 millones | 0,91%     | 268.123.000 | $10.254 USD               | 0,09%     |
| 1982 | 281.692 millones | 2,46%     | 270.390.000 | $10.418 USD               | 1,60%     |
| 1983 | 290.689 millones | 3,19%     | 272.717.000 | $10.659 USD               | 2,31%     |
| 1984 | 294.437 millones | 1,29%     | 275.330.000 | $10.694 USD               | 0,33%     |

## Perestroika

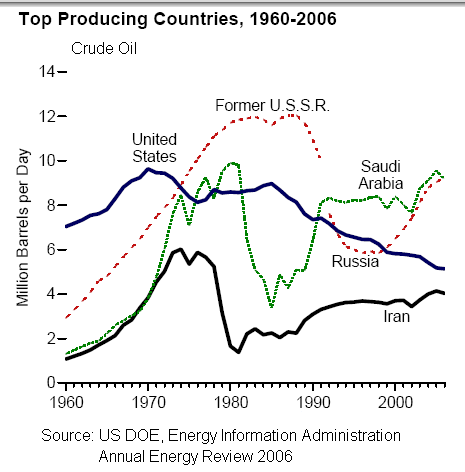
Gráfico que muestra a los mayores productores mundiales de petróleo en el período 1960-2006, incluyendo a la antigua Unión Soviética. Obsérvese el crecimiento regular de la producción soviética, contra los fuertes crecimientos y caídas de los demás grandes productores.

La llegada de Mijaíl Gorbachov a la secretaría general del PCUS en 1985 significó el mayor cambió de las instituciones soviéticas en décadas. En su primer mes de mandato, Gorbachov propuso un amplio programa de medidas basadas en una liberalización general de la economía, adecuándola al sistema capitalista y condenando los programas de planificación, denominada perestroika. A la vez que se acometían reformas económicas se produjo una democratización de la sociedad, permitiéndose la formación de nuevos partidos políticos y rebajando la censura a la prensa y opositores, glasnot.

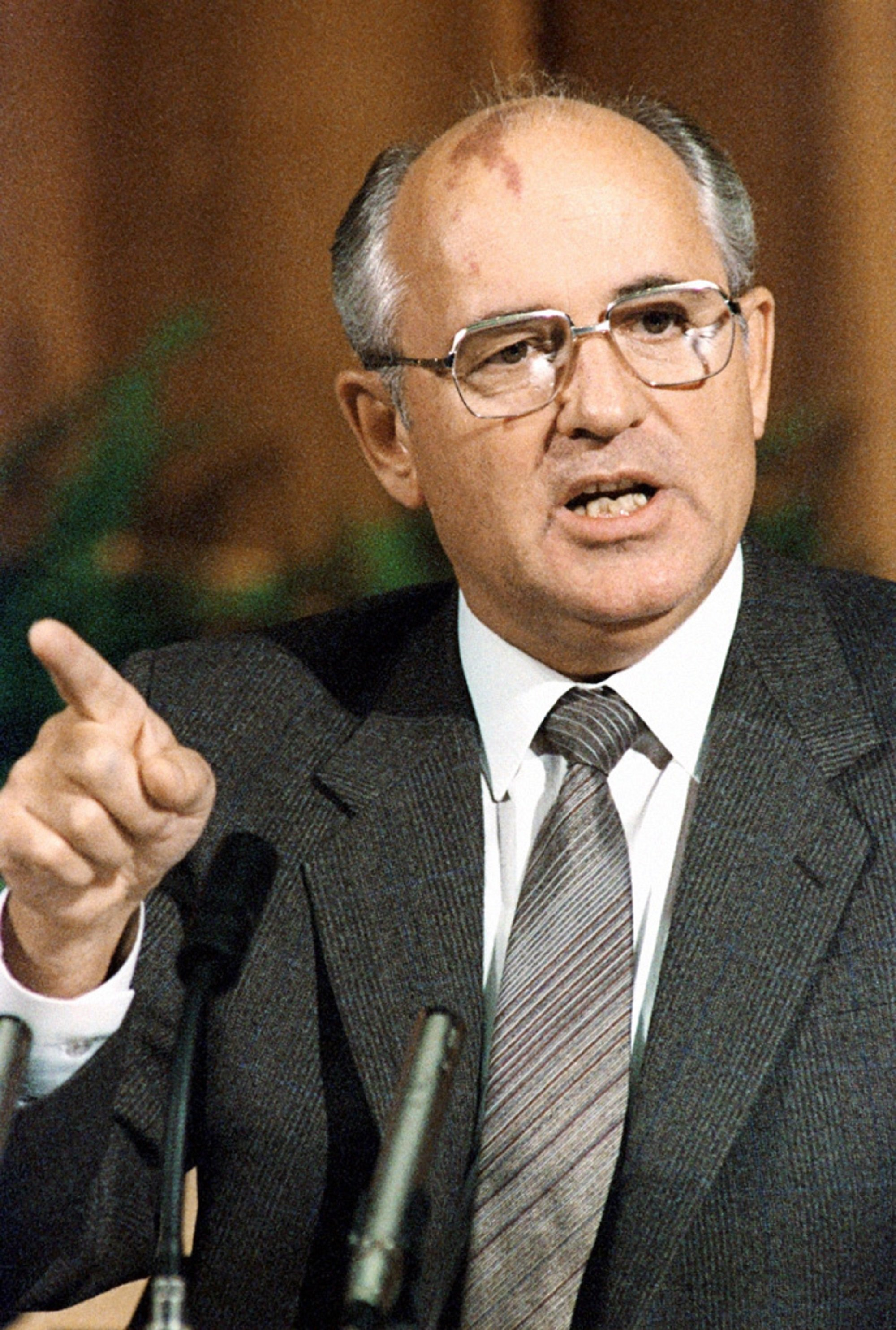
Mijail Gorbachov, artífice de la perestroika, en 1986

En materia económica se permitió la apertura de numerosos servicios privados como restaurantes o negocios al por menor. Se permitió a los agricultores poder comerciar con la totalidad de su producción en mercados privados y el control estatal de las empresas se redujo considerablemente. Paralelo a este proceso liberalizador, se redujeron notablemente los presupuestos militares, medida destinada a poner fin a la Guerra fría. Este recorte militar se comprobó en el famoso aterrizaje de Mathias Rust, un joven piloto de Alemania occidental que con su avioneta consiguió aterrizar en la Plaza Roja, burlando las fronteras y sistemas de defensa soviéticos.
Durante la perestroika se produjo el accidente de Chernobil de 1986. En este episodio se puso de manifiesto la difícil situación de la industria, la lentitud y resistencia de la burocracia soviética a informar sobre ello y la política del glasnot que hizo posible que los ciudadanos finalmente conocieran el suceso. Ese mismo año se produjo una guerra de divisas en torno a la extracción y venta de petróleo que enfrentó a la Unión Soviética contra Estados Unidos y sus aliados de Oriente Medio; países como Kuwait, Irak o Arabia Saudí elevaron su producción, privando a la URSS de una parte de sus divisas extranjeras, vitales para financiar la cada vez más costosa guerra de Afganistán. La caída de la producción en el campo Samotlor, pilar de la producción petrolera de la Unión, evitó una posible respuesta soviética, precipitando su hundimiento económico.
El fracasado golpe de Estado de agosto de 1991, obra de los sectores contrarios a las políticas de Gorbachov –sectores del ejército, el KGB y miembros conservadores del PCUS– aceleró la disolución de la Unión Soviética, que no pudo hacer frente a las nuevas políticas imperantes y al surgimiento de nacionalismos y una fuerte oposición interna.
En noviembre de 1991, fue nombrado Ministro de Economía y Finanzas en el primer gobierno de Borís Yeltsin al frente de la nueva Federación de Rusia. El ejecutivo desarrolló un programa de cambios radicales para transformar la economía planificada del país, la mayor del mundo bajo ese sistema, en una economía de mercado. Gaidar fue en el máximo responsable de esa reforma y partidario de que la transición durase el menor tiempo posible.
Para ello recomendó aplicar una "terapia de choque" basada en liberalizar el comercio exterior y los precios, recortar al máximo el gasto público, desarrollar una política de estabilización y privatizar empresas públicas. Dichas medidas entraron en vigor en enero de 1992. Las reformas provocaron una súbita hiperinflación, los ahorros de muchos rusos se perdieron por la devaluación del rublo y hubo un descenso generalizado en la calidad de vida de la sociedad, en muchos casos incapaz de adaptarse al nuevo escenario.
| Año  | PIB (USD 2011)   | Variación | Población   | PIB per cápita (USD 2011) | Variación |
| ---- | ---------------- | --------- | ----------- | ------------------------- | --------- |
| 1985 | 297.036 millones | 0,88%     | 277.812.000 | 10.692 USD                | -0,02%    |
| 1986 | 309.306 millones | 4,13%     | 280.296.000 | 11.035 USD                | 3,21%     |
| 1987 | 313.279 millones | 1,28%     | 282.718.000 | 11.081 USD                | 0,42%     |
| 1988 | 319.279 millones | 2,13%     | 285.020.000 | 11.226 USD                | 1,31%     |
| 1989 | 324.733 millones | 1,49%     | 286.462.000 | 11.336 USD                | 0,98%     |
| 1990 | 316.879 millones | -2,42%    | 288.361.000 | 10.989 USD                | -3,06%    |
| 1991 | 299.749 millones | -5,41%    | 289.949.000 | 10.338 USD                | -5,92%    |

La terapia de choque fue impopular entre la sociedad rusa y encontró oposición política. Gaidar siempre defendió la implantación y aseguró que no se podía volver a una economía planificada. Sin embargo, anteriormente el domingo 17 de marzo de 1991 se celebró un referéndum sobre el futuro de la Unión Soviética con la siguiente pregunta para los votantes:
«¿Usted considera necesaria la preservación de la Unión de Repúblicas Socialistas Soviéticas como una federación renovada de repúblicas soberanas iguales en la que serán garantizados plenamente los derechos y la libertad de un individuo de cualquier nacionalidad?»
El referéndum sobre la conservación de la URSS fue aprobado a favor por el 77’8% de los votantes en las repúblicas que participaron.
| Alternativa                          | Votos       | %    |
| ------------------------------------ | ----------- | ---- |
| A favor                              | 113,512,812 | 77.8 |
| En contra                            | 32,303,977  | 22.2 |
| Votos anulados o en blanco           | 2,757,817   | –    |
| Total                                | 148,574,606 | 100  |
| Participación de votantes registrada | 185,647,355 | 80.0 |
| Fuente: Nohlen & Stöver              |             |      |

### Salarios

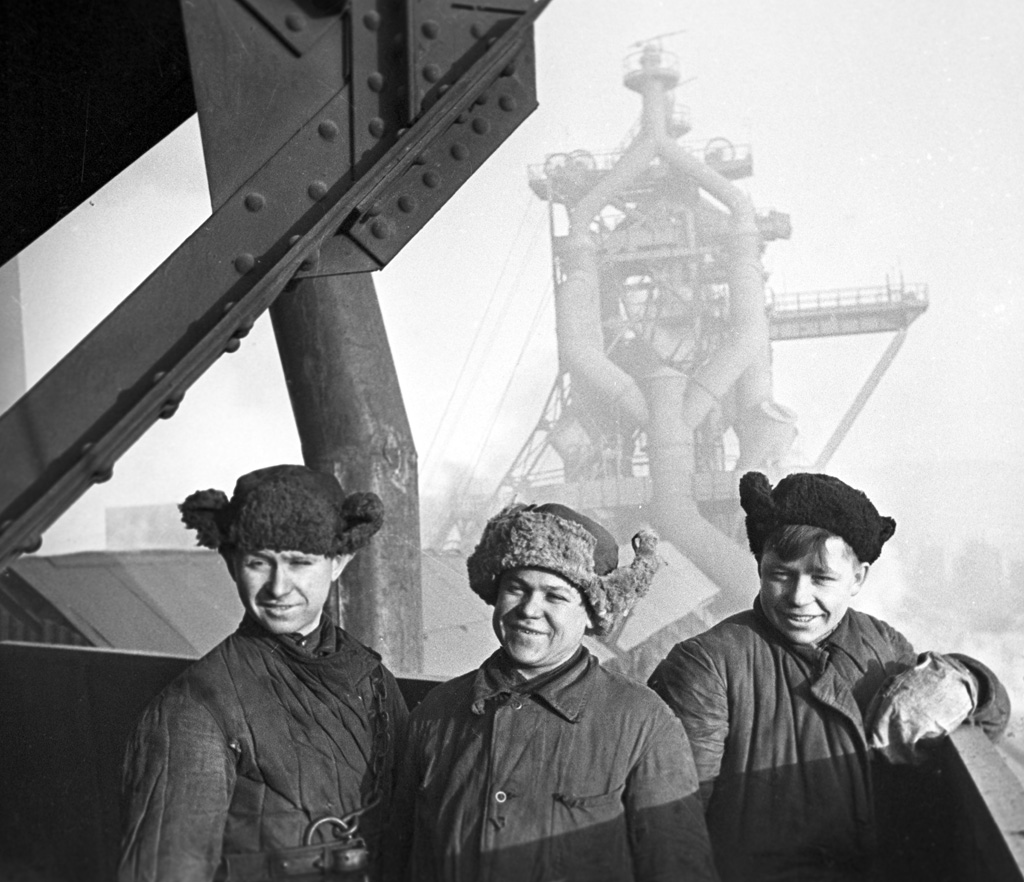
Trabajadores en el combinat metalúrgico de Magnitogorsk en 1943

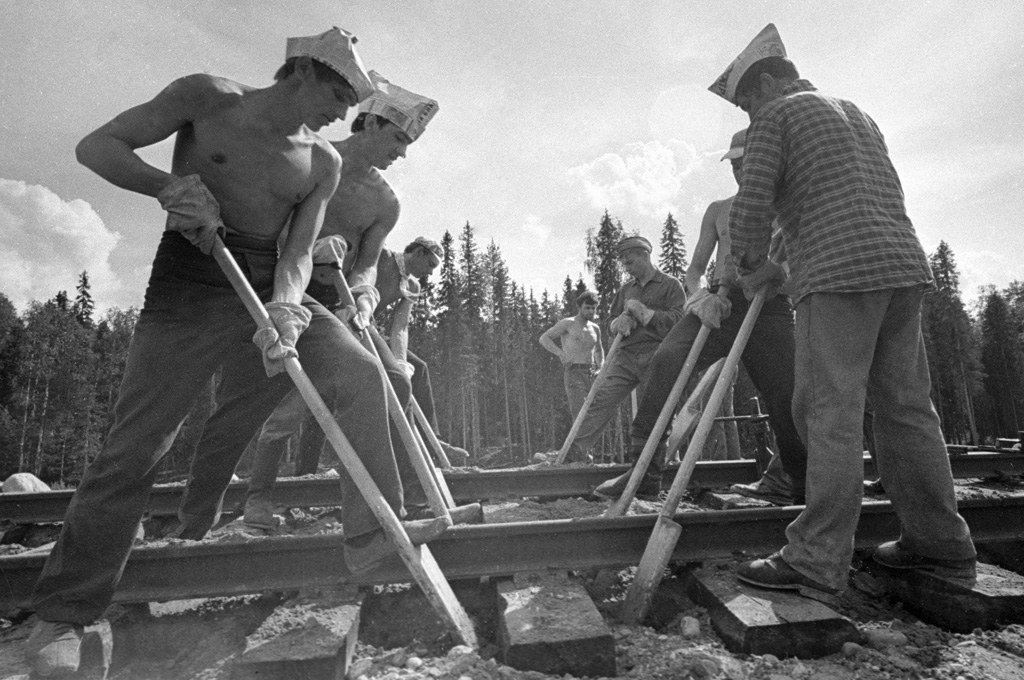
Brigada de estudiantes pertenecientes al Komsomol trabajando en la construcción del ferrocarril Archangelsk-Karpogory, 1970

La composición del salario de los trabajadores soviéticos seguía una serie de pautas: a un salario mínimo se le añadían primas por rendimiento cuando el trabajador superaba la cuota fijada ya fuera por una mayor calidad o cantidad de los productos. Estas primas estaban especialmente bien remuneradas, hasta el punto de que a un trabajador se le duplicaba el sueldo si mejoraba las previsiones un 10% y se le triplicaba si las superaba en un 20%. Como se ha dicho, se concedían primas en caso de que una parte de los productos mejoraran la calidad estipulaba. También se daban aumentos de salario por antigüedad, aumentando estos un 15% en un periodo de 5 años y un 30% en un periodo de 15 años. Al ser todo empresas estatales, en caso de obtenerse beneficios estos se repartían, en parte, entre los trabajadores.

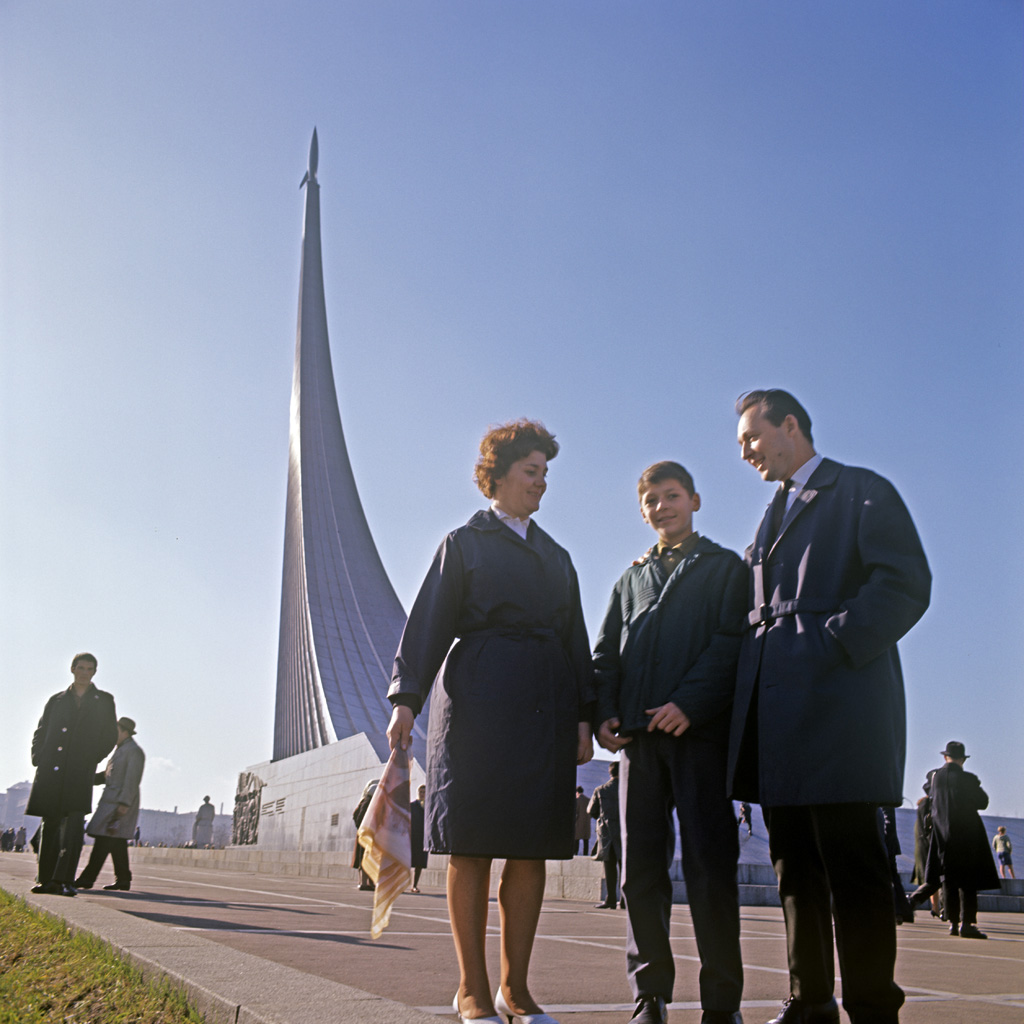
Una familia soviética frente al monumento "a los conquistadores del espacio", Moscú, 1967

Los sueldos no eran ni mucho homogéneos entre los diferentes sectores, dándose grandes variaciones dependiendo del puesto de trabajo y su cualificación. Estableciendo un índice 100 para el salario del peón peor pagado, un obrero ganaba entre 100 y 370, el contramaestre de 150 a 400, el joven ingeniero de 200 a 600, el ingeniero experimentado de 300 a 1000, el director de una pequeña empresa de 500 a 1000 y el de una gran empresa de 800 a 2000. Los científicos e ingenieros que trabajan en los laboratorios disfrutaban de buenos salarios y de la posibilidad de recibir primas por sus patentes de invención, por ello sus salarios oscilaban entre 400 y 2500; los altos funcionarios y generales por su parte podían llegar también a 2500 y algunos funcionarios privilegiados o técnicos muy sobresalientes podían llegar a un coeficiente 3000.
La mayor crecida salarial se produjo en el periodo 1928-1941, pues en el transcurso de cada plan quinquenal el salario se duplicaba. Si en 1929 el salario medio anual ascendía a 929 rublos, este pasa a 1570 en 1933, a 2900 en 1937 y se eleva hasta los 4067 de 1940. Estas cifras equivalen a cuadruplicar el salario medio en apenas una década.
Una de las razones que hizo hecho aumentar tanto los salarios es el número creciente de habitantes con una formación especializada. Así en 1941 en la escuela secundaria hay 641 000 estudiantes contra los 112 000 de 1914. Se contabilizaban 1 750 000 jefes de empresa y administrativos. 35 000 directores y administradores de empresas específicamente industriales. Se cuentan 250 000 ingenieros y arquitectos y más de 800 000 técnicos industriales en 1940. 820 000 economistas y estadistas. 580 000 presidentes de cooperativas y 19 000 directores de sovkjoses. 80 000 agrónomos y 96 000 técnicos industriales. Estas profesiones representaban en 1940 a un 7% de la mano de obra.
De esta forma, un obrero puede vivir muy dignamente con 600 rublos mensuales y bien con 900; con 1700 se tiene un nivel de vida muy confortable. Si comparamos este nivel de vida con por ejemplo el francés, en 1953 se puede comprobar que mientras un asalariado industrial francés vive un 10% mejor que el soviético en términos de renta, esto cambia en el caso de los solteros y cabezas de familia.

### Evolución entre 1921 y 1941

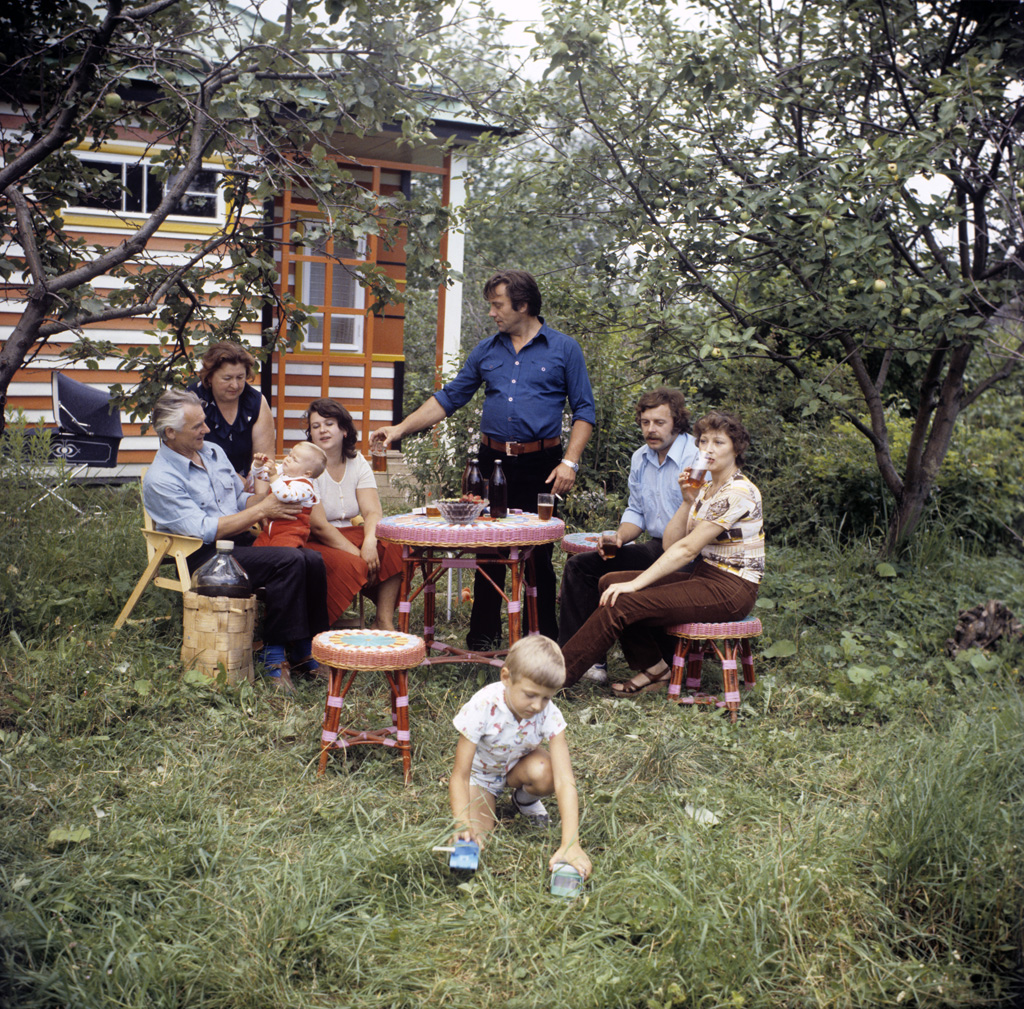
Familia obrera empleada en las industrias Krasny Khimik de Leningrado en su casa de verano en 1981

Durante este periodo, tanto la producción industrial como la renta nacional, han tenido un incremento sin precedentes, tanto, que incluso se pudo hacer frente a los grandes gastos militares. Tomando un índice 100 y comparando los salarios de entre 1921 y 1937 de algunos países, se puede comparar el progreso de los salarios de la Unión Soviética con los de otros países de primer orden: los salarios en Gran Bretaña pasan de 1090 a 1275, Alemania pasa de 675 a 741, EE. UU, tras la Gran Depresión, retrocede de un índice 1557 en 1921 a 1485 en 1937, otros como Francia pasan de 729 a 641, mientras, la URSS avanza de 117 a 379. A pesar de este enorme progreso la Unión está aún lejos de alcanzar a sus competidores en 1940. Si el fin del socialismo es asegurar la máxima satisfacción de las necesidades culturales y materiales cada vez mayores de la población, puede decirse que este objetivo solo se ha cumplido parcialmente en 1940. Las amenazas exteriores, el aumento de la población y la divergencia creciente entre salarios, hicieron imposible el reparto equitativo de la riqueza.

### Evolución entre 1947 y 1970

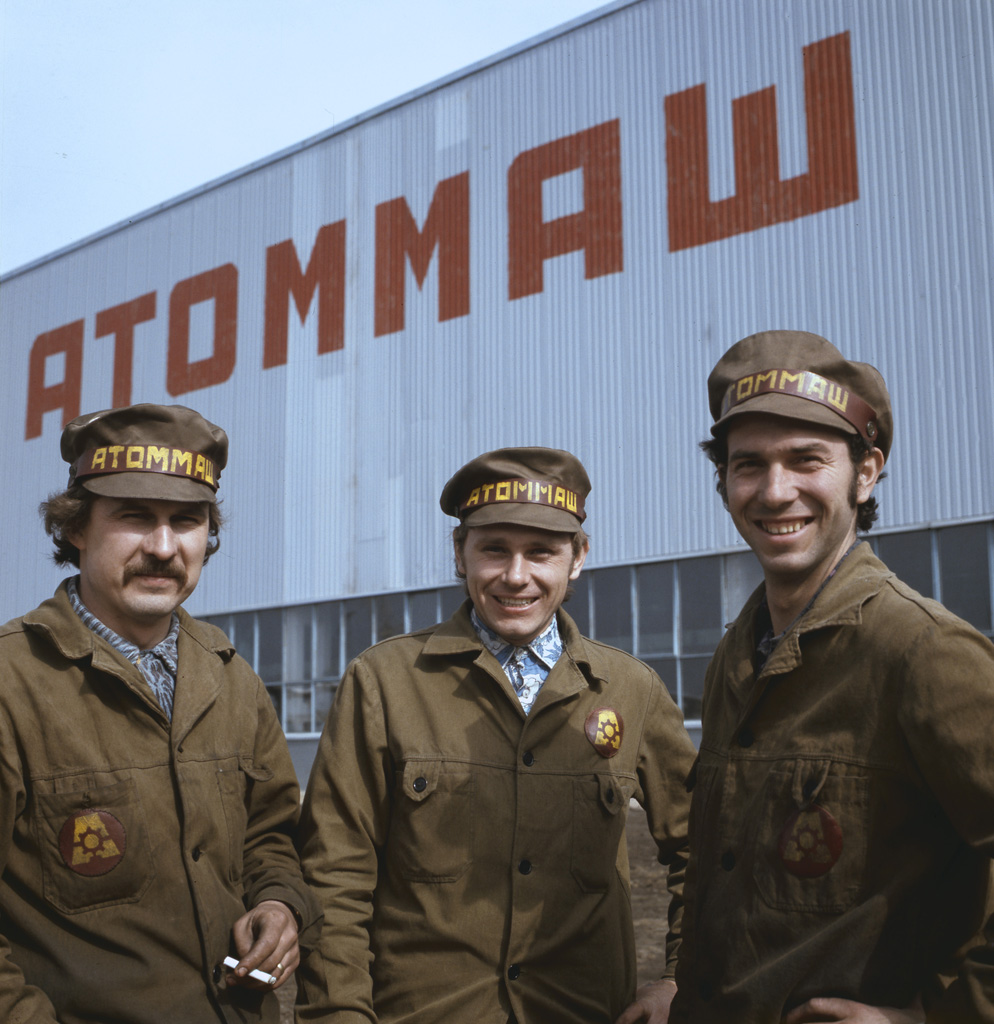
Constructores del Atommash, 1977

El racionamiento alimenticio y económico que comenzó en 1941, finaliza en 1947. En ese momento se impone una dura reforma monetaria, que tambalea los precios de los productos de consumo. Estos bienes han descendido en un 60% a causa de la guerra debido a la prioridad de algunas industrias (armamento, bienes de dotación, etc) aunque no tardará en recuperar el nivel de antes de la guerra. Los salarios han mejorado por la extensión de los salarios colectivizados. Una ley de 1944 concede un subsidio y una prima de nacimiento a partir del tercer hijo y en 1947 se instituyen subsidios para las madres solteras. Los salarios reales aumentaron de un 10 a un 20%, subidas que duplican el salario de los trabajadores soviéticos entre 1947 y 1953 —lo que se traduce en un aumento del poder adquisitivo real de un 78% para el peón y el obrero y un 50-55% para ingenieros y campesinos.
En 1965 la población urbana es de más de 100 millones de individuos, un 55% del total. Se contabilizan un total de 75 millones de obreros industriales y 11 millones de estudiantes han cursado estudios superiores —2 en 1940—. Se contabilizan 6 millones de profesores, 2,5 millones de científicos e investigadores, 4 millones de sanitarios y 1,8 millones de funcionarios. En total las personas de media-alta cualificación en 1965 son más de 25 millones de personas, lo que representa el 22% de la población activa, formando una auténtica intelligentsia.
Para no saturar los puestos de trabajo de alta cualificación Kruschev aplica nuevas medidas, entre las que se incluye la obligación para un estudiante de trabajar durante 2 años en un trabajo manual a fin de poder cursar estudios superiores. Esta solución se muestra mediocremente eficaz.

## ¿Fue el sistema económico de la Unión Soviética competitivo con los demás países?[14]
Si. La Unión Soviética inició su historia siendo uno de los países más pobres del mundo, y bajo su sistema basándose en la masiva industrialización en diversos rubros e investigación científica, tardó 54 años (1922-1976) en pasar de un PIB per cápita de $974 USD (Precios 2011) a superar la barrera de los $10.000 USD. En esos años pasaron cosas como la Segunda Guerra Mundial y la tarea de construir un nuevo sistema productivo, político y socioeconómico desde cero. 
Tomando lo anterior en cuenta, no se puede comparar la historia económica de Estados Unidos con la de la URSS, porque en el año 1922, EEUU ya era un país con un sistema establecido y ya era diez veces más grande en términos de PIB per cápita que la URSS.
Tomando esta base en cuenta, cuatro países en el siglo XX han estado en la situación de inicio de la URSS. Taiwán (1950), Alemania (1946), Japón (1946) y Corea del Sur (1953), pero el desarrollo posterior de Alemania, no es comparable a la URSS, por el Plan Marshall.

## Organización empresarial

Certificado de calidad estatal a productos de consumo, instaurado en 1967

La organización empresarial se basaba en un principio común:

A cada aumento de la producción, debe corresponder un incremento proporcional en el volumen de los salarios.

Las empresas, aunque propiedad del Estado, poseen su propio plan técnico y financiero, por lo que gozan de gran independencia. Poseen autonomía total en contabilidad, en la selección de proveedores y clientes, además de disponer de fondos, cuentas bancarias propias y la posibilidad de hacer operaciones de clearing entre ellas. Cada empresa debe asegurar rentabilidad sin recurrir a subvenciones estatales. A su vez la empresa posee un director, nombrado por los trabajadores, responsable de la actividad productiva. El Código Penal era muy estricto, contemplando graves penas para aquellos directores acusados de sabotaje o contrarrevolución, además de castigarse la negligencia y la producción de objetos de mala calidad.
Las empresas pueden obtener créditos a corto plazo del Banco del Estado (Gosbank) y a largo plazo para grandes obras y otras operaciones de los bancos especiales: el Prombank, Banco de la Industria, el Selkhozbank o Banco Agrícola y el Vsekobank o Banco del Comercio; también existía un banco especializado en la concesión de créditos para obras públicas. Con los beneficios obtenidos, las empresas pagaban las materias primas, la energía suministrada, impuestos, salarios y la cotización en seguros sociales, ya que son las empresas y no los trabajadores los que cotizan. La financiación de la economía no proviene del ahorro privado, sino del ahorro colectivo ya que más de la mitad del presupuesto se destina a este fin.

## Organización comercial

Mapa de los estado miembro de la Comecon en noviembre de 1986.
Miembros
Miembros que no han participado
Asociados
Observadores

El sistema comercial soviético era planificado y se caracterizaba por la total eliminación del capital privado y comercial. El comercio se hallaba en manos del Estado o las cooperativas. A pesar de esto, tanto el Estado como empresas industriales o cooperativas tenían total libertad de comprar y vender productos, pudiendo estos negocios motivar beneficios o pérdidas. Además, se pagaban impuestos sobre el volumen de negocio.
En el comercio estatal los precios de venta fijados por los planes eran de obligado cumplimiento entre las empresas vendedoras y compradoras. Los precios eran fijados a partir de varios elementos: precio de coste, impuestos, intereses, suplementos y fondos. Al no existir las empresas privadas no existían gastos derivados de la publicidad, y el número de empleados era más reducido. Con la reducción de empleados por la supresión de sectores solo propios de empresas privadas y la fijación de precios al por mayor se reducían numerosos costes, aumentando el beneficio.
El abastecimiento de una región determinada quedaba asegurado por un torg, dotado a menudo de independencia financiera, que distribuía los productos mediante las sucursales dispersas por la región. Existían además grandes almacenes y almacenes de alimentación, que formaban una red de organismos del Estado.

### Comercio exterior
El comercio exterior estaba totalmente nacionalizado y no permitía la más mínima iniciativa privada. El Ministerio de Comercio Exterior elaboraba los planes de exportación e importación e inspeccionaba la actividad de los servicios centrales, organismos especializados en la exportación de determinados productos o artículos. Con Asia y Oriente Medio existían condiciones especiales, menos restringidas, que permitían que cada república soviética obtuviera sus propios servicios. Los organismos soviéticos estaban permanentemente representados en el extranjero por comisionarios, cuyas operaciones estaban facilitadas por la banca estatal o por el banco del comercio extranjero.

## Límites de la propiedad privada
Radicalmente contraria a la concepción de propiedad típicamente occidental o capitalista, la Unión Soviética desarrolló su propio sistema sobre el reparto de bienes.
Durante el periodo soviético los medios de producción, tierra, bosques, minas o bancos fueron propiedad del Estado, a lo que se llamó propiedad colectiva. Esta primera propiedad tenía por objetivo, según la concepción soviética, impedir el aprovechamiento y el lucro del trabajo ajeno. En contra parte a esta propiedad colectiva, la propiedad privada de cada individuo se limitaba a productos de consumo. Esta propiedad personal, según términos soviéticos, incluía sólo aquellos bienes que sirvan para satisfacer las necesidades familiares o individuales.
Aunque muy limitados, los ciudadanos si tenían derecho a la utilización del beneficio del trabajo, tener ahorros, heredar los objetos de uso personal como automóviles, televisiones e incluso regentar un pequeño negocio minorista siempre y cuando no se empleara a ningún trabajador ni el regente se aprovechara de un trabajo de terceras personas.
Las sucesivas constituciones alterarían sensiblemente la denominación oficial de propiedad colectiva y propiedad personal.

## Urbanización del país

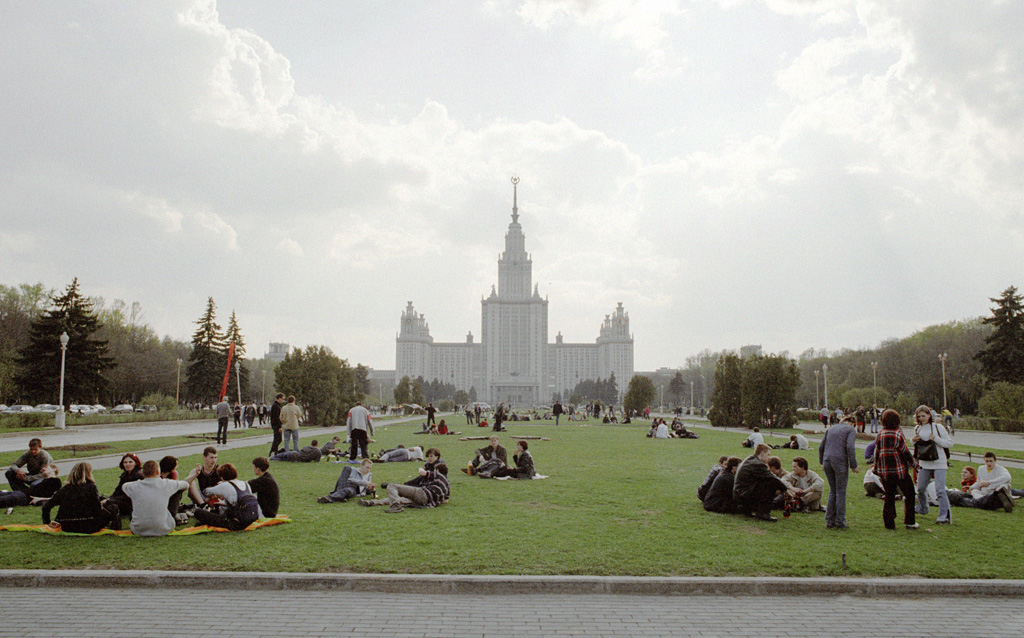
Campus de la Universidad Estatal de Moscú en 2002. El edificio del fondo fue construido en 1953 y está considerado uno de los rascacielos de Stalin

Con la modernización del país, la Unión Soviética llegó a la situación en la que desde hacía casi un siglo se encontraba Europa occidental: el crecimiento de la población favorece exclusivamente a las ciudades, a la vez que se va produciendo un gradual éxodo del campo a la ciudad. Moscú aumenta durante los primeros planes quinquenales su población en 2 millones de individuos, llegando a los 4 137 000 en 1939, mientras su metrópolis se incrementa en un 74%. En 1960 la segunda ciudad en importancia, Leningrado, supera los 3,2 millones de habitantes.
Entre 1930 y 1960, es cuando se produce un mayor incremento de la población en general. Los grandes centros industriales de Ucrania, productores de hierro y carbón, que incluye las ciudades de Járkov y Dniepropetrovsk reciben a más de 2 millones de personas.
Todas las ciudades se ven muy favorecidas de este auge urbanístico, dándose casos de crecimiento excepcional. Así, Mariúpol salta de 63 000 habitantes en 1940 a 220 000 en 1960, otras como Makéyevka cuadruplican su población en solo diez años. En la década de 1930 el distrito de Stálino (actual Donetsk) duplica su población y 12 de sus ciudades también duplican su población.
Otras grandes ciudades reciben a millones de personas. Járkov pasa de 400 000 habitantes en 1930 a 800 000 en 1959, Rostov pasa de 318 000 a 630 000 y la ciudad costera de Múrmansk salta de 8000 a 100 000 habitantes.

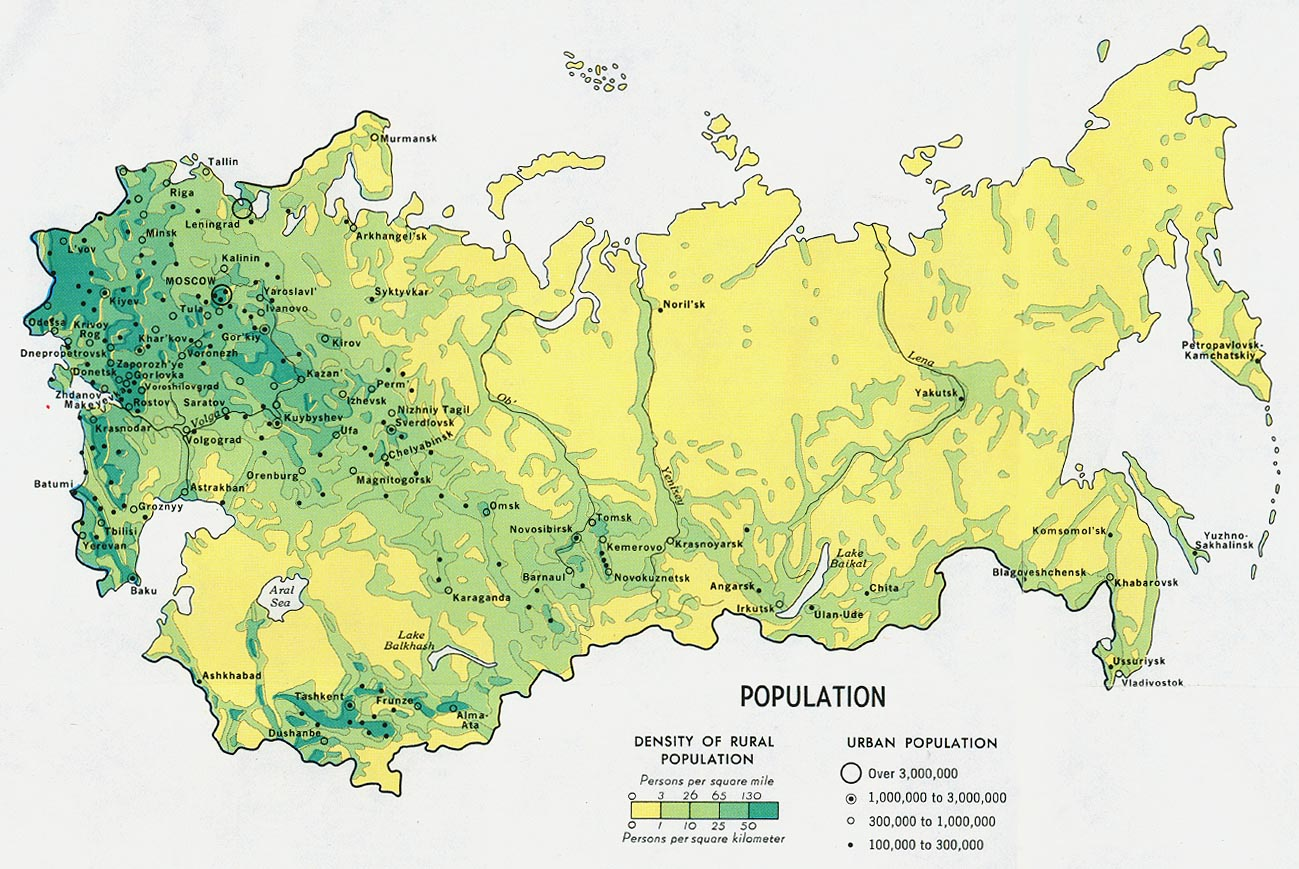
Distribución de la población de la Unión en 1974

Járkov pasa en treinta años de una población de 250 000 a 930 000. Bakú pasa de 453 300 en 1930 a 591 000 habitantes en 1960 y Volgogrado en ese mismo periodo pasa de 151 000 a 591 000.
El aumento de la población urbana está ligado claramente al crecimiento industrial, como atestigua el crecimiento de las ciudades de las repúblicas soviéticas asiáticas. Alma Atá salta entre 1925 y 1960 de 45 000 a 455 000 habitantes y Karagandá, una ciudad de nueva fundación, pasa en menos de veinte años de 0 a 398 000 habitantes en 1960 y su cuenca minera se convierte en una de las principales productoras de carbón de la Unión.
En 1960, cuatro ciudades soviéticas han sobrepasado el millón de habitantes y otras cuatro estaban muy cerca. En las periferias del país otras ciudades como Jabárovsk y Chitá cuentan con 300 000 habitantes en 1960.
Las antiguas ciudades han cambiado su aspecto, pues han perdido una de sus primordiales misiones, su función de mercado a causa de la desaparición del comercio privado. Sus alrededores se industrializan y nacen cercanas a ellas pequeñas ciudades-satélite. En cuanto a estas nuevas ciudades, suelen ser ciudades-fábrica cuyos ciudadanos se dedican íntegramente al trabajo en las industrias.
Las ciudades se engrandecen por la construcción de muchos edificios de interés público: escuelas, centros de salud, hospitales y maternidades o campos de deporte.

## Situación previa al colapso de la URSS
A continuación se detallan los índices básicos de la economía soviética en sus últimos años de existencia.

### Sector primario

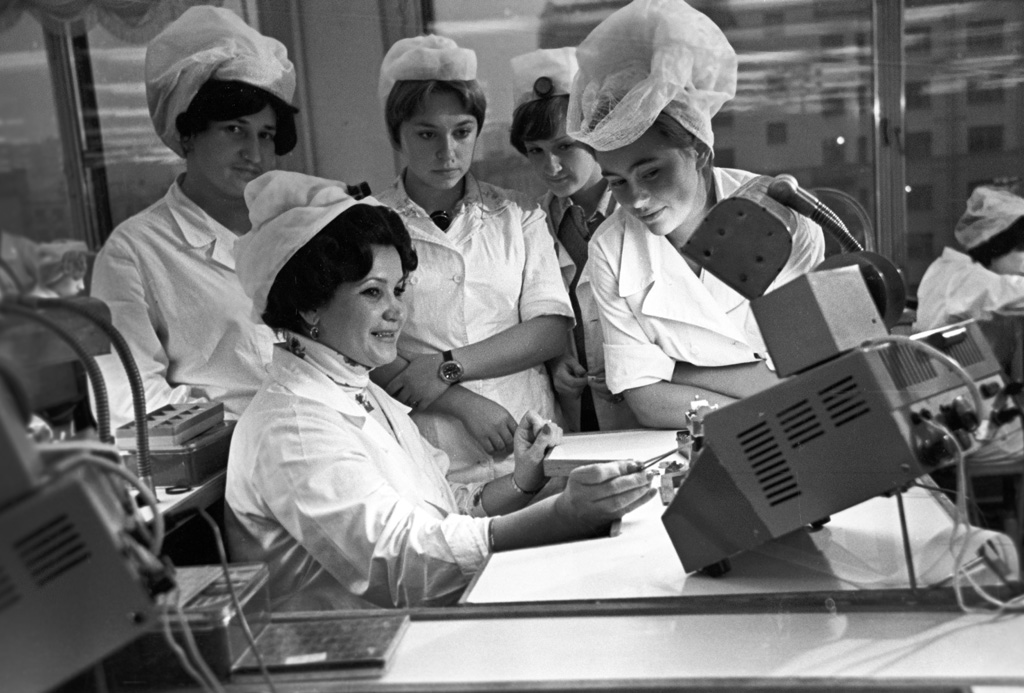
Imagen de algunas empleadas de la fábrica de relojes Slava, entre ellas, sentada, se encuentra T.Sizova, ganadora del Premio Estatal al trabajo

La agricultura y la ganadería, destacando la agricultura, siempre fue uno de los apartados más preocupantes de la economía soviética a pesar de emplear a cerca de una quinta parte de la población y tener un producción muy elevada.
La producción agrícola, si la comparamos con la industria, siempre tuvo una gran desventaja que consistía en su baja productividad —a pesar de estar totalmente mecanizada— y en la dependencia de las condiciones climáticas, a pesar de las elevadísimas inversiones realizadas. La producción agrícola incluso se redujo en algunos cultivos, como el trigo que tuvo un descenso sostenido desde la década de los 70, teniendo que recurrir a la importación.
A pesar de los problemas, los datos de producción de 1990 situaban a la Unión como uno de los mayores productores mundiales en casi todos los ámbitos agrícolas y ganaderos. La Unión Soviética era la primera productora mundial de cebada con 70 millones de toneladas, centeno —15 millones—, avena —15—, lino —0,5 entre semilla y fibra—, soja —0,5— y remolacha azucarera con 60 millones. También era el tercer productor mundial en producción de algodón con 2,7 millones de toneladas y en producción de trigo —entre 88 y 110—.
En cuanto a la ganadería la URSS era la primera productora mundial de carne y productos lácteos. Segundo productor de lana lavada con un monto de 272 millones. Si se incluyen todos los tipos de ganado, las cabezas de ganado en 1990 ascendían a los 311 millones entre las que destacaba las cabañas bovinas, ovinas y porcinas. La avicultura también era importante, así como la cría de gusanos o apicultura que reportaba anualmente una producción de cerca de 4000 millones de toneladas de seda. A pesar de estas cifras y su constante empeño de modernización, era un sector muy problemático.

### Pesca y recursos forestales

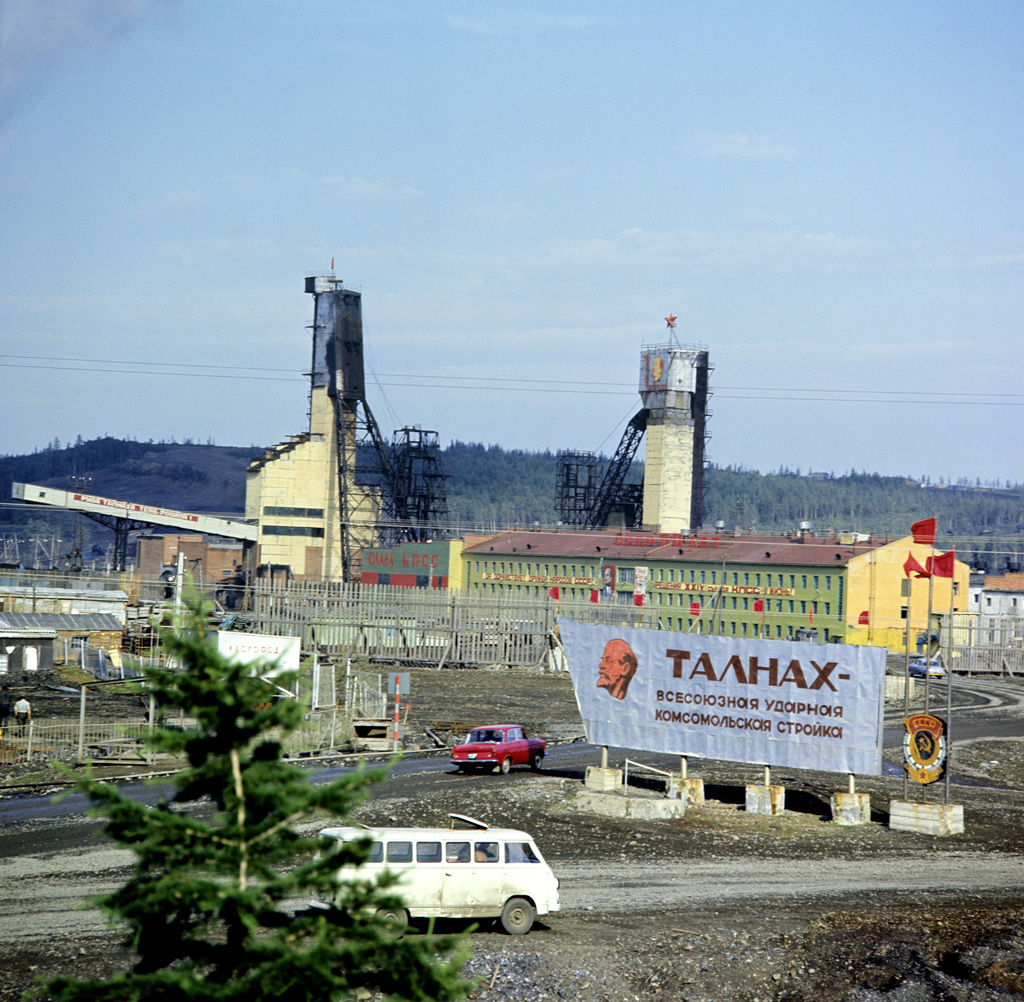
Yacimiento minero en Talnakh, RSFS de Rusia, en 1974

En 1990 se capturaron 9,5 millones de toneladas de pescado, cantidad solo superada por Japón. La Unión poseía una formidable flota donde la mayoría de estos buques eran barcos-factoría o barcos-congeladores.
Sus recursos forestales eran enormes: casi el 40% del territorio poseía este recurso, produciendo 356 millones de metros cúbicos, lo que permitía el desarrollo de una gran industria, elaborándose anualmente 185 000 toneladas de pasta para la producción de papel. Los mayores complejos de la industria maderera se concentraban en lugares como Arjánguelsk o Dvina, esta última dedicada a la industria de la celulosa.

### Recursos mineros y energía
Sus extraordinarios recursos energéticos le permitieron desarrollar una gran industria energética. En 1991 el potencial hidroeléctrico estaba siendo aprovechado al 100%. Su gran desarrollo en materia energética y cantidad de recursos mineros le habrían asegurado a la URSS un próspero futuro en materia energética. La red de gaseoductos y oleoductos, pilar del abastecimiento de las ciudades industriales entre el Volga y Moscú, sumaban 112 000 y 69 000 kilómetros respectivamente. La industria petroquímica era una de las industrias punteras de la industria soviética. El país era el mayor productor mundial de petróleo —12 millones de barriles diarios—, gas natural —500 millones de toneladas anuales—, carbón —718 millones—, hierro y níquel y el segundo en cobre, cinc, plomo y cromo. También poseía el 50% de las reservas probadas de carbón, 1/3 de ellas ubicada en la cuenca minera de Krivói Rog y obtenía anualmente 258 000 kg de oro y 1 430 000 de plata.
Las industrias extractivas también obtenían cantidades aceptables de wolframio, uranio, platino, bauxita, fosfatos o sales potásicas.

### Comunicaciones

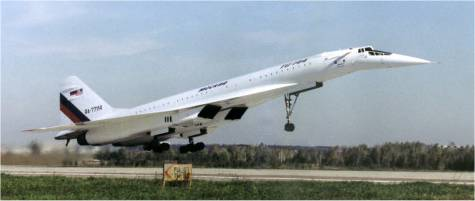
El Tupolev Tu-144 fue el primer avión supersónico comercial de la historia, operado por la compañía Aeroflot

Al contrario que el resto de países desarrollados, las comunicaciones y el transporte soviético recaían en gran medida sobre los ferrocarriles. Sus líneas totalizaban 140 000 kilómetros, 10 000 correspondientes al transiberiano, ampliado en 1984 con una nueva línea. Las líneas electrificadas totalizaban unos 40 000 kilómetros. En cuanto a las carreteras, estas se extendían a lo largo de un millón y medio de kilómetros, de los que aproximadamente un millón estaban asfaltados y pavimentados. Se estima que en 1990 había unos 16 millones de automóviles en el país, una cifra muy reducida teniendo en cuenta que la población sobrepasaba los 290 millones.
Los canales construidos medio siglo atrás hacían de la navegación una importante forma de comunicación, sobre todo para el transporte de mercancías. El mayor desarrollo en este ámbito en los últimos años lo protagonizaron las líneas aéreas encabezadas por la empresa estatal Aeroflot, la mayor compañía aérea del mundo y una de las más modernas en 1991.

### Industria pesada y eléctrica

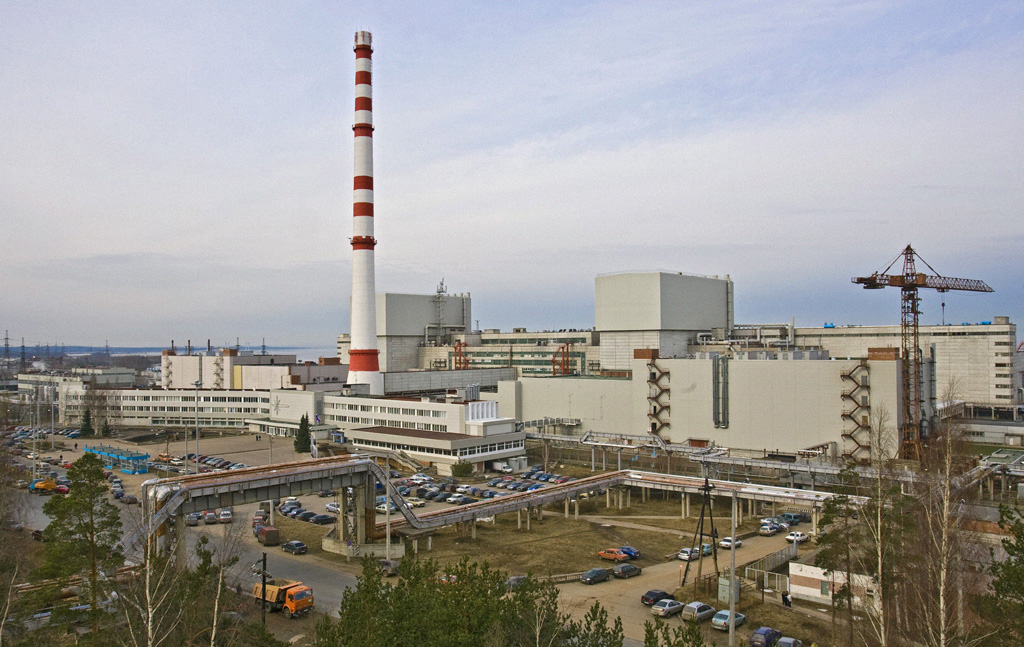
Central nuclear de Leningrado construida en 1973 y siendo ampliada hasta 1981

La industria soviética, construida sobre potentes industrias pesadas, destacaba por su enorme capacidad de producción y diversificación.
La fuerza de la industria descansaba sobre unos recursos casi interminables explotados principalmente en 5 cuencas mineras: el Donbás, el Kuzbás en Siberia occidental, la cuenca ucraniana del Dniéper, la siberiana entre Krasnoyarsk e Irkutsk y la de Karagandá en Asia Central. Otro polo se encontraba en los Urales, de donde se extraían numerosos minerales.
La metalurgia, muy diversificada, estaba situada a la cabeza mundial y se localizaba en numerosas ciudades surgidas en torno a las cuencas mineras. Otro polo de riqueza se encontraba en torno al Volga, donde se descubrieron grandes reservas de petróleo que le valieron el sobrenombre de Tercer Bakú. Las repúblicas occidentales poseían tanto industrias madereras o textiles como las más avanzadas fábricas de ordenadores, telefonía y óptica. En Leningrado y Sebastopol se encontraban los mayores astilleros y Moscú, Gorki y Minsk aglutinaban las mayores factorías automovilísticas.
La industria ligera, retrasada y menor dotada en personal capacitado y calidad de productos, se encontraba en la región industrial de Leningrado, las capitales bálticas, centros ucranianos como Kiev o Rostov y en el Asia Central (Taskent). Pero el gran centro industrial se encontraba en la región central en torno a Moscú donde se concentraba 1/3 de la producción de bienes de consumo; la ciudad también tenía fábricas químicas, constructoras mecánicas y plantas de semitransformación.

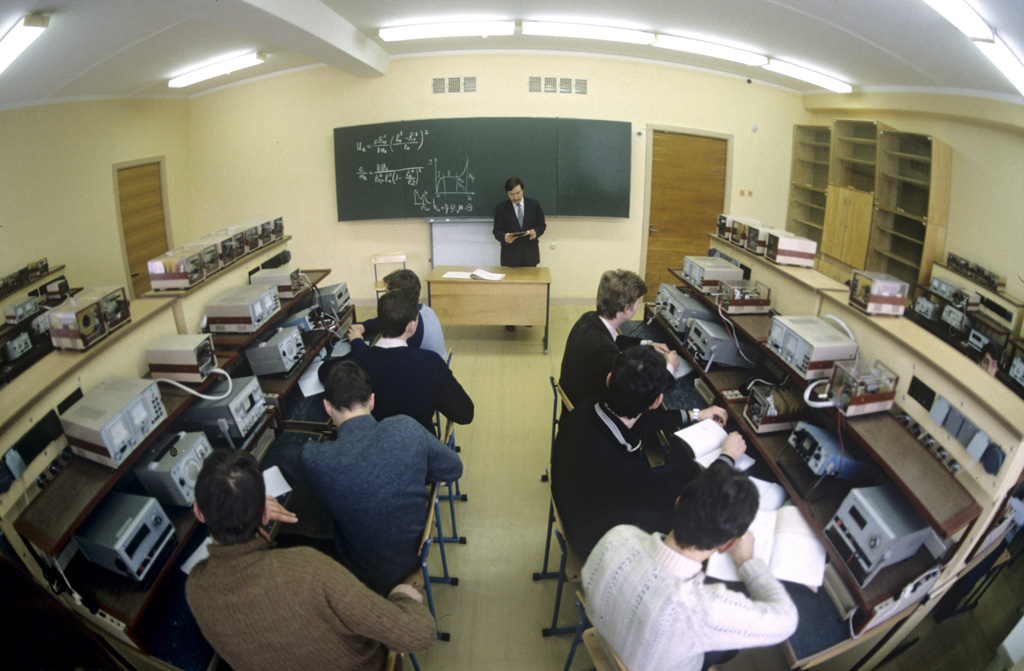
Estudiantes del Instituto de Energía Nuclear de Óbninsk, 1980

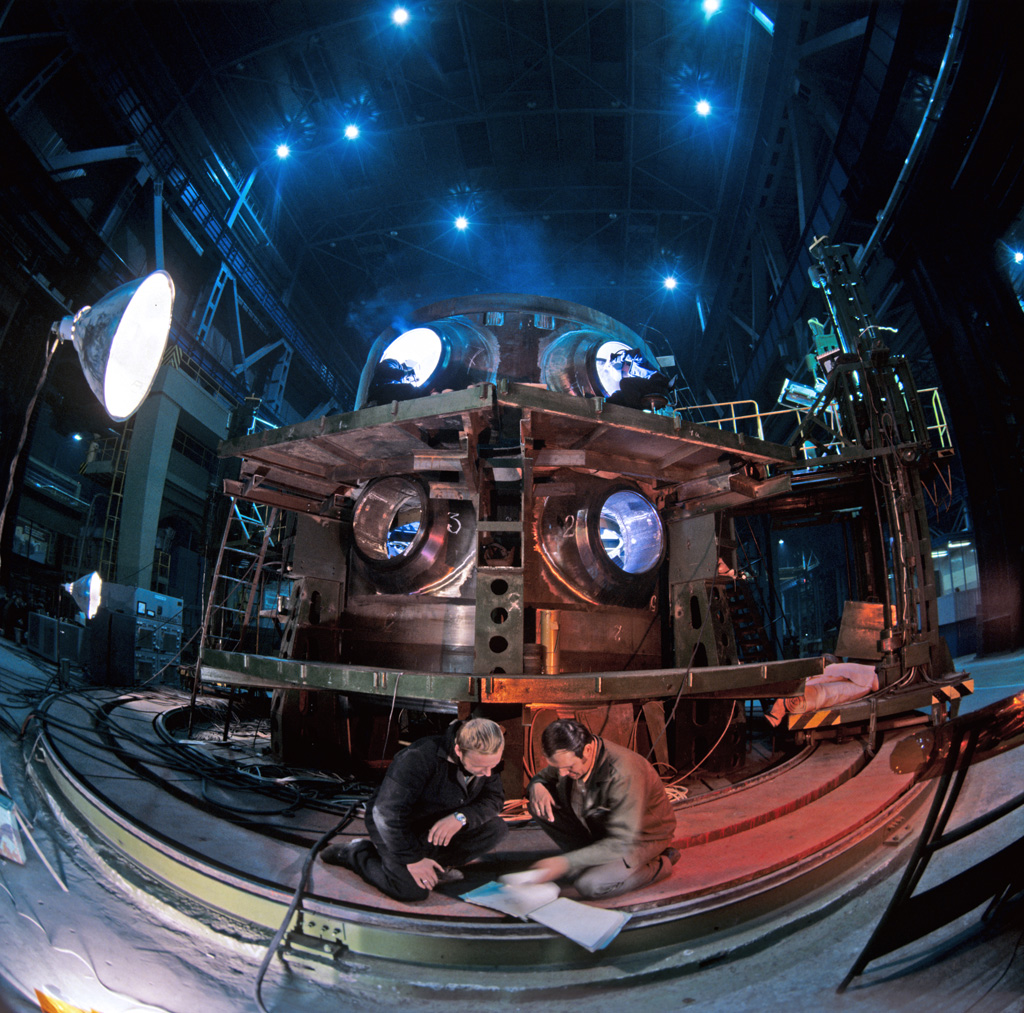
Construcción de la vasija de contención de un reactor nuclear en el óblast de Rostov, 1982

En materia energética, además de las ya conocidas colosales centrales hidroeléctricas repartidas a lo largo de toda la geografía, en las últimas dos décadas se llevó a cabo un ambicioso plan centrado en el desarrollo de centrales nucleares y termoeléctricas. En 1990 las centrales nucleares soviéticas producían 60 000 millones de kWh y las termoeléctricas 35 000 sobre una potencia de 1 250 000 millones de kWh.
En producción industrial la Unión ocupaba el primer puesto mundial en producción de acero con 147 millones de toneladas, aluminio y fundición. En el momento de su disolución la tecnología nuclear, espacial y aeronáutica se encontraban en pleno auge. En 1991, la URSS estaba en los primeros puestos mundiales en la fabricación de productos manufacturados como: maquinaria agrícola, utillaje industrial, material eléctrico y ferroviario, herramientas, productos químicos, construcciones navales o aeronáuticas. Anualmente salían de las fábricas soviéticas 559 000 tractores, más que en ningún otro país, 1 300 000 automóviles, 873 000 vehículos comerciales, 250 000 camiones y 1 100 000 motocicletas.
La URSS, en otras manufacturas como el cemento o los hilados de lana y algodón, también ocupaba el primer lugar en el mundo con una producción de 124, 0,45 y 1,6 millones de toneladas respectivamente.

### Servicios públicos y nivel de vida

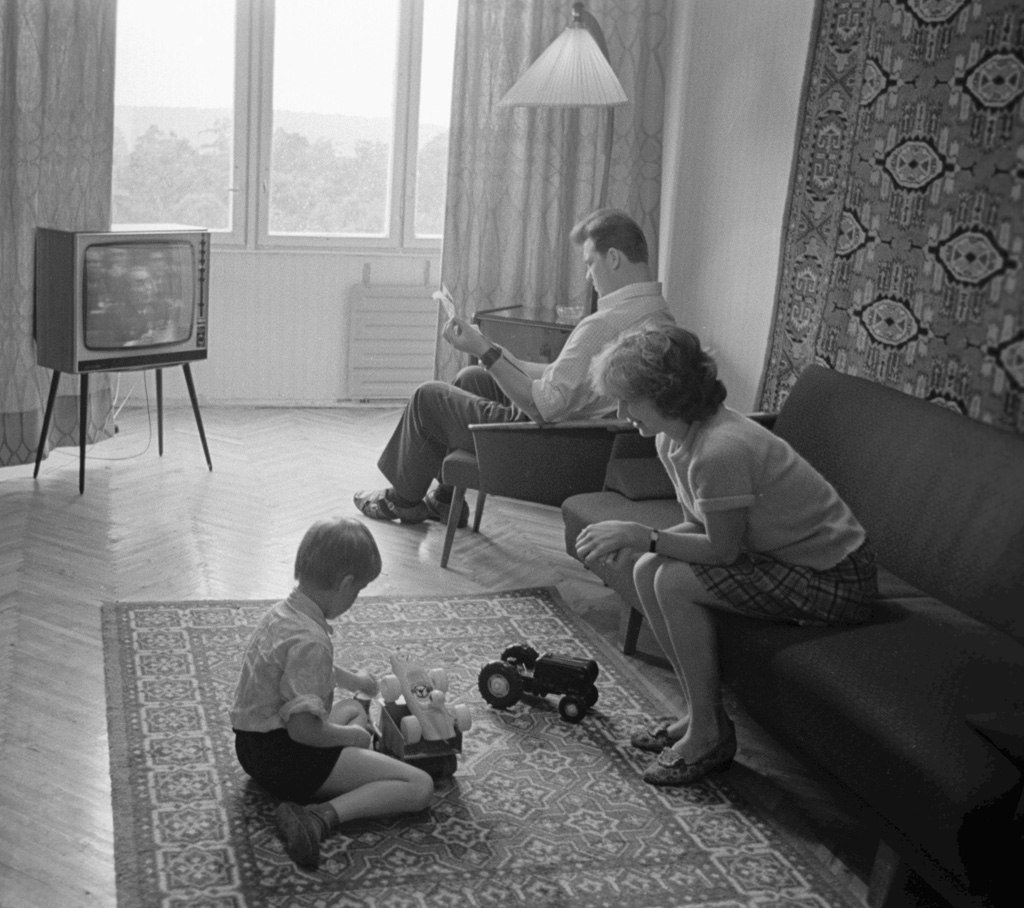
Familia obrera en un típico apartamento en Kiev, 1976

A los ciudadanos soviéticos les amparaban numerosos derechos sociales auspiciados por las diversas constituciones vigentes en la Unión Soviética. Dependiendo de la república el salario mínimo era de entre 70 y 80 rublos, unos 105-120 dólares estadounidenses al cambio de 1990, aunque la media salarial de un trabajador rondaba los 300 rublos —450 dólares—. A pesar de estos sueldos relativamente bajos, los ciudadanos soviéticos poseían un nivel de vida muy aceptable, aunque menor al de los países occidentales. En la Unión prácticamente todos los alimentos y productos básicos estaban subvencionados por el Estado. Por ejemplo, con un rublo —un rublo = 100 kopeks— un ciudadano podía realizar hasta 20 viajes en transporte público, pagar un menú del día en el trabajo o hacer 50 llamadas desde un teléfono público. Una familia media soviética podía disfrutar de unas vacaciones en las costas ucranianas —típico destino veraniego en la URSS— por entre 200 y 300 rublos.
Los ciudadanos soviéticos tenían derecho a una vivienda digna. Al ser el suelo propiedad del Estado, todas las construcciones corrían a su cargo y eran de su propiedad. Los soviéticos no podían adquirir una vivienda en propiedad por lo que para obtenerla el Estado se la alquilaba por un precio simbólico. El alquiler de un apartamento para 4 personas (con otros gastos ya incluidos) rondaba los 28 rublos mensuales. Con estos métodos de alquiler y subvención, la falta de techo o la pobreza fueron elementos casi inexistentes en la Unión Soviética. En sus últimos años de existencia se produjo un serio desabastecimiento crónico de bienes de consumo y algunos productos básicos que mostró las grandes deficiencias que la industria ligera soviética había ido siempre arrastrando.
La educación, servicio público esencial, era totalmente gratuita y universal en todas sus etapas salvo en la educación infantil, donde las familias debían pagar un 20% de los gastos. La alfabetización de la población rozaba prácticamente el 100% desde 1940. La educación soviética más que en los estudios superiores, se centraba en la enseñanza de una formación profesional, pues solo el 20% de los estudiantes lograban acceder a la educación superior. A pesar de su universalidad la tasa de estudiantes era relativamente baja en comparación con los países occidentales.
La Unión Soviética fue pionera en la instauración de un sistema sanitario gratuito y universal. En 1990 su sistema sanitario aún estaba considerado uno de los mejores del mundo, aunque este era muy ineficiente. La constitución soviética de 1977 consagró el derecho de todos los habitantes del país a ser atendidos en cualquier centro de salud y hospital del país de manera gratuita. En este campo, la Unión destacó por ser el principal país promotor de la llamada Conferencia Internacional sobre Atención Primaria de Salud de Alma-Ata, organizada por la ONU y la OMS y celebrada en suelo soviético. En ella los países miembros aceptaron por unanimidad la responsabilidad gubernamental para garantizar el cuidado y la atención sanitaria a los ciudadanos.

### Turismo
Un sector que en el momento de la disolución del país crecía progresivamente era el turismo. A pesar de tener unas normas de entrada y salida más restringidas que en los países occidentales la URSS recibía anualmente a entre 3 y 4 millones de visitantes.

## Males y deficiencias

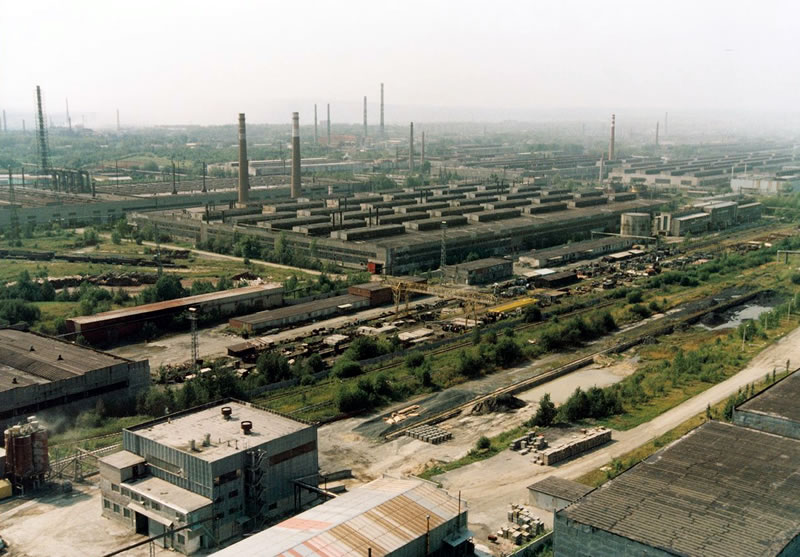
Antigua industria soviética

Entre finales de la década de 1980 y principios del decenio de 1990 existían indicios preocupantes en la marcha de la economía soviética:
- El abastecimiento energético básico de la Unión atravesaba graves dificultades.[158]
- La producción siderúrgica y petrolera se estancó en el período 1980-1984.[159]
- Las plantas de generación y las líneas de transmisión estaban anticuadas y faltas de mantenimiento, como atestiguan las frecuentes averías o apagones.
- En el sector agrícola, la producción de cereales —adaptada a las condiciones climatológicas— no registró alza alguna con respecto a la década anterior, pese a las grandes inversiones realizadas.[160] Así, un país históricamente exportador agrícola como la Unión Soviética, tuvo que recurrir a la importación de cereales para satisfacer sus necesidades alimenticias desde 1971, a pesar de copar las primeras posiciones mundiales en producción agrícola.
- La productividad agrícola era increíblemente baja a pesar de su alto grado de mecanización, pues el rendimiento por hectárea era unas 7 veces menor que el registrado en el campo estadounidense.[161]
- Dos tercios del equipo de procesamiento agrícola utilizado en la década de 1980 estaba anticuado, pues buena parte del mismo procedía de los decenios de 1950 y 1960.[162]
- Entre el 20% y el 50% de las cosechas de cereal, patata, azúcar, remolacha y frutas se echaba a perder antes de llegar a las tiendas. Incluso cuando los abastecimientos eran precisos los retrasos en la entrega provocaban escaseces temporales, que generaban colas, acaparamiento de productos y racionamientos ocasionales.[163]

| País           | Años |
| -------------- | ---- |
| España         | 76,2 |
| Estados Unidos | 74,5 |
| RSFS de Rusia  | 67,2 |
| Tailandia      | 67,1 |

- Entre 1970 y 1987, la producción por unidad de insumo disminuyó a un ritmo superior al 1% anual.[165]
- El despilfarro de recursos y energía era alarmante. Para producir 1000 de dólares de PIB se necesitaban 1490 kg de carbón en comparación a los 565 de Alemania occidental. Esta mala gestión era solo compensada por la enorme producción y las ingentes reservas de materia prima.[166]
- Para frenar el estancamiento industrial se recurrió al empleo masivo de mano de obra que terminó por hacer caer los índices de productividad. Además, el contrato de personal se hacía difícil debido al pleno empleo reinante.[166]
- La primacía del productor sobre el consumidor y la rigidez del sistema provocaban en numerosas ocasiones la sobreabundancia de artículos no necesarios y la escasez de productos muy demandados.[166]
- Como resumen de la situación en vísperas de la Perestroika, había consenso general respecto de que el crecimiento económico per cápita era nulo o negativo.[167] Como explica Harris, se presenta un panorama aún más sombrío si se sustraen del producto nacional bruto (PNB) los costos por contaminación y empobrecimiento medioambiental.[168] Estaban presentes todas las formas imaginables de contaminación y agotamiento de los recursos, en cantidades tan ingentes que constituían una amenaza para la vida, producidas por las emisiones incontroladas de dióxidos de azufre, peligrosos vertederos de residuos nucleares y de todo tipo, erosión del suelo, envenenamiento del lago Baikal (en opinión de Poiniting 1991, seguramente el peor desastre ecológico del siglo XX) y los mares Negro, Báltico y Caspio, así como del desecamiento del mar de Aral.[168]

| Índices de 1983              | EE. UU. | CE   | Japón | URSS |
| ---------------------------- | ------- | ---- | ----- | ---- |
| Ordenadores grandes/medianos | 412     | 135  | 142   | 11   |
| Ordenadores pequeños         | 4273    | 1387 | 588   | 80   |
| Robots industriales          | 196     | 201  | 571   | 11   |

- La esperanza de vida de los hombres soviéticos estaba estancada o disminuyendo en vísperas de la perestroika.[169]
- A pesar de sus éxitos en la carrera espacial o la industria nuclear, la URSS había terminado quedándose rezagada en sectores de alta tecnología, como la robótica, ordenadores, láser, telecomunicaciones o fibra óptica.[166]
- Los gastos militares eran muy elevados, representando entre un 8 y un 15% del PIB[nota 11] apartando a los trabajadores más capacitados de la industria civil.[166]

## Economía postsoviética, década de 1990

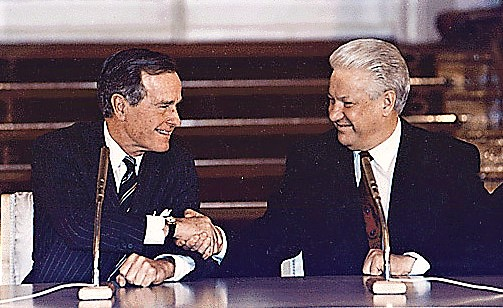
Boris Yeltsin (derecha) junto a George H. W, Bush, presidente de Estados Unidos.

La Unión Soviética se disolvió en diciembre de 1991. El nuevo presidente ruso –la Federación rusa fue el sucesor jurídico de la URSS en el plano internacional– Boris Yeltsin decidió en los primeros días de 1992 un amplio programa de reformas radicales destinadas a transformar la mayor economía planificada del mundo en una economía liberal capitalista. Este programa de reformas sería conocido como terapia de choque y sus puntos se basaban en las políticas que durante décadas los países occidentales habían aconsejado o impuesto a los países en desarrollo. Estas medidas incluían la privatización de las grandes empresas estatales, la disciplina presupuestaria en un reducido sector público, desregularización de los mercados o la liberalización de precios y el comercio externo.
La gran velocidad con la que se ejecutaron los planes desencadenó en el país una crisis sin precedentes. De un día para otro se retiraron las subvenciones a la industria, la agricultura, los productos básicos o a los servicios sociales. La liberalización de precios en enero de 1992 provocó una hiperinflación que mermó la capacidad adquisitiva de la población e hizo desaparecer los ahorros de millones de personas, al tiempo que las privatizaciones masivas y los severos recortes en los presupuestos gubernamentales dejaban a millones de personas en paro y reducían drásticamente los salarios. A consecuencia de esta situación, la extraordinaria cantidad de cerca de 150 millones de personas de los países ex soviéticos descendieron por debajo del umbral de la pobreza —se estima que la pobreza aumento del 2% en 1988 al 50% para el periodo 1993-1995 (de 2,2 a 74,2 millones de personas solo en Rusia)— y el paro ascendió a más de un 15%. El grave déficit contribuyó a un fuerte crecimiento de la deuda externa, se impusieron nuevos y gravosos impuestos que aumentaron exponencialmente la economía sumergida y la evasión fiscal empresarial desde 1993.
La inflación, la deuda y la falta de ingresos provocaron que entre 1992 y 1995 las administraciones públicas suspendieran pagos en numerosas ocasiones a empleados y servicios sociales. El epidemiólogo Neil Bennett describía así el fenómeno:

La crisis rusa de 1990-95 representa la mayor disminución en la esperanza de vida jamás registrada en ausencia de guerra, hambruna, o epidemia grave

La crisis económica se expandió rápidamente al sector político que cristalizó en la crisis constitucional rusa de 1993, cuando el presidente Boris Yeltsin disolvió con la ayuda del ejército y por la fuerza, el Sóviet Supremo de Rusia, los sóviet regionales de trabajadores y el Congreso de los Diputados del Pueblo, todos órganos elegidos por sufragio universal.

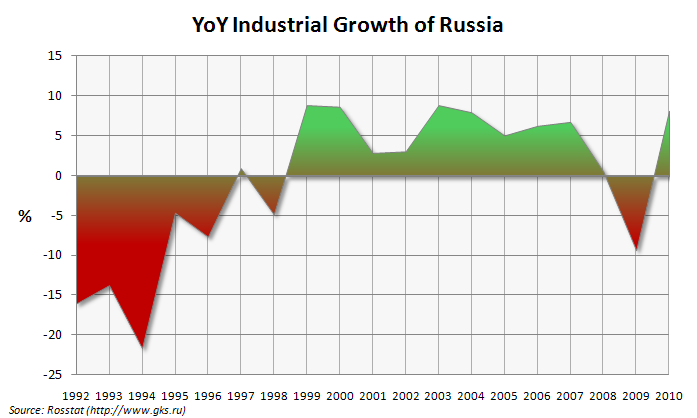
Caídas y aumentos anuales de la producción industrial rusa entre 1992 y 2010

La razón residía en el obstáculo que suponían estos órganos en la imposición de sus reformas neoliberales, muchas de ellas declaradas inconstitucionales y su consolidación en el poder. Los diputados del Congreso se amotinaron al mismo tiempo que las protestas contra Yeltsin crecían —montándose incluso barricadas en Moscú como 70 años atrás— y el Tribunal Constitucional invalidaba numerosos decretos de Yeltsin. Los diputados del parlamento votan, siguiendo la constitución, la destitución de Yeltsin, sustituyéndolo por el vicepresidente Rutskoy que llega a calificar a Yeltsin de golpista. Yeltsin mediante el ejército bombardea el parlamento, matando a decenas de representantes de la soberanía popular y expulsa a los jefes de los ministerios afines al poder legislativo. Esta crisis se saldó con cientos de muertos. En las semanas posteriores Yeltsin instauró una nueva constitución y los partidos políticos de izquierda que había apoyado a los legisladores fueron temporalmente prohibidos.
Entre 1995 y 1997 la crisis y la caída económica se estabilizaron, pero solo fue un espejismo. En 1998 se produjo una crisis financiera, ampliada por la crisis financiera asiática, que hizo a la economía tocar fondo. Esta crisis estuvo marcada por la fuerte devaluación del rublo que derrumbó el comercio externo, una inflación por encima del 80% y unos bonos de deuda que llegaron a dar rentabilidades por encima del 40%. Así, en 1998 el PIB ruso se había reducido a la mitad del de 1990 y los salarios en un 70% a la vez que los precios se habían multiplicado. La tensión económica a punto estuvo de hacer volver a la presidencia a un comunista, cuando en las elecciones de 1996 el candidato del Partido Comunista Guennadi Ziugánov quedó en la primera vuelta a un estrecho 3% del ganador, Boris Yeltsin. La situación de Rusia en 1998 fue descrita por el nobel de literatura Aleksandr Solzhenitsyn, quien había sido uno de los mayores críticos del sistema soviético, de la siguiente manera:

El destino del país lo decide una oligarquía de 150-200 individuos, que incluye los más avispados miembros de primera y segunda fila del antiguo sistema comunista más algunos nuevos ricos (...) Nuestros dirigentes actuales no se han mostrado moralmente superiores a los comunistas que les precedieron. Rusia está siendo destruida por el crimen, ningún crimen serio ha sido esclarecido y ningún juicio público serio ha tenido lugar al respecto

Desde 1998 la economía empezó a recuperarse y a crecer con fuerza, en parte gracias al alza de los precios de las materias primas, pero no sería hasta 2006 —16 años después— cuando el PIB y los salarios volverían a los niveles previos a la caída soviética.
Las rápidas transformaciones económicas provocaron el surgimiento de una nueva casta dirigente protagonizada por nuevos oligarcas enriquecidos por las privatizaciones y numerosos altos burócratas del antiguo sistema soviético que mediante sus influencias y la corrupción amasaron grandes fortunas.